# Carlos de Foucauld
Carlos de Foucauld (en francés: Charles de Foucauld; Estrasburgo, 15 de septiembre de 1858-Tamanrasset, 1 de diciembre de 1916) fue en su madurez un místico contemplativo, referente contemporáneo de la llamada «espiritualidad del desierto». Su personalidad polifacética se manifestó en su carácter de militar en Argelia y de explorador y geógrafo en Marruecos, y más tarde en su búsqueda espiritual, en su itinerario trapense por Francia y el Imperio otomano y en su sacerdocio en el Sahara argelino, donde transcurrieron los últimos quince años de su vida.
Descendiente de una familia aristocrática que portaba el título de «vizconde de Foucauld», Carlos quedó huérfano de padre y madre a los seis años y debió migrar con su abuelo al desatarse la guerra franco-prusiana. En 1876 ingresó en la Academia de Oficiales de Saint-Cyr donde llevó una vida militar disipada. Enviado como oficial en 1880 a Sétif, Argelia, fue despedido al año siguiente por «indisciplina, acompañada de notoria mala conducta», aunque más tarde fue reincorporado para participar en la guerra contra el jeque Bouamama. En 1882 se embarcó en la exploración de Marruecos haciéndose pasar por judío. La calidad de su trabajo de reconocimiento y registro de los territorios marroquíes le valió la medalla de oro de la Sociedad de Geografía de París y la adquisición de gran fama tras la publicación de su libro Reconnaissance au Maroc (1883-1884).
En 1886 se volvió una persona espiritualmente muy inquieta que reiteraba la oración: «Dios mío, si existes, haz que yo te conozca», mientras entraba y salía de la iglesia repetidamente. Su encuentro y confesión con el sacerdote Henri Huvelin el 30 de octubre de 1886 produjo un cambio decisivo en su vida. Cuando la publicación de su libro Reconnaissance au Maroc (1883-1884) lo catapultaba a la fama como «descubridor de mundos», a Foucauld ya no le interesaba nada de eso. En noviembre de 1888 peregrinó a Tierra Santa tras las huellas de Jesús de Nazaret, lo que le causó un fuerte impacto. Entró en la Trapa de Nuestra Señora de las Nieves en 1890 y pasó varios años en la Trapa de Cheikhlé en el Imperio otomano, donde puso por escrito muchas de las meditaciones que serían el corazón de su espiritualidad, incluyendo la reflexión que daría origen a la célebre Oración de abandono. Entre 1897 y 1900 vivió en Tierra Santa, donde su búsqueda de un ideal de pobreza, de sacrificio y de penitencia radical lo condujo cada vez más a llevar una vida eremítica. Ordenado sacerdote en Viviers el 9 de junio de 1901, decidió radicarse en Béni Abbès, en el Sahara argelino, donde combatió lo que él denominó la «monstruosidad de la esclavitud». Quiso establecer una nueva congregación, pero nadie se le unió. Vivió con los bereberes y desarrolló un estilo de ministerio basado en el ejemplo y no en el discurso. Para conocer mejor a los tuaregs, estudió su cultura durante más de doce años y publicó bajo un seudónimo el primer diccionario tuareg-francés. La obra científica de Foucauld como lexicógrafo es referencial para el conocimiento de la cultura tuareg.
El 1 de diciembre de 1916, Carlos de Foucauld fue asesinado por una banda de forajidos en la puerta de su ermita en el Sahara argelino. Pronto se estableció una verdadera devoción en torno a su figura: nuevas congregaciones religiosas, familias espirituales y una renovación del eremitismo y de la «espiritualidad del desierto» en pleno siglo XX se inspiraron en sus escritos y en su vida.
El 13 de noviembre de 2005 fue proclamado beato durante el papado de Benedicto XVI y el 15 de mayo de 2022 fue canonizado por Francisco. Junto con él fueron canonizados otros 9 católicos, mártires o fundadores de órdenes, en una de las canonizaciones más numerosas de la historia. Las contribuciones de Foucauld alcanzan campos tan variados como la geografía y la geología, la geopolítica, la lexicografía, y el diálogo interreligioso, en tanto que su conversión, su búsqueda espiritual y su mística del desierto fueron su mayor legado al cristianismo contemporáneo.

## Biografía

### Antepasados, infancia y adolescencia (1858-1875)

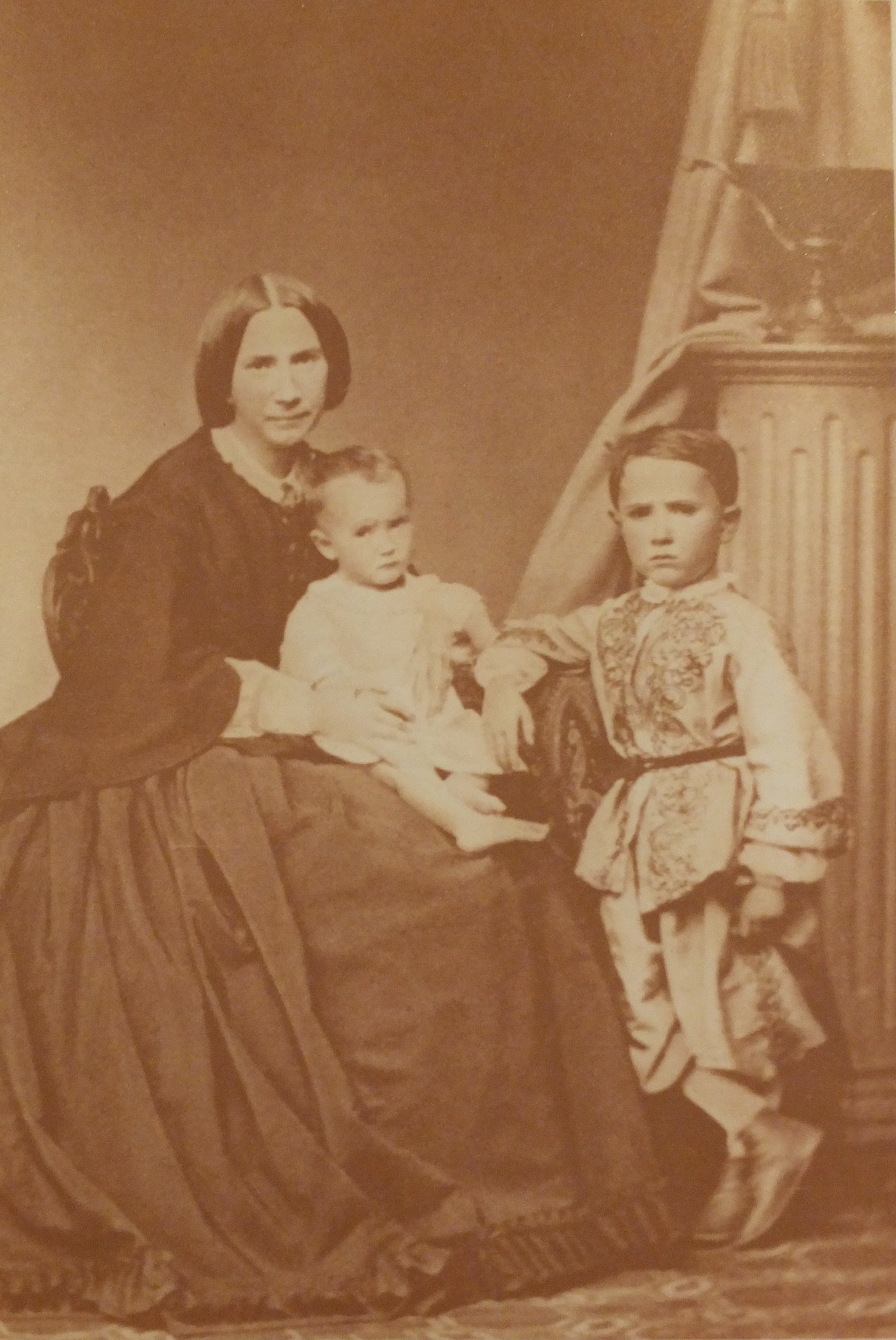
Carlos de Foucauld, de unos 5 años de edad, junto a su madre y su hermana menor (ca. 1863). Fotografía expuesta en la iglesia de San Agustín (París).

La familia paterna de Carlos de Foucauld era de Périgord y pertenecía a la antigua nobleza francesa. El lema familiar era «Jamais arrière» («Jamás retroceder»). Su padre, el vizconde Eduardo (Édouard) de Foucauld de Pontbriand, inspector asistente de bosques en Estrasburgo, contaba en su linaje con destacados antepasados aristocráticos: Bertrand de Foucauld había sido un cruzado, lo cual constituía un antecedente de gran prestigio en la aristocracia francesa; otro antepasado, Gabriel de Foucauld, fue apoderado de Francisco II de Francia en su casamiento con María Estuardo; Juan III de Foucauld, gobernador de Périgord, vizconde de Limoges, era amigo de Enrique IV. Dos tíos abuelos de Carlos de Foucauld, el arzobispo de Arlés Jean-Marie du Lau d'Allemans y su vicario Armand de Foucauld de Pontbriand, murieron durante las Masacres de septiembre de la Revolución francesa. Por su parte, la madre de Carlos de Foucauld, Isabel (Élisabeth) de Morlet, era hija del rico coronel Beaudet de Morlet y provenía de la aristocracia de Lorena, mientras que el abuelo, un republicano, hizo su fortuna durante la Revolución. Isabel de Morlet se casó en 1855 con Eduardo de Foucauld y de esa unión nació el 17 de julio de 1857 su primer hijo, llamado Carlos (Charles), quien murió a la edad de un mes.

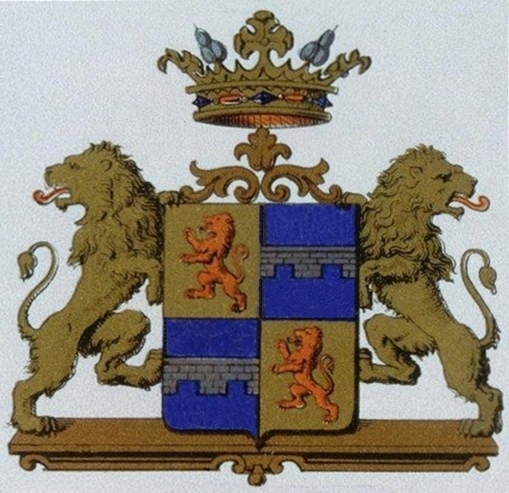
Escudo de armas de la familia de Foucauld de Pontbriant. El lema familiar era: «Jamás retroceder».

Su segundo hijo, llamado Carlos Eugenio (Charles-Eugène), nació en Estrasburgo el 15 de septiembre de 1858, en el domicilio familiar situado en el antiguo emplazamiento de la mansión del alcalde Dietrich, donde Rouget de Lisle había cantado por primera vez La Marsellesa en 1792. El niño fue bautizado el 4 de noviembre de ese año en la iglesia católica de San Pedro el Joven, situada en la misma Estrasburgo.

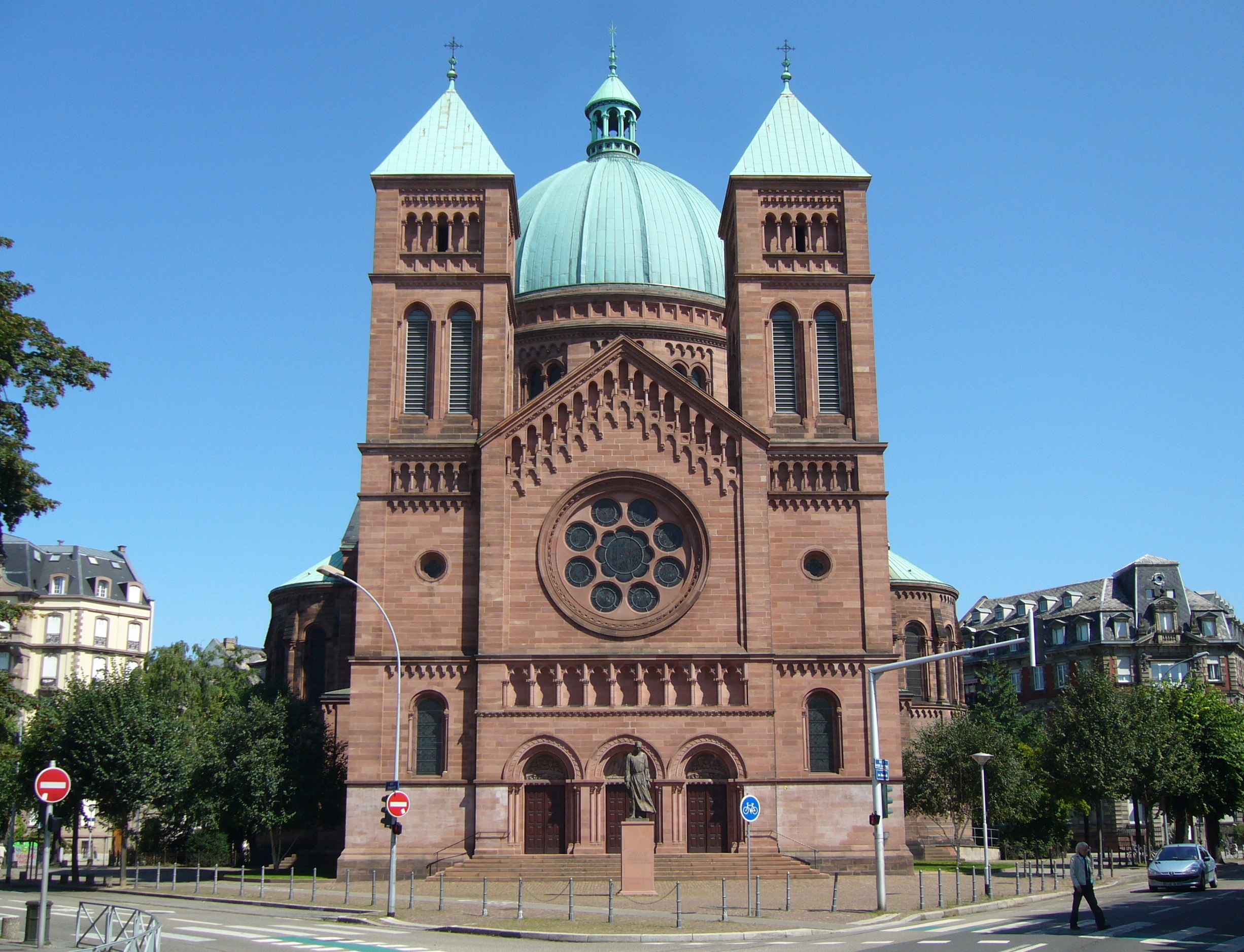
Iglesia de San Pedro el Joven (Eglise St Pierre le Jeune) en Estrasburgo. En el frente de la iglesia, una estatua honra la memoria de Carlos de Foucauld, quien fue bautizado allí el 4 de noviembre de 1858.

Pocos meses después del nacimiento de Carlos, su padre fue trasladado a Wissembourg. En 1861, cuando Carlos tenía tres años, nació su hermana María Inés. Isabel era profundamente católica, por lo que educó a Carlos en la fe cristiana y promovió en él los actos de devoción y de piedad.
En los siguientes años, la infancia de Carlos de Foucauld se vio marcada por una sucesión de tragedias familiares. Eduardo no pudo continuar trabajando por causa de la tuberculosis que padecía y en 1863 fue a vivir a la casa de su hermana Inés Moitessier en París para no contagiar a sus dos hijos. Esto afectó profundamente a su esposa Isabel, quien murió de parto a los treinta y cuatro años de edad en Estrasburgo, el 13 de marzo de 1864. Eduardo murió poco después en París el 9 de agosto. Los dos huérfanos, Carlos de seis años y María de tres, fueron confiados a su abuela paterna, la vizcondesa Clotilde de Foucauld, pero ella también murió al poco tiempo, víctima de un ataque al corazón. Esa serie de desgracias afectó a los dos niños y Carlos guardó siempre una herida profunda a causa de esa experiencia. Sin reaccionar con violencia, pronto comenzó a preguntarse acerca de Dios que, según su sentir, había afectado su vida tan cruelmente.
Los niños fueron criados por sus abuelos maternos, el coronel Beaudet de Morlet y su esposa, que vivían en Estrasburgo y que oficiaron de tutores legales. El coronel de Morlet, una figura eminente que pertenecía a la École polytechnique, gran escuela francesa de Ingeniería, tenía en ese momento sesenta y ocho años, y enseñó con gran afecto a sus nietos.
Carlos cursó sus estudios en la escuela episcopal de San Arbogast, donde obtuvo buenas calificaciones. En 1868, se incorporó al Liceo de Estrasburgo en el sexto lugar en el orden de mérito. De carácter introvertido y colérico, a menudo caía enfermo, por lo que continuó sus estudios con clases particulares.

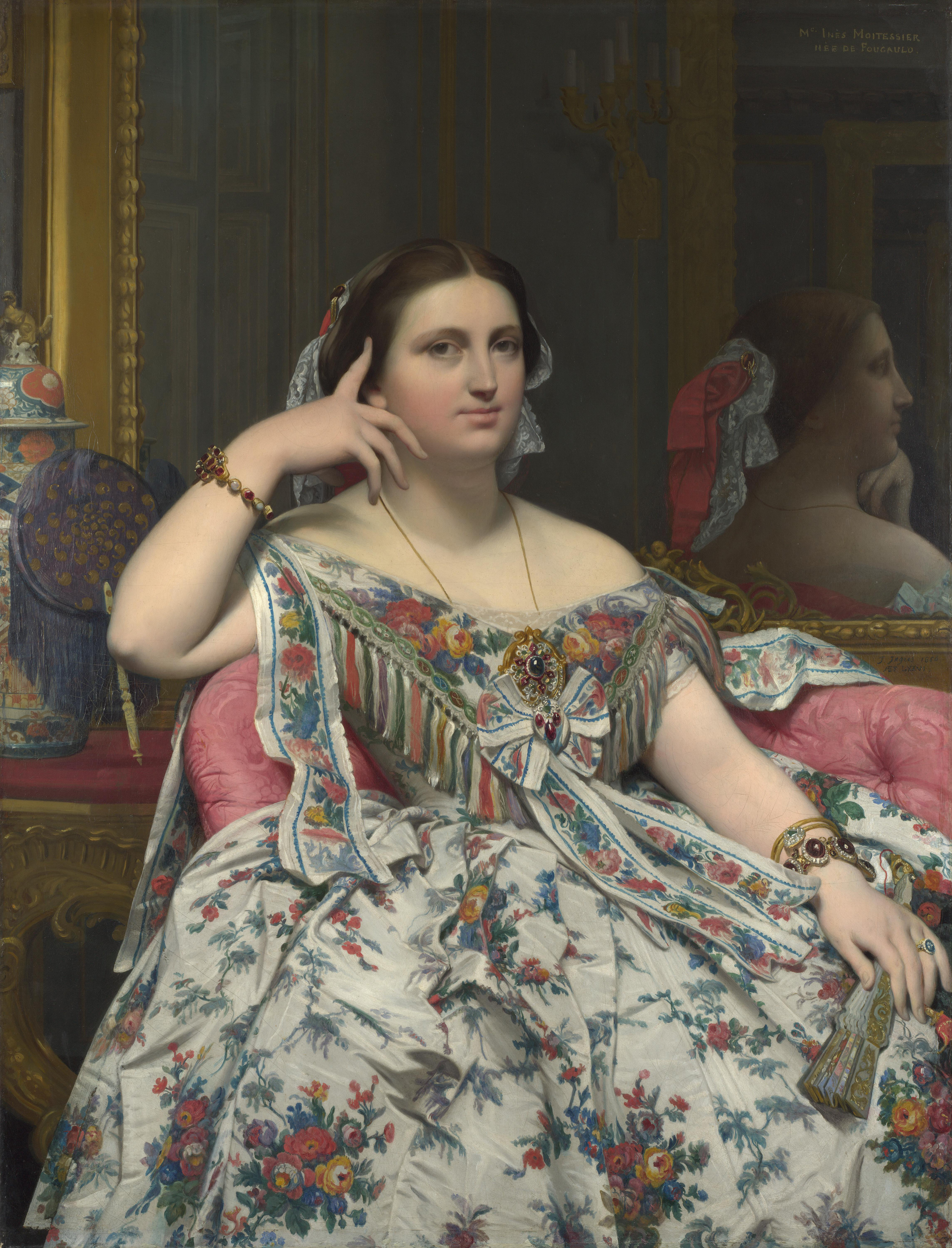
Madame Moitessier, título del retrato de Marie-Clotilde-Inès de Foucauld, tía de Carlos, casada con el rico banquero parisino Sigismond Moitessier. El cuadro sobre tela fue realizado por Ingres en 1856 y se conserva en la National Gallery de Londres.

En el verano de 1868, se trasladó a casa de su tía, Madame Moitessier, quien se sintió responsable por su sobrino. Madame Moitessier, mujer de belleza notable, tenía una hija llamada Marie Moitessier (la futura María de Bondy). Esta prima de Carlos era ocho años mayor que él y se convertiría en su amiga y confidente. Ella era una practicante ferviente y desempeñó a veces el papel de una segunda madre de Carlos.
Al desatarse la guerra franco-prusiana en 1870, el abuelo Morlet huyó con sus nietos de Estrasburgo, para evitar el peligro que significaba la cercanía de la frontera, y se refugió primero en Rennes y luego en Berna (Suiza). Así, a los doce años, Carlos ya había experimentado la muerte de sus padres, el desarraigo y el éxodo. Después de la derrota de Francia, la familia se trasladó en octubre de 1871 a Nancy, en la parte de Lorena que continuaba siendo francesa. En octubre de 1871, Carlos entró al cuarto año de clases en el Liceo de Nancy. Tuvo por profesor a Jules Duvaux, un republicano anticlerical ardiente, que llegaría a ser más tarde legislador y ministro de Educación. En esa época, Carlos se hizo muy amigo de Gabriel Tourdes. A los dos jóvenes les apasionaba la lectura de los clásicos, y Gabriel seguiría siendo para Carlos uno de los «amigos incomparables» de su vida. Su educación en una escuela laica desarrolló en Carlos un sentido de patriotismo, acompañado de desconfianza hacia el Imperio alemán. Carlos recibió simultáneamente la primera comunión y la confirmación de manos del por entonces obispo de Nancy, monseñor Joseph-Alfred Foulon, el 18 de abril de 1872.

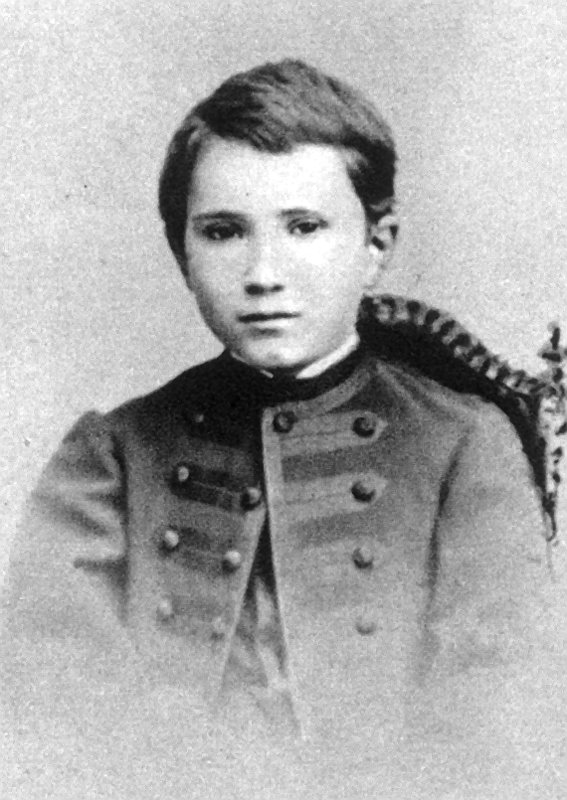
Carlos de Foucauld, de niño.

En octubre de 1873, durante el último año de estudios en el Liceo, su pensamiento racionalista se incrementó de forma marcada. Más tarde escribió:

Los filósofos están todos en desacuerdo. Durante doce años yo no negué ni creí en nada, desconfiando de la búsqueda de la verdad, ni siquiera creyendo en Dios. Ninguna evidencia me parecía suficientemente clara.
Carta a Henri de Castries, 14 de agosto de 1901

Perdió su fe completamente hacia fines de 1874, el año en que estudió filosofía. Recordando aquella etapa, Carlos relató años más tarde:

Fui educado cristianamente, pero desde la edad de quince o dieciséis años, perdí la fe por completo. Las lecturas que leía con tanta avidez habían realizado esta obra en mí; no seguía ninguna doctrina filosófica, ya que ninguna me parecía suficientemente fundamentada, y me quedaba en la duda completa, lejos sobre todo de la fe católica cuyos muchos dogmas, en mi opinión, chocaban profundamente con la razón.
Carta a Henri Duveyrier, 21 de febrero de 1892

La pérdida de la fe se acompañó de un malestar interior que así describió en carta a su prima:

A los diecisiete años, todo en mí era egoísmo, impiedad, deseo del mal, me sentía trastornado.
Carta a María de Bondy, 17 de abril de 1892

El 11 de abril de 1874, su prima María se casó con Olivier de Bondy. Unos meses más tarde, el 12 de agosto de 1874, Carlos obtuvo el grado de bachiller secundario con honores.

### Juventud (1875-1882)

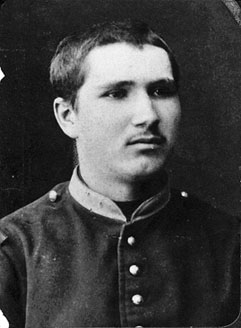
Carlos de Foucauld, cadete de oficial en la Escuela Militar Especial de Saint-Cyr, en 1876.

Carlos de Foucauld fue enviado al Liceo privado Santa Genoveva (Lycée privé Sainte-Geneviève) en Versalles, dirigido por los jesuitas, con el objetivo de prepararse para el examen de ingreso a la Escuela Militar Especial de Saint-Cyr. Carlos se opuso a la severidad del internado y decidió abandonar toda práctica religiosa. Desde 1875, llevó una vida disipada y fue excluido del Liceo en marzo de 1876 por «pereza e indisciplina». Luego regresó a Nancy, donde estudió con un tutor, mientras renovaba las lecturas con Gabriel Tourdes, con las que decía disfrutar «plenamente de lo que es agradable al cuerpo y al espíritu». Esa bulimia por la lectura llevó a los dos amigos a profundizar en las obras de Ludovico Ariosto, Voltaire, Erasmo de Róterdam, François Rabelais y Laurence Sterne.
En junio de 1876, se presentó a un examen escrito para ingresar en Saint-Cyr, donde obtuvo el 82.º lugar entre 412 alumnos. Firmó el acta de alistamiento voluntario y el 30 de octubre ingresó en esa distinguida academia. Era uno de los más jóvenes de su clase.
Llevó una vida disoluta con sus compañeros de la clase llamada «Plewna», grupo del que se sentía orgulloso. Junto a Carlos, en la Segunda Compañía estaba un tal Philippe Pétain. Los exámenes médicos revelaron en Carlos un sobrepeso temprano. Física y mentalmente, no encajaba en el sistema de Saint-Cyr. Continuó sus estudios a pesar de su poca dedicación al trabajo. El aburrimiento comenzó a ganarlo y, aun así, gracias a su memoria excepcional y a su rapidez mental, le alcanzaba con echar un vistazo a las lecciones para asimilarlas. Así pasó el primer año de cursos, ubicándose en el 143.º puesto de 391. Eso le dio la posibilidad de elegir la caballería, el cuerpo de élite. Carlos mantenía comunicación epistolar regular con su amigo Gabriel Tourdes, en la que describía su profundo aburrimiento en Saint-Cyr y evocaba con nostalgia la vida con su abuelo. La salud del coronel Morlet se deterioró, y murió el 3 de febrero de 1878. Carlos guardó siempre un recuerdo tierno de su abuelo, y catorce años después escribió:

En Nancy, tuve el dolor inmenso de perder a mi abuelo del que admiraba la magnífica inteligencia, y cuya ternura infinita rodeó mi juventud y mi infancia de una atmósfera de amor de la que siento siempre con emoción el calor. Fue para mí un dolor inmenso, y catorce años después sigue muy vivo.
Carta a Henri Duveyrier, 21 de febrero de 1892

La muerte de su abuelo provocaría en Carlos un sentimiento de soledad y dolor. Le escribió a Tourdes:

De repente me quitan mi familia, mi casa, mi tranquilidad, y esa despreocupación que era tan dulce. Todo eso ya nunca lo volveré a encontrar...

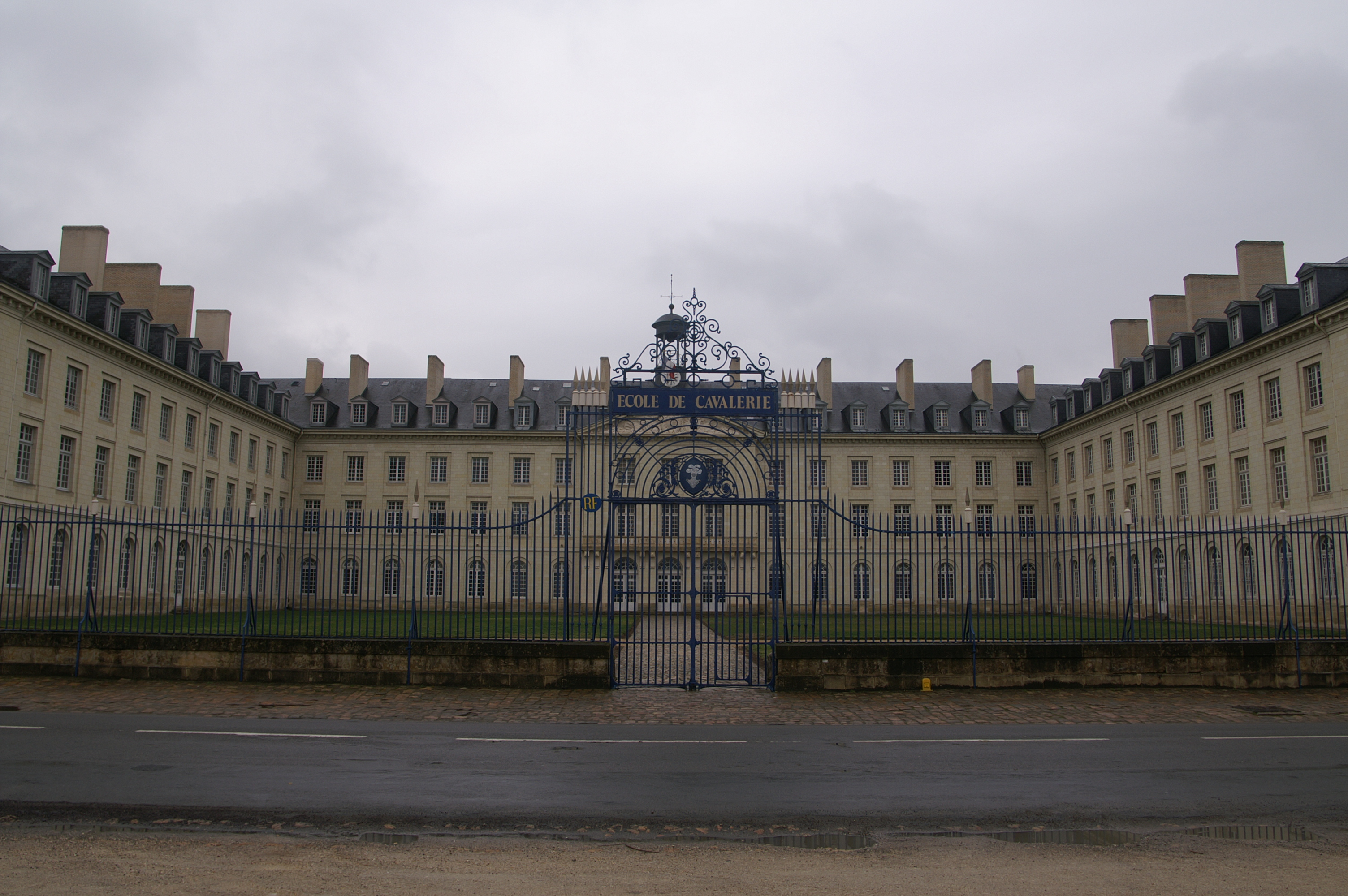
Escuela de caballería en Saumur. Carlos de Foucauld entró como teniente segundo, con veinte años recién cumplidos.

Carlos decidió entonces emanciparse de los suyos. Había heredado mucho dinero y se encontraba libre de trabas para disfrutar con cierto desenfreno de su legado. Sin la figura de su abuelo, nada evitó que cayera en la disolución y la glotonería. Su segundo año fue un desastre, y solo su buena memoria le permitió finalizar en el 333.º lugar de 386. A pesar de los 45 días de castigo por su conducta deficiente y de los 47 días de confinamiento por indisciplinado, descuidado y perezoso, fue admitido en la Escuela de caballería en Saumur, en la que entró como teniente segundo el 31 de octubre de 1878.
En Saumur, a la edad de veinte años, llevó una vida desordenada, mientras usufructuaba del importante patrimonio heredado, que se elevaba a más de 353 500 francos. Carlos se dedicó a dilapidarlos en noches agitadas en compañía de su compañero de cuarto, el marqués de Morès, un rico mujeriego impenitente. Apodado «el juerguista erudito», aprovechó de su fortuna para traer prostitutas de París que desfilaban por su habitación, y a las que trataba con poco respeto. Esa actitud libertina se acompañaba de una reiterada y deliberada indisciplina. Fue castigado muchas veces por desobediencia, por abandonar la escuela sin autorización, por llegar tarde y por no levantarse por la mañana. Recibió al menos diecinueve días de arresto simple y cuarenta días de arresto riguroso. En sus exámenes de egreso, Carlos ocupó el último puesto entre 87.

Estandarte del 4.º Regimiento de húsares de Francia.

En octubre de 1879 fue destinado a Sézanne, en el departamento de Marne; esto no fue del agrado de Carlos, quien pidió su traslado. En 1880 fue asignado al 4.º Regimiento de húsares, que más adelante se convertiría en el 4.º Regimiento de cazadores del África en Pont-à-Mousson. A continuación, sobrevino el período en que llevó una forma de vida más desenfrenada. Daba fiestas que tornaban en orgías. Gastaba su dinero en la compra de libros, cigarros y noches. Su tía, preocupada por sus extravagancias, escribió y puso por primera vez el tema a consideración del Consejo Judicial para evitar que dilapidara su fortuna. Sobre este período, Carlos escribió: «Más que un hombre, yo era un cerdo».
Vivió en pareja con María (Marie) Cardinal, apodada Mimí, una actriz que trabajaba en París. Ella se mudó al apartamento de Carlos en Pont-à-Mousson donde comenzaron a convivir como marido y mujer. El ejército tomó el hecho como algo demasiado serio y en julio de 1880 llegó el primer castigo. Sus apariciones públicas con ella comenzaron a traerle como consecuencia las recriminaciones de sus superiores y sanciones ininterrumpidas, por considerársela una mujer de mala reputación. Sin embargo, él no hacía caso y en una fiesta llegó a hacer pública su relación con la joven Mimí.
Fue enviado a Sétif en la Argelia francesa con su regimiento, y llevó consigo a su amante, al tiempo que su coronel se lo prohibía. En lugar de actuar con discreción, Carlos compró un pasaje en el buque para «Madame la vizcondesa de Foucauld», acto provocativo que desafiaba el orden establecido. La verdad no se puso en evidencia hasta que, días después del desembarco, llegaron las mujeres legítimas de los oficiales. El escándalo fue mayor por haber tomado tanto tiempo en salir a la luz. El 24 de noviembre le impusieron dos semanas de arresto abierto y el 22 de diciembre dos semanas adicionales de arresto restringido, por su resistencia a dejar a la mujer. Luego de cumplir sus arrestos, Mimí lo seguía acompañando. Jean-Jacques Antier, uno de sus biógrafos, señaló que los oficiales jóvenes tomaron partido por Carlos: según ellos, el ejército no debería inmiscuirse en la vida privada de los oficiales. Transcurrido ese lapso, Carlos no cedió y fue condenado a treinta días de calabozo. Por último, le llegó la notificación conclusiva en marzo de 1881: «Queda usted apartado del servicio militar por indisciplina, acompañada de notoria mala conducta». Todavía no había cumplido los veintitrés años.
Deseoso de libertad se retiró a Évian-les-Bains, un paraíso para adinerados, y llevó con él a María Cardinal. Pero en mayo de 1881, al oír que su unidad luchaba en Túnez, volvió a París y pidió su reincorporación al 4.º Regimiento de cazadores de África, la que se le concedió previo compromiso de romper definitivamente su relación con su amante. Se trató de un cambio meramente natural, al que Foucauld nunca mencionó como el comienzo de su conversión, si bien sentía «la vaga inquietud de una mala conciencia que, dormida y todo, no está del todo muerta». El 3 de junio se le reintegró el mando.
Carlos de Foucauld se unió de inmediato a sus compañeros que luchaban contra la tribu de los krumiros en el sur de Orán, después de la insurrección encabezada por el morabito Bouamama. Durante aquella campaña, se reencontró con Francisco Enrique (François-Henri) Laperrine, a quien había conocido ya en su período de vida disipada, y que terminó por convertirse en su amigo y, sin dudas, en una influencia moral sobre él. Al final de los combates, después de seis meses de lucha, dejó la guarnición a fines de 1881 y partió hacia Mascara, en Argelia. Esa campaña fue un punto de inflexión en la vida de Carlos de Foucauld: no sólo demostró un buen comportamiento militar, sino que además reveló ser un buen jefe, preocupado por sus hombres. Este periodo también se corresponde con el final de su vida de libertinaje.

En medio de los peligros y privaciones de las columnas expedicionarias, este erudito jaranero se revela un soldado y un jefe. Soportando alegremente las más duras pruebas, exponiendo constantemente su persona, preocupándose con abnegación de sus hombres, era la admiración de los viejos mexicanos del regimiento, y de los veteranos.
Francisco Enrique Laperrine

Por entonces, Carlos maduró un proyecto de viaje a Oriente: «Me gusta mucho más aprovechar mi juventud viajando; de esta manera, al menos, yo me instruiré y no perderé mi tiempo». Solicitó una licencia que le fue rehusada. En consecuencia, renunció al ejército el 28 de enero de 1882, dimisión que le fue aceptada el 10 de marzo, aunque permaneció como oficial de las reservas. Su familia reforzó su control judicial, porque ya había dilapidado más de una cuarta parte de su herencia. En vista de ello, la corte de Nancy dictaminó que Carlos era un despilfarrador, incapaz de gobernar sus asuntos financieros, y nombró a Georges de Latouche como protector: Carlos no podría firmar siquiera un documento bancario sin contar con la anuencia de Latouche.

### Explorador en Marruecos (1882-1886)
Carlos de Foucauld se trasladó a Argel en mayo de 1882 y se preparó para su viaje. La reunión con Oscar Mac Carthy, geógrafo, explorador y director de la Biblioteca Nacional de Argelia, confirmó el objetivo del proyecto: Marruecos, un país por entonces muy poco conocido. Carlos estudió durante un año el idioma árabe y el islam, así como el idioma hebreo. Siguiendo el consejo de Mac Carthy, se reunió con el rabino Mordejái Abi Serur (en hebreo, מרדכי אבי סרור; más conocido por la transliteración al francés, Mardochée Aby Serour) quien se ofreció como guía y le sugirió que simulara ser judío para pasar desapercibido en aquel país, por entonces prohibido para los cristianos y poblado mayormente por tribus que escapaban al control directo del sultán.

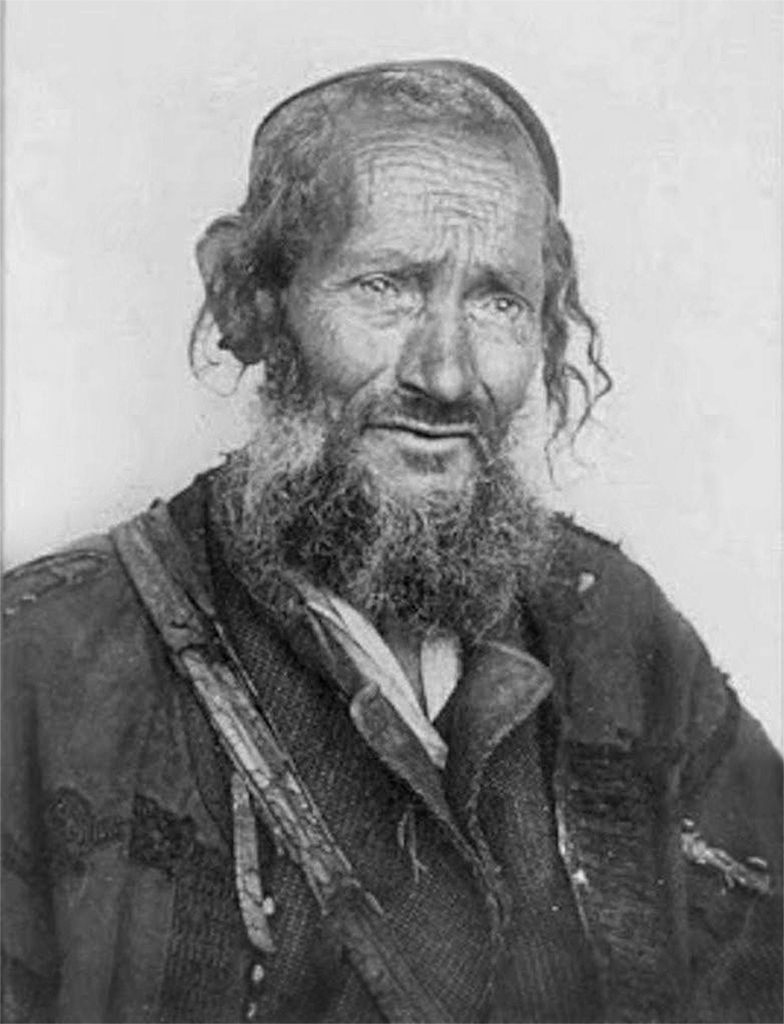
El rabino y explorador Mordejái Abi Serur, guía de Carlos de Foucauld en Marruecos.

Comenzó su viaje el 10 de junio de 1883, en compañía del rabino Abi Serur. Carlos se hizo llamar «rabino Joseph Aleman»; dijo haber nacido en Moldavia y haber sido expulsado de su país por los rusos. Declaró que el objeto de su viaje era visitar la comunidad judía de Marruecos. Llevaba consigo todos los instrumentos de trabajo necesarios para su expedición: sextante, brújulas, barómetros, termómetros, mapas y documentos que escondió en su mula.
De acuerdo con los consejos de su guía, vivió como un indigente y observó el Sabbat. Estando todavía en Argelia, el 13 de junio se cruzó en Tremecén con oficiales franceses que no lo reconocieron. Uno de ellos se rio al ver a Carlos y dijo: «Miren al pequeño judío comiendo aceitunas en cuclillas. Se parece a un mono». Arribaron a Marruecos y disfrutaron de la hospitalidad de las familias judías. Carlos subía a la terraza para hacer sus mediciones mientras Abi Serur vigilaba, desviando la atención de los eventuales curiosos. Ante la imposibilidad de cruzar la salvaje región de Rif, tomaron el camino de Fez. Carlos decidió explorar el este antes de ir al sur. Frente a los temores de Abi Serur y para garantizar la seguridad, Carlos contrató algunos jinetes como guardaespaldas que los condujeran a la ciudad de Taza. En cada pueblo debía desembolsar dinero para comprar la protección del kaid o jefe local. Llegaron a Mequinez el 23 de agosto para dirigirse luego hacia el sur, a pesar de la desconfianza manifestada por Abi Serur. Durante el viaje, Carlos tomaba notas en un cuaderno pequeño escondido en la manga, incluyendo datos topográficos y croquis, que ocultaba de la vista de sus acompañantes. Durante la noche comenzaba el largo proceso de transcribir en un libro más grande las diferentes anotaciones tomadas durante el día.

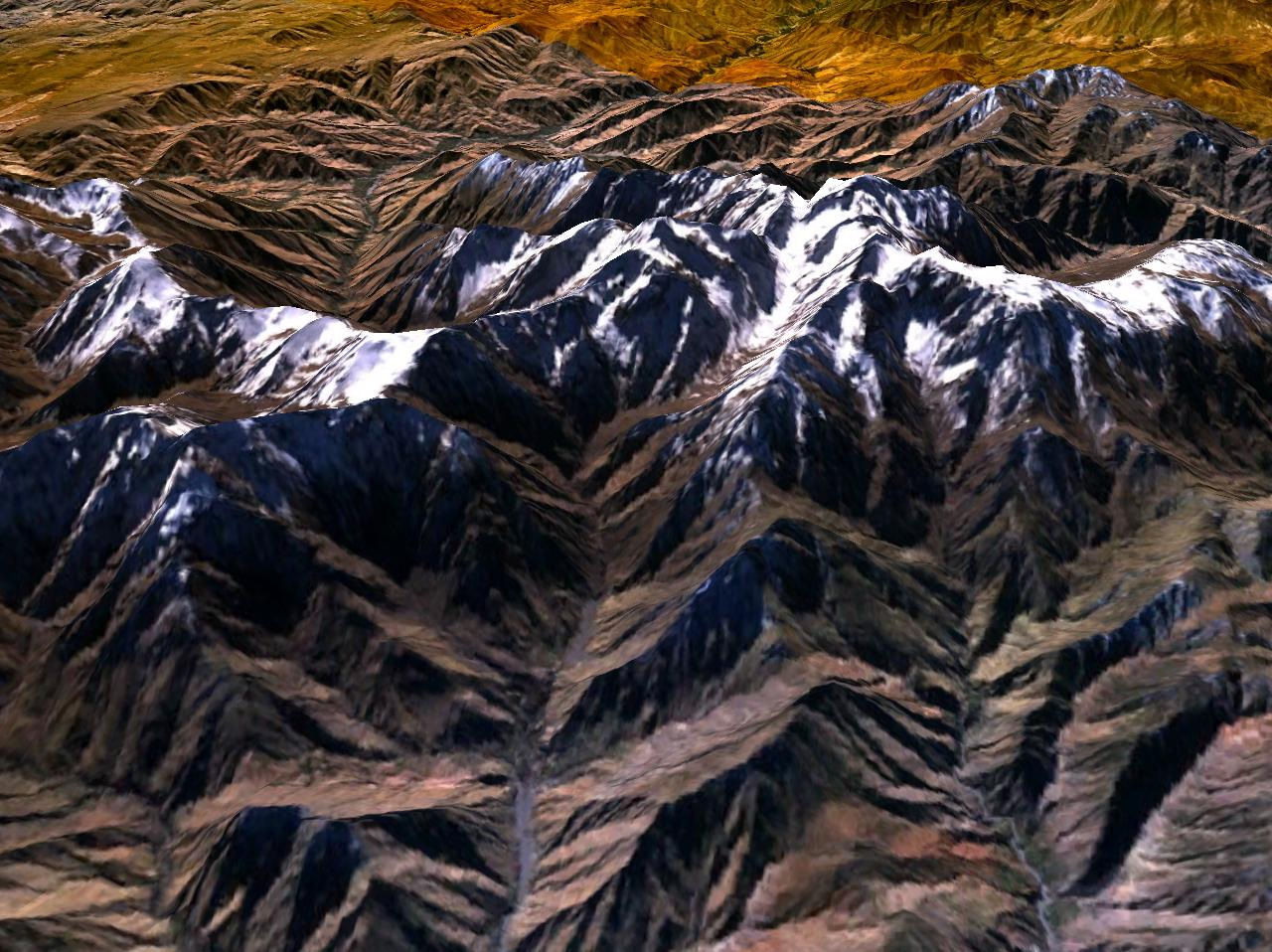
Imagen de una sección del Alto Atlas, tomada por la NASA.

La expedición llegó al Alto Atlas, las mayores alturas del norte de África, cruzándolo a través del paso de Tizi n’Telouet situado a más de 2600 m s. n. m. Foucauld se convertía así en el primer europeo que exploraba esa región de Marruecos. El trayecto estuvo pleno de riesgos e incidentes. A modo de ejemplo, Carlos relató que el 26 de octubre vio tres pequeñas caravanas. El jefe de una de ellas entró en largas discusiones con los custodios de Carlos. Quería robarle y sugería a quienes lo escoltaban que lo ayudaran, ofreciéndoles la mitad del botín. Los custodios rechazaron la oferta y el tentador no encontraba palabras para expresar cuán estúpidos eran.

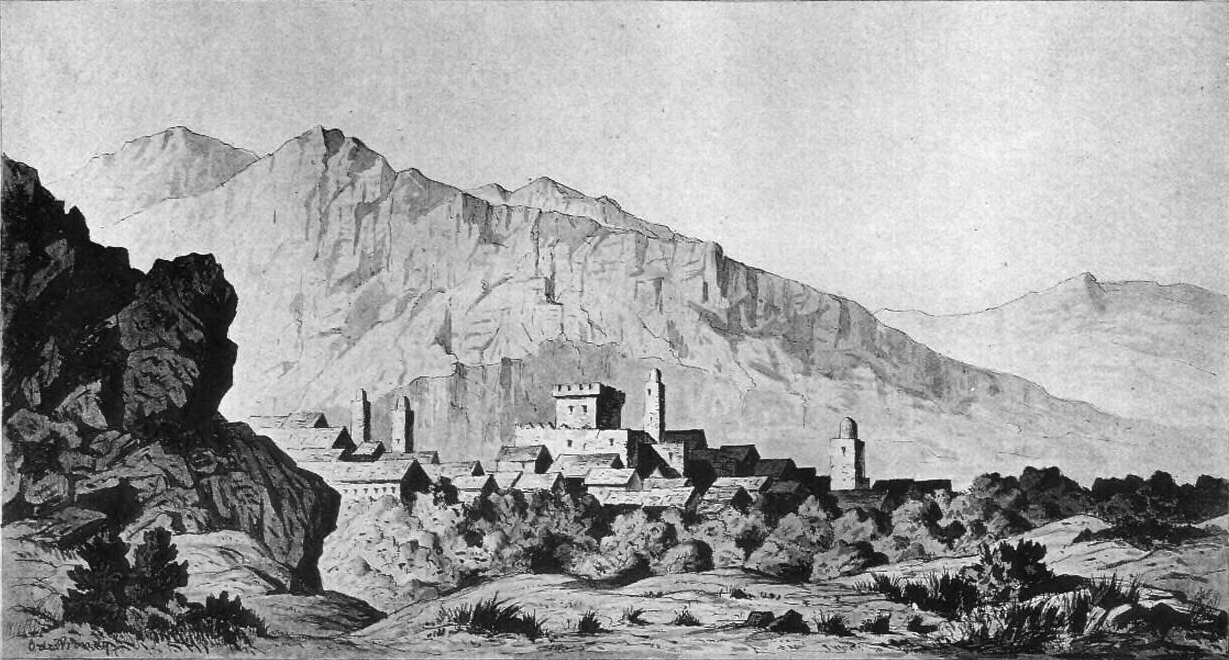
Ilustración de Reconnaissance au Maroc (1883-1884), libro de Carlos de Foucauld ilustrado con cuatro fotograbados y 101 dibujos realizados a partir de bocetos del autor. Albert Dujardin fue responsable de los grabados, mientras que Carlos de Foucauld fue el autor del texto. Fuente: Biblioteca Nacional de Francia.

Carlos se conmovió por la belleza de los paisajes, pero también por la piedad musulmana. Escribió en sus notas de viaje: 

La noche del destino, después del vigésimo séptimo día de Ramadán. Entonces, también los demonios salieron de la tierra, lo que justifica la noche de oración para evitar sus tentaciones. La contemplación durante semejantes noches lo conduce a uno a comprender la creencia de los árabes en una noche misteriosa, Laylat al-Qadr, donde el cielo se abre, los ángeles descienden a la tierra, las aguas de mar se tornan frescas y todo lo que es inanimado en la naturaleza se inclina a adorar al Creador.
Carlos de Foucauld

Exploró Marruecos en Tissint, entre Tata (uno de los municipios de la provincia homónima) y Foum Zguid antes de volver a los peligros y a la falta de dinero. Abandonó a su compañero de viaje, con quien había tenido a menudo disputas acaloradas, y se trasladó a Mogador para pedir dinero a su familia. Permaneció varias semanas trabajando en la redacción de su diario de viaje. Una vez que recibió el dinero, se unió a Abi Serur. Juntos, volvieron a subir el Alto Atlas, acompañados por tres árabes que se suponía debían protegerlos, pero que los despojaron, aunque dejando sus vidas a salvo y sin robar los instrumentos y libros de Carlos. Abi Serur y Carlos se refugiaron con la comunidad judía y volvieron a Argelia, después de casi once meses de viaje, en lugar de los cinco previstos inicialmente.

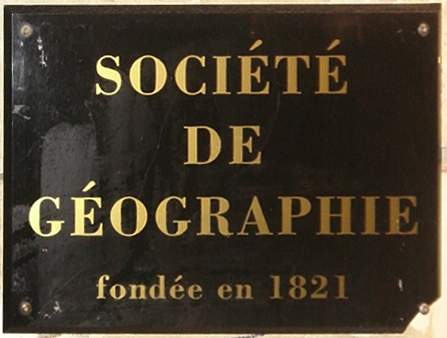
Placa tradicional de la Sociedad de Geografía de París en el bulevar Saint-Germain. Esa institución distinguió a Carlos de Foucauld con la medalla de oro en 1885.

El viaje al corazón de Marruecos, desde junio de 1883 a mayo de 1884, y la considerable cantidad de información presentada, especialmente geográfica y etnológica, le valieron a Carlos de Foucauld la medalla de oro de la Sociedad de Geografía de París el 9 de enero de 1885, cuando la Sociedad era presidida por Ferdinand de Lesseps. También en la Sorbona recibió honores académicos por su trabajo. De regreso a Francia, se encontró con los suyos, especialmente su tía paterna Madame Moitessier, pero la vida en París le resultó aburrida.
Regresó a Argel, donde McCarthy le presentó a un geógrafo y topógrafo, el comandante Titre, semirretirado pero muy activo, que servía como vicepresidente de la Sociedad Geográfica (rama argelina). Carlos conoció a la hija del comandante, Marie-Marguerite Titre, una joven hermosa de 23 años, espontánea y brillante, de moral y de carácter fuerte, y creyente ferviente. Se enamoraron y él planeó casarse. Lo único en lo que no coincidían era en la fe: Carlos era agnóstico. Él fue muy sincero con ella:

Cuando nos casemos, te dejaré completamente libre de hacer lo que desees en materia de religión pero, en lo que a mí se refiere, no practicaré porque no soy creyente.
Cuadernos de Charles de Foucauld 25, p. 38

María de Bondy, prima de Carlos, se opuso al matrimonio, y junto con ella su tía Madame Moitessier, su propia hermana María y el resto de la familia. Finalmente, decidió concluir el compromiso, aunque aparentemente sufrió por algún tiempo a causa de la ruptura. El 30 de diciembre de 1884 María de Foucauld, hermana de Carlos, se casó con el banquero Raymundo (Raymond) de Blic, y llevó desde entonces ese apellido.
Carlos embarcó para Argel el 14 de septiembre de 1885, a fin de dirigir una segunda expedición en el Sahara. Antes de publicar los datos obtenidos en su exploración a Marruecos, quería recorrer las partes del Sahara argelino y tunecino que todavía no conocía, a fin de verificar los puntos de semejanza entre ellos y el Sahara marroquí.
Debido a la inseguridad crónica de la región, llevó solo un caballo y dos mulas de carga. Atravesó la cordillera Amour en la sección central del Atlas sahariano, y llegó a Laghouat el 6 de octubre, a Ghardaïa y El Golea el 9 de noviembre. Estuvo en Ouargla a fines de noviembre, y en Gafsa el 18 de diciembre. Durante el trayecto realizó una serie de dibujos y croquis de los lugares visitados. A comienzos de enero de 1886 llegó a Gabès, ocupada por los franceses desde 1881, desde donde se embarcó hacia Francia. En febrero de 1886 estuvo en Niza y luego en París.

### La conversión (1886-1890)

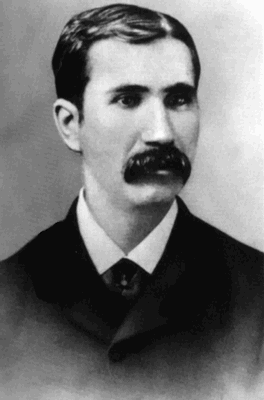
Carlos de Foucauld en 1886.

De febrero a octubre de 1886, alquiló una habitación en París, cerca de la casa de su prima María de Bondy. Su actitud cambió y comenzó a leer tanto el Corán como el libro Elevaciones del alma a Dios, sobre todos los misterios de la religión cristiana, obra escrita por Bossuet y que María de Bondy le había regalado. Fue un cambio muy grande para aquel que una vez había disfrutado de la lectura de obras literarias griegas y romanas, y de escritos eróticos de origen diverso, de los que ahora decía «encuentro esos trabajos vacíos y desagradables» (Escritos espirituales, p. 79). Llevó una vida más y más simple, lejos de las extravagancias escandalosas que tan chocantes habían resultado a su familia. Trabajó durante todo el año 1887 en la corrección definitiva de su obra Reconnaissance au Maroc (1883-1884) (traducido, Reconocimiento a Marruecos (1883-1884)), que fue publicada en 1888.
La experiencia en Marruecos fue una revelación para Foucauld. Recordando ese tiempo, afirmaría en 1901:

El islam produjo un cambio profundo en mí. La visión de esa fe, de esas almas viviendo en la continua presencia de Dios, me hizo entrever unas cosas más grandes y más verdaderas que las ocupaciones mundanas.
Carta a Henri de Castries,p. 86 y ss
 8 de julio de 1901

Su desconfianza frente a la fe cristiana se desvaneció poco a poco, merced a los intercambios de opinión que mantenía con su prima María de Bondy, conversaciones en las que se hablaba de religión. Marie de Bondy jugó un papel importante en su conversión. Carlos la describió más tarde como un «ángel terrestre» en quien podía confiar. Más importante aún, tomó parte en reuniones y cenas, que le hicieron cambiar su percepción de la fe:

En París me encontré con personas muy inteligentes, muy virtuosas y muy cristianas. Y me dije que tal vez esa religión no era absurda.
Carta a Henri de Castries,p. 89
 14 de agosto de 1901

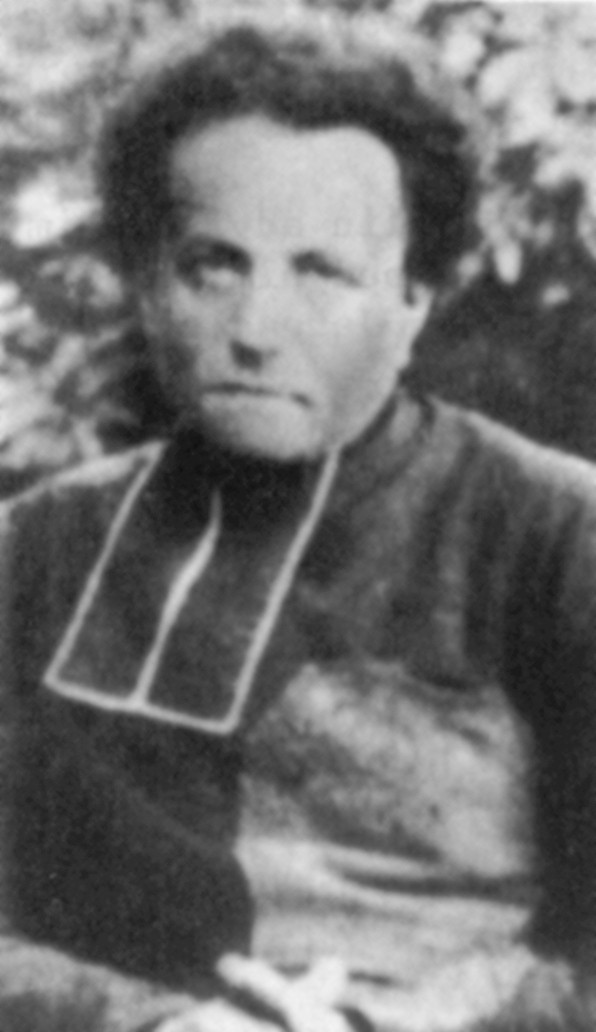
Padre Henri Huvelin, confesor y consejero espiritual de Carlos de Foucauld.

Comenzó a asistir a la iglesia de San Agustín de París, donde oficiaba el sacerdote Henri Huvelin. Foucauld, por entonces espiritualmente inquieto, repetía la oración: «Dios mío, si existes, haz que yo te conozca».

Tu primera gracia, aquella en la que veo la primera aurora de mi conversión, es haberme hecho experimentar el hambre... cuando me volví a ti, muy tímidamente, a tientas, haciéndote esta extraña oración: «Si existes, haz que yo te conozca»...
Méditations sur les saints Évangiles, Nazaret 1897-1899, número 382.
(Meditación sobre el pasaje de Lucas 15,11-32)

El 30 de octubre de 1886, Carlos decidió encontrarse con el P. Huvelin en su confesonario de la iglesia. Carlos no fue para confesarse pues, como comentó a Huvelin, no tenía fe. Huvelin le preguntó si alguna vez había creído. Él respondió que creyó hasta trece años antes, pero que en ese momento era incapaz de creer, que los misterios, los dogmas y los milagros constituían obstáculos. Huvelin le dijo que estaba equivocado: que lo que le faltaba para creer era un corazón puro y, luego de un rato de conversación, le instó a confesarse. Luego de arrodillarse y de revisar y confesar su vida, recibió la absolución. A continuación, Huvelin le preguntó si había comido algo, a lo que Carlos le respondió negativamente. Huvelin le indicó que recibiera la eucaristía, y se la dio. Recordando ese momento, escribió años más tarde:

Tan pronto como creí que había un Dios, comprendí que no podía hacer otra cosa que vivir para él. Mi vocación religiosa data de la misma hora de mi fe. ¡Dios es tan grande! Hay tanta diferencia entre Dios y todo aquello que no lo es.
Carta a Henri de Castries, 1 de diciembre de 1916

La conversión condujo a Carlos a un cambio radical de la vida: se convirtió en un creyente, comenzó a rezar el breviario, y leyó a los Padres del desierto. El P. Henri Huvelin fue para él su padre espiritual y trató de modular su entusiasmo. Le advirtió que era muy pronto para discernir una vocación religiosa y le pidió que se tomara su tiempo. Más tarde, Carlos admitiría:

Al principio, la fe tiene un número de obstáculos que superar. Yo, que había dudado tan fuertemente, no vine a creer todo en un solo día. Los milagros del Evangelio me parecían difíciles de creer.
Carta a Henri de Castries, 1 de diciembre de 1916

Entonces, el P. Huvelin cambió su forma de aproximación, e invitó a Carlos a que se dedicara a imitar a Cristo y a leer y meditar los evangelios. Lo que siguió fue sorprendente: la obediencia mostrada por Carlos, quien por tanto tiempo había sido un rebelde, desconocedor de Dios y de todo dueño, y desafiador de su familia y del ejército. Sin embargo, el P. Huvelin aún entreveía cierta influencia del islam en el arrogante deseo de perfección de Carlos y puso énfasis en la humanidad de Jesús de Nazaret y no en su gloria. Como Jesús, Carlos quiso buscar entonces ser el último, servidor de todos. Después de más de dieciocho meses de espera y de obediencia al P. Huvelin, Carlos profundizó su vocación religiosa: quiso entrar en una orden que imitara la vida oculta de un trabajador pobre y humilde de Nazaret, sintiéndose indigno de la vida sacerdotal o misionera.
El 19 de agosto de 1888, Carlos visitó la abadía Notre-Dame de Fontgombault y se sintió muy atraído por la pobreza radical de la orden. En septiembre de 1888, renunció definitivamente al ejército después de su último período de reserva y recibió con indiferencia el éxito de su libro Reconnaissance au Maroc (1883-1884), publicado el 4 de febrero de 1888, obra que la comunidad científica elogiaba de forma unánime. El libro lo catapultaba como nuevo «descubridor de mundos», pero a él poco le importaban ya esos éxitos humanos.

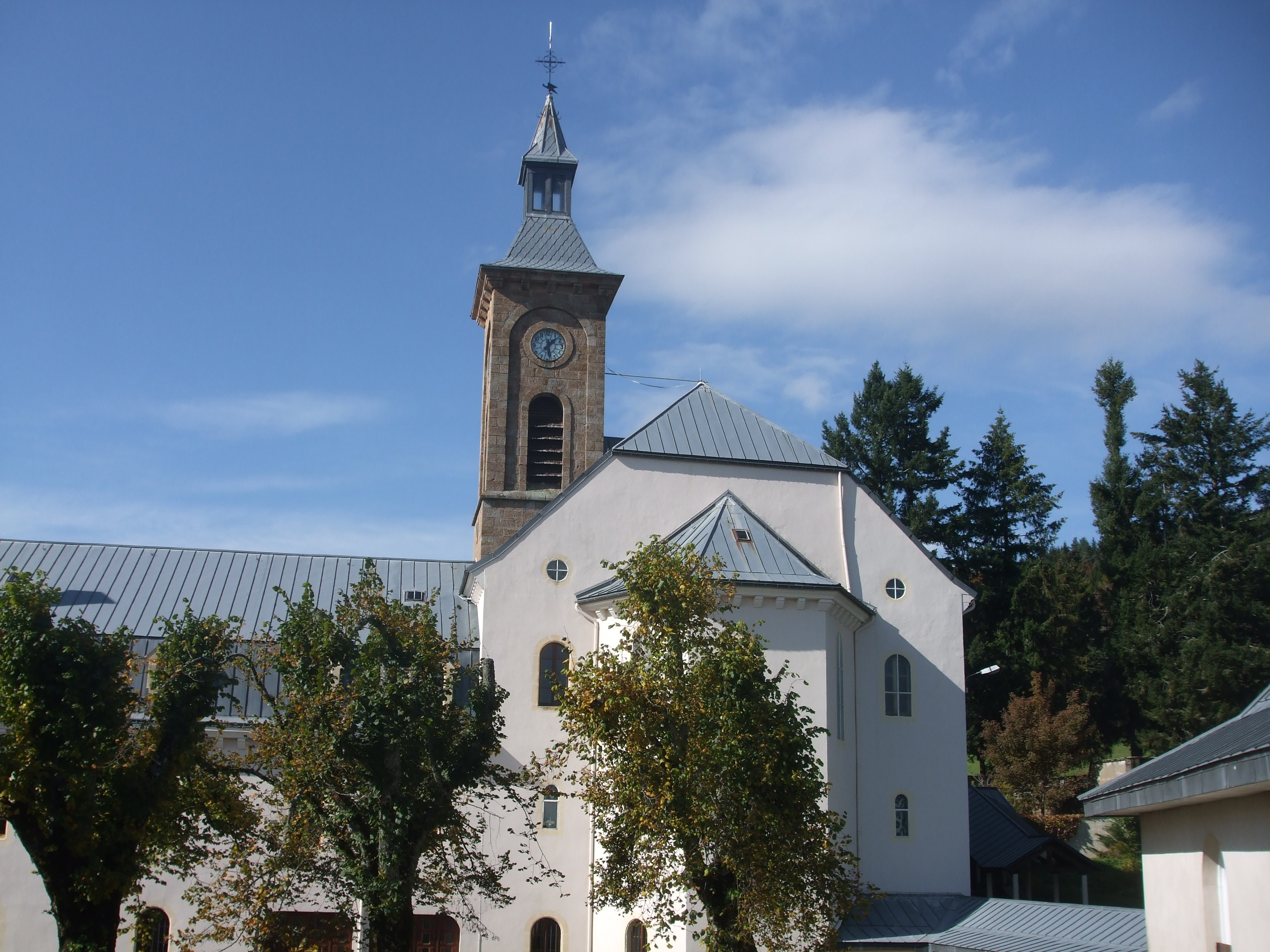
La abadía Nuestra Señora de las Nieves (Notre-Dame-des-Neiges).

A fines de 1888, con el asesoramiento del P. Huvelin, marchó de peregrinación por cuatro meses a Tierra Santa. No era la primera vez que un hombre, luego de su conversión, peregrinaba tras las huellas de Jesús de Nazaret: Francisco de Asís e Ignacio de Loyola habían hecho lo mismo. Llegó a Jerusalén el 15 de diciembre de 1888, visitó Nazaret el 10 de enero de 1889, donde profundizó su deseo de ocupar lo que él llamaba «el último lugar», aquel que le permitiera servir ocultamente. Regresó a Francia el 14 de febrero de 1889 y anunció que quería entrar en la orden de la Trapa. Pero siguiendo el consejo del P. Huvelin visitó antes, en mayo, la abadía benedictina de Saint-Pierre de Solesmes. Posteriormente, visitó la gran Trapa ubicada en Soligny, pero la abadía le pareció a Carlos demasiado organizada y no suficientemente pobre. El 20 de septiembre de 1889 compró el Libro de las fundaciones de Teresa de Ávila, y en carta a su prima expresó lo hermoso que le parecía. Desde entonces, los escritos de Teresa de Ávila y los evangelios constituyeron la base de sus lecturas espirituales. Finalmente, como el P. Huvelin le había sugerido, Carlos optó por entrar en el monasterio trapense de Nuestra Señora de las Nieves (Notre-Dame-des-Neiges), el más elevado y frío de Francia, ubicado en el departamento de Ardèche.
El 18 de diciembre de 1889, confirió a su hermana la manda sobre todos sus bienes. Se despidió de María de Bondy el 15 de enero de 1890, sin poder contener las lágrimas: ese adiós fue muy difícil para él y puso de manifiesto la incondicionalidad de su entrega a Dios. Más adelante, Carlos eligió esa fecha para renovar su consagración a Dios, y llegó a escribir: «Este sacrificio me costó todas mis lágrimas, pues desde entonces, desde aquel día, ya no lloro...».

### Los años como trapense (1890-1897)

Escudo de la abadía de Nuestra Señora de las Nieves (Notre-Dame-des-Neiges).

Carlos ingresó en el monasterio trapense el 16 de enero de 1890. Tomó el hábito de novicio y el nombre de hermano María-Alberico (Marie-Alberic). De inmediato, amó esa vida de pobreza, silencio, trabajo y oración. Se mostró desprendido y se convirtió rápidamente en un ejemplo de vida en el seno de la Trapa por su obediencia y humildad. Así explicó a su prima lo que vivía:

En este mundo triste, tenemos en el fondo una profunda felicidad que no tienen ni los santos ni los ángeles, la de sufrir con nuestro Bien-Amado, por nuestro Bien-Amado. Por dura que sea la vida, por largos que sean los días tristes, por más consolador que resulte pensar en el buen valle de Josafat, no tengamos más prisa de la que Dios quiere en abandonar el pie de la cruz.
Carlos de Foucauld a María de Bondy

Su búsqueda de la pobreza continuó con la solicitud de pasar a la Trapa cisterciense de Cheikhlé, la más pobre de la orden, ubicada en las cercanías de Alejandreta, en el por entonces Imperio otomano (actual Siria), con los riesgos que implicaba vivir en pleno territorio musulmán.
La vida espiritual de Carlos en la Trapa aumentó su reputación como hombre de aquilatada virtud, a pesar de que sus fuertes mortificaciones preocupaban tanto a su superior como a Henri Huvelin. Los superiores vieron en él al posible próximo superior de la Trapa y le pidieron que reanudara los estudios a fin de ser sacerdote. Fue entonces cuando él expuso sus gustos en su búsqueda de la pobreza y de la humildad:

Si me hablan de estudios, yo expondré que tengo un gusto muy fuerte por permanecer hasta el cuello en el trigo y en la madera, y una repugnancia extrema por todo lo que tiende a alejarme de este último lugar que yo he venido a buscar, en esta abyección en la que quiero sumergirme cada vez más en seguimiento de nuestro Señor... y luego, a fin de cuentas, obedeceré.
Carlos de Foucauld

Carlos puso manos a la obra y comenzó a estudiar teología aunque con cierto pesar porque, en su opinión, lo alejaba del «último lugar» y de la humildad que buscaba. De ahí surgieron dudas sobre su vocación en la Trapa. Escribió al P. Huvelin:

Ustedes esperan que yo tenga (ya) suficiente pobreza. No. Somos pobres para los ricos, pero no somos pobres como yo lo era en Marruecos, pobre como San Francisco... En esto también guardo silencio y obediencia. Poco a poco, sin que se note, puedo obtener permisos que me hagan practicar mejor la pobreza.
Carta a Henri Huvelin, 5 de noviembre de 1890

En 1891, regaló un apartamento que poseía en el número 50 de la calle Miromesnil en París, y renunció como miembro de la reserva del ejército y de la Sociedad de Geografía de París. Comparando la despedida de su prima el 15 de enero de 1890 con la renuncia al ejército y a los honores en 1891, le escribió:

Este paso me hace feliz. El 15 de enero me fui de todo lo que me resultaba un bien, pero quedaba por dejar atrás estas vergüenzas miserables, el grado (militar), la pequeña propiedad, y me causa placer tirarlas por la ventana.
Carta a María de Bondy, 16 de julio de 1891

A pesar de las reservas que Foucauld le expresó al maestro de novicios Dom Luis de Gonzaga (Louis de Gonzague) en relación con la supuesta comodidad de la Trapa que Carlos tenía por excesiva, terminó por pronunciar sus votos monásticos el 2 de febrero de 1892 y recibió la tonsura.
Los interrogantes de Carlos se intensificaron y se centraron en la posibilidad de vivir más profundamente la pobreza y el abandono de sí mismo. Sus cartas al P. Huvelin muestran que sus preguntas eran cada vez más constantes y fuertes. El sacerdote intentó de nuevo calmar la radicalidad de Carlos. El 26 de agosto de 1893, escribió al P. Huvelin sobre su intención de crear una nueva orden religiosa. Abogaba por una pobreza absoluta, la sencillez y la oración, no en latín sino en la lengua local, lo que se anticipaba en cierta medida a la reforma litúrgica que se produjo con posterioridad al Concilio Vaticano II. Hablando de la «complicada liturgia de San Benito», escribió: «Nuestra liturgia cierra la puerta de nuestros conventos a los árabes, turcos, armenios, etc., que son buenos católicos pero no saben una palabra de nuestras lenguas...».
El P. Huvelin le respondió tardíamente, pidiéndole que esperara y que continuara sus estudios para el sacerdocio, a pesar de su renuencia. Carlos comenzó en 1895 la redacción de una regla. Frente a la negativa de sus superiores de establecer una nueva orden, se propuso imitar la pobreza de la vida de Jesús en Nazaret, convirtiéndose en un ermitaño, al pie de la Trapa. Renunció a ello dadas las dificultades que su enfoque plantearía a la orden de la Trapa. En una de sus meditaciones, probablemente de 1896, Carlos escribió su texto más famoso, una meditación que daría origen a la Oración de abandono, que condensa su espiritualidad:

Padre mío, me pongo en vuestras manos; Padre mío, me confío a vos; Padre mío, me abandono a vos; Padre mío, haced de mí lo que os plazca; sea lo que sea lo que hagáis de mí, os lo agradezco; gracias por todo; estoy dispuesto a todo; lo acepto todo; os doy gracias por todo, con tal que vuestra voluntad se haga en mí, Dios mío; con tal que vuestra voluntad se haga en todas vuestras criaturas, en todos vuestros hijos, en todos aquellos a los que ama vuestro corazón, no deseo nada más, Dios mío; pongo mi alma en vuestras manos; os la doy, Dios mío, con todo el amor de mi corazón, porque os amo, y para mí es una necesidad de amor el darme, ponerme en vuestras manos sin medida; yo me pongo en vuestras manos con infinita confianza, porque vos sois mi Padre.
Carlos de Foucauld, Méditations sur l'Évangile au sujet des principales vertus

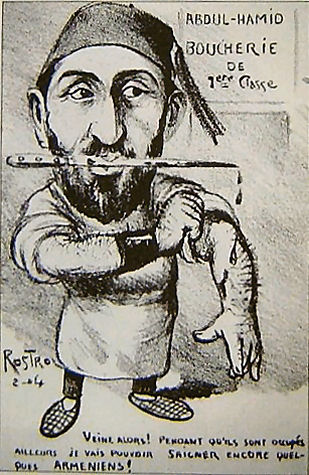
Una caricatura política francesa contemporánea retrata al sultán Abdul Hamid II con un aviso que señala: «Abdul Hamid - Carnicero de primera clase», en referencia a las masacres contra los armenios.

El 20 de noviembre de 1895, la Trapa tuvo que ser protegida por soldados al iniciarse las masacres hamidianas de armenios cristianos, así llamadas en razón del nombre del sultán otomano Abdul Hamid II bajo cuyo gobierno se ejecutaron. Éste fue un antecedente del gran genocidio armenio perpetrado durante la Primera Guerra Mundial. De todo esto dejó constancia Carlos en sucesivas cartas.

No es por mí por lo que le escribo hoy. Usted conoce sin duda los horrores que han ocurrido en estas comarcas [...] en este tiempo ha habido, a poca distancia, en Armenia, terribles matanzas: se habla de sesenta mil muertos [...] y entre los supervivientes, en las ruinas de sus pueblos quemados, despojados de todo, una miseria, un hambre, un sufrimiento espantosos [...] Si conoce alguna persona que pueda y quiera socorrer tanta desgracia, oriente hacia ese lado su caridad.
Carta al P. Huvelin, 16 de enero de 1896

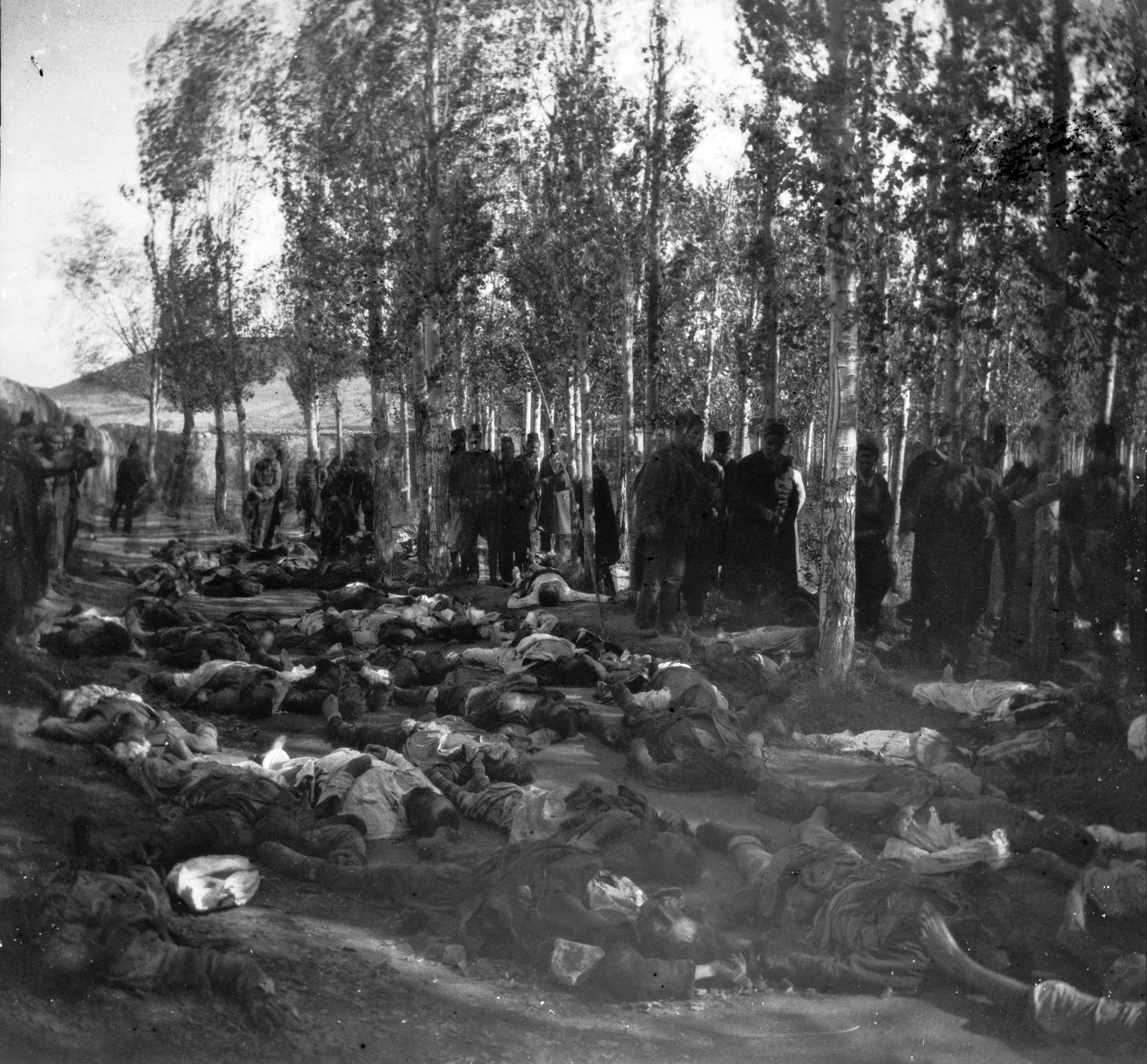
Fotografía de las víctimas armenias de la masacre en Erzurum, el 30 de octubre de 1895.

Las matanzas, que según las estimaciones alcanzaron entre 80 y 300 mil muertos, y dejaron al menos cincuenta mil huérfanos de menos de 12 años como resultado, se produjeron no lejos de la Trapa de Akbès donde vivía Carlos, conocido por entonces como el hermano María-Alberico. Al contemplar las masacres de marzo de 1896, descubrió en el sacerdocio la posibilidad de estar más cerca de los que sufren y de los pobres: «Nada de refugio o de asilo para este frío terrible, nada de pan, ni recursos, enemigos por todas partes, y ninguna persona que los ayude». Pero si la persecución contra los armenios había despertado en Carlos el deseo de ser sacerdote, había todavía razones para que él se sintiera dividido interiormente por ese tema. La vida de Nazaret exigía un estado de pobreza, pero el sacerdocio no se ejercía en esa condición. Además, la Trapa hacía diferencia entre religiosos de coro y hermanos legos (es decir, entre sacerdotes y no sacerdotes) y Carlos no podía tolerar tal distinción: percibía que si se le hacía trapense-sacerdote, eso significaría una «elevación», algo inaceptable para él. Además, Dom Martin y Dom Luis de Gonzaga coincidían en los méritos excepcionales de Carlos y parecía que consideraban hacerlo prior de Akbès, lo cual podría haber sido otra razón para que Carlos quisiera alejarse de la Trapa.
Carlos no profesó sus votos solemnes y, con el acuerdo del P. Huvelin que no dudaba ya de su vocación particular, solicitó asimismo que se le relevara de sus votos temporales. A fines de julio de 1896 llegó de París la carta de Huvelin, en la que le concedía permiso para dejar la Trapa.

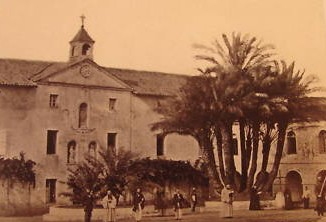
Monasterio de la Trapa Notre-Dame de Staoueli, en Argelia, visitado por Carlos de Foucauld entre fines de septiembre y fines de octubre de 1896.

Los superiores de la Trapa le propusieron entrar en la Abadía de la Trapa de Staoueli, en Argelia, y Carlos partió hacia allí el 10 de septiembre de 1896. Frente a la determinación de Carlos, los superiores de la Trapa decidieron enviarlo a Roma, para estudiar para el sacerdocio. Carlos obedeció y llegó a Roma el 27 de octubre de 1896. El abad general de los trapenses se convenció pronto de la vocación tan personal de Carlos de Foucauld; decidió dispensarlo de sus votos y otorgarle el permiso para dejar la Trapa el 23 de enero de 1897. El propio Carlos describió el proceso en una carta, en la que explicó su disposición a obedecer con alegría.

Desde hace tres años y medio pido pasar del rango de religioso de coro al rango de hermano coadjutor, sea en la Orden, sea en otra Orden religiosa establecida en Oriente. Creo que es mi vocación: bajar. Con el permiso de mi confesor, había hecho esta petición; antes de concederme lo que he pedido, mis superiores me mandaron a que pasara un tiempo en Staoueli. Una vez allí, sorprendentemente, recibí la orden de ir a Roma, y allí donde yo pensaba que se me haría esperar aún mucho el permiso en pos del cual suspiro desde hace tanto tiempo... nuestro buen Padre General me llama, examina mis sentimientos, reflexiona sobre mi vocación, reúne a su Consejo y todos, unánimemente, declaran que la voluntad de Dios es que yo siga este camino de abyección, de pobreza, de humilde trabajo manual, esa vida de obrero de Nazaret que él mismo me indica desde hace tiempo.[...] Pero allí donde he necesitado obediencia, es que antes de que él tomara esta decisión, había prometido a Dios hacer todo lo que me dijera mi reverendísimo Padre [...] y todo lo que me dijera mi confesor. De manera que si me hubiesen dicho: «Tú tienes que hacer los votos solemnes dentro de diez días» y luego: «Vas a recibir la ordenación sacerdotal», hubiese obedecido con alegría, seguro de hacer la voluntad de Dios.
Carta al P. Jerôme, en Lettres à mes frères à la Trappe, 24 de enero de 1897

### Vida en Nazaret (1897-1900)
Carlos de Foucauld salió de Roma después de recibir la aprobación del Padre Huvelin, a quien obedecía como si se tratara de un superior. Partió hacia Tierra Santa, donde arribó el 24 de febrero de 1897.
Comenzó una peregrinación vestido como un campesino palestino. Llegó a Nazaret el 10 de marzo de 1897 y se presentó en el Monasterio de Santa Clara de Nazaret, donde pidió trabajar como jardinero y así pagar un pedazo de pan y el cobijo en una cabaña. Reparaba los muros de la cerca, realizaba las diligencias para las religiosas y dibujaba imágenes piadosas, en tanto que reservaba tiempos específicos para la oración. Las hermanas pobres de Santa Clara se inquietaban por su régimen alimenticio y le proporcionaban higos y almendras, que él en secreto distribuía a los niños. Carlos confesaba así sus faltas a su padre espiritual:

Oraciones mal hechas... Pereza para levantarme... Gula. Deseos de enaltecimiento, tales como ser mayor que un trapense.
Carlos de Foucauld

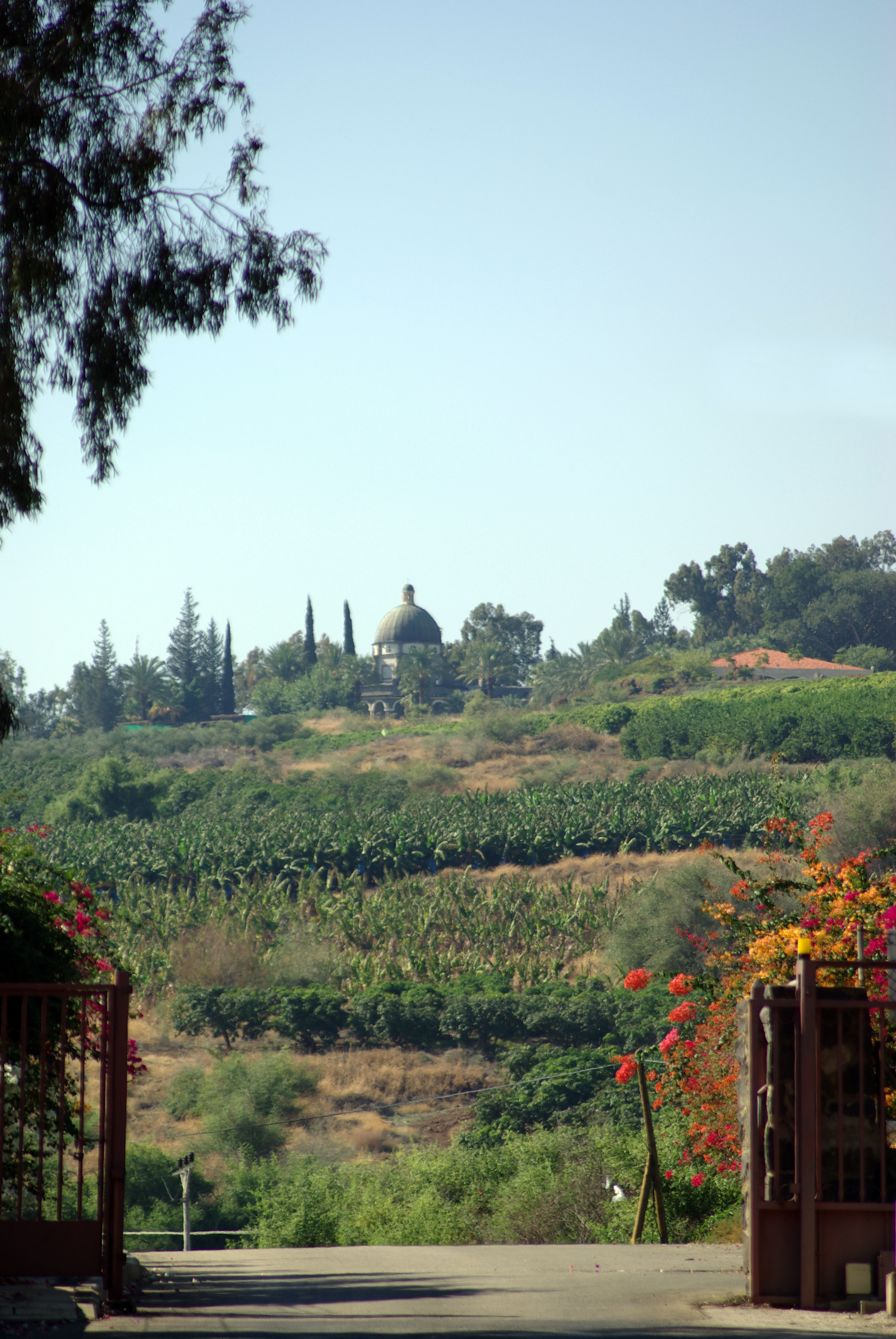
Monte de las bienaventuranzas, donde Jesucristo habría pronunciado su célebre discurso (Mateo 5, 1-11). En 1900, Carlos de Foucauld quiso establecerse allí como ermitaño. Finalmente, se edificó una capilla franciscana en 1938.

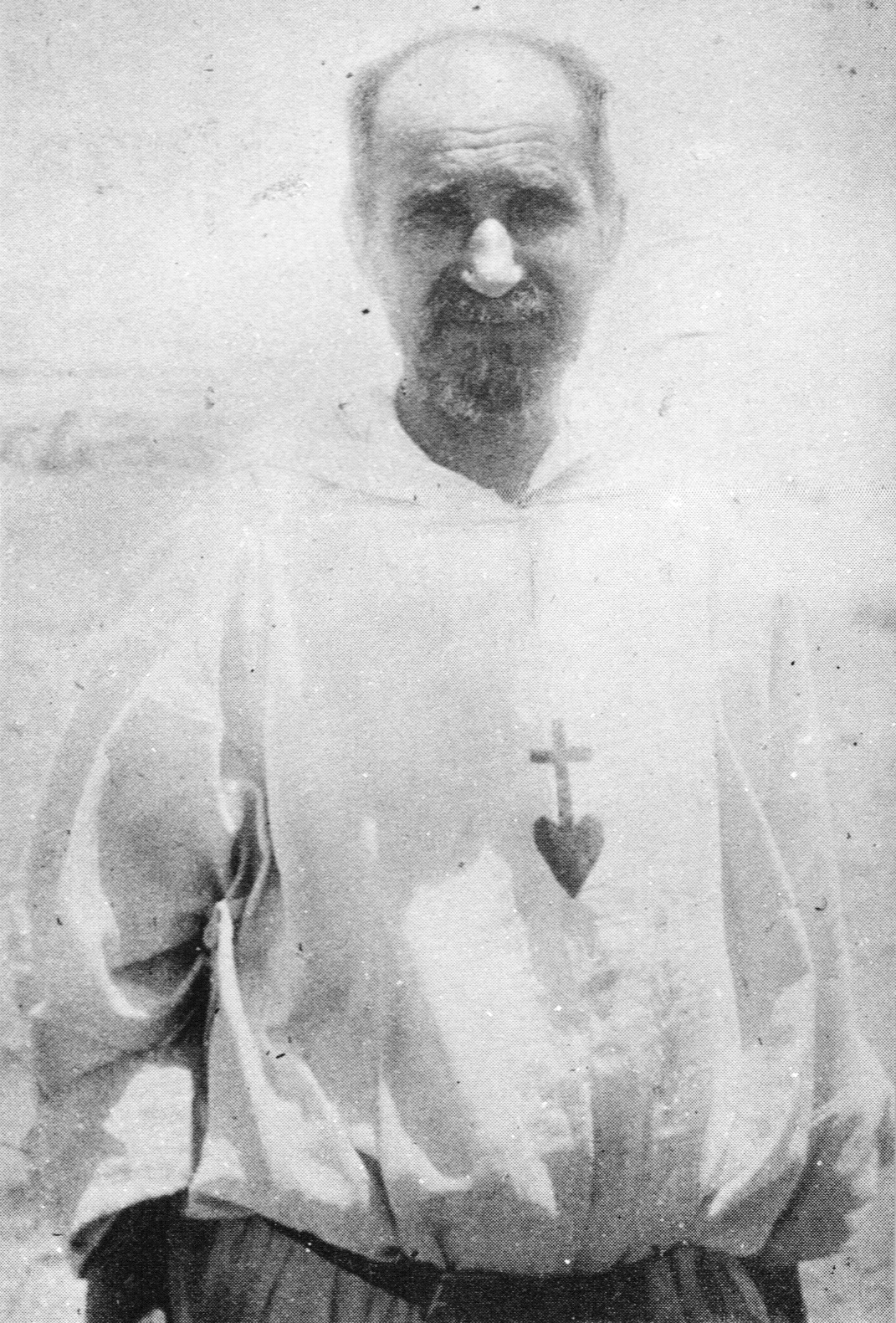
Fotografía de Carlos de Foucauld, c. 1900

Sin embargo, trataba de moderar sus escrúpulos y su búsqueda desmedida de mortificación.
Comenzó a escribir sus meditaciones, «para fijar sus pensamientos». Llegó a escribir más de tres mil páginas en tres años. Este sería el período en que más se explicita su misticismo, que constituye el fundamento de su espiritualidad, conformado de grandes momentos de alegría interior. Concebía así su vocación:

Toda nuestra existencia, todo nuestro ser debe gritar el Evangelio sobre los tejados. Toda nuestra persona debe respirar a Jesús, todos nuestros actos, toda nuestra vida deben gritar que pertenecemos a Jesús, deben presentar la imagen de la vida evangélica.
Escritos espirituales, p. 396. Nazaret, 1898

Con su vida de ascetismo, Carlos adquirió una fama de santidad entre las clarisas de Nazaret, y la madre Elizabeth, abadesa de las clarisas de Jerusalén, quiso reunirse con él. Al descubrir qué tipo de hombre era Carlos, intentó convencerle de que fuera sacerdote y capellán del monasterio, alentando sus proyectos de fundación de una orden religiosa.
Carlos pasó una semana de retiro espiritual en Taybeh en marzo de 1898. Escogió ser llamado «Carlos de Jesús», y en mayo de 1900 tomó como lema «Jesus Caritas». A pesar de algunas dudas acerca de su posible papel como fundador, le sedujo una oferta de compra de un terreno en el pico del llamado Monte de las Bienaventuranzas, que le hizo soñar con la fundación de una comunidad de sacerdotes ermitaños.

El resultado de mi Semana Santa fue el siguiente: abandonar Santa Clara donde me encuentro «como pez en el agua» [...] y ser ermitaño en un sitio cualquiera, sobre las colinas que dominan Nazaret, para llevar allí la cruz de Jesús, sumido en la pobreza y en el trabajo... En aquel momento no había pensado en absoluto en el Monte de las Bienaventuranzas, ni en el sacerdocio... pero he aquí que, de repente, las tres cosas se juntan, se amalgaman, y se presentan bajo la forma de una necesidad casi...
Carta al P. Henri Huvelin, 26 de abril de 1900

Después de pedir dinero a su hermana, pagó el terreno, pero terminó siendo víctima de una estafa, con lo que no pudo concretar su aspiración.

### Ordenación sacerdotal (1901)
Alentado por su padre espiritual y la madre superiora de las clarisas de Jerusalén, Carlos solicitó la ordenación sacerdotal al Patriarca de Jerusalén pero tampoco ese proyecto tendría éxito. Finalmente, Carlos decidió prepararse para el sacerdocio en Francia.
A fines de agosto de 1900 Carlos se embarcó para Marsella, y de allí fue a París. Visitó al P. Huvelin al que vio por primera vez en diez años. Visitó también a sus familiares y de allí se dirigió a Roma para obtener el permiso para ser sacerdote:

Siguiendo el criterio del P. Huvelin, estoy en Roma durante algún tiempo, después iré también por un tiempo a Nuestra Señora de las Nieves, donde terminaré mi preparación para la ordenación, que comienza aquí...
Archivos de la Postulación, BACF 10, abril de 2001

El 23 de marzo de 1901 fue ordenado diácono en Nîmes y el 9 de junio, a los 42 años, fue ordenado sacerdote en Viviers. Para entonces, había corregido ya la regla escrita en 1898, y había sustituido la palabra «ermitaños» por «hermanitos». Otras palabras comenzaron a tener importancia en el proyecto que Carlos quería fundar, por ejemplo, el adjetivo «universal» («fraternidad universal», «caridad universal», «hermano y amigo universal»). Ya no buscaba el aislamiento implicado en el término «ermitaño», sino la proximidad, la cercanía, por lo cual usaba el término «hermanitos». Entonces decidió salir para el desierto del Sahara argelino, para buscar a los que él consideraba los más pobres entre los pobres como explicó posteriormente:

En mi juventud, había recorrido Argelia y Marruecos: en Marruecos, grande como Francia con diez millones de habitantes, no hay ningún sacerdote en el interior. En el Sahara argelino, siete u ocho veces más grande que Francia y más poblado de lo que antes se pensaba, no hay sino una docena de misioneros. Ya que ningún pueblo me ha parecido más abandonado que éstos, he solicitado y obtenido del prefecto apostólico del Sahara el permiso para establecerme en el Sahara argelino.
Carta a Mons. Caron, 8 de abril de 1905

### Ermitaño en el Sahara (1901-1916)

#### Sacerdote ermitaño en Béni Abbès

Provincia de Béni Abbès en Argelia.

Carlos de Foucauld se dirigió a la provincia de Béni Abbès en el desierto de Argelia. Desembarcó en Argel en septiembre de 1901, instalándose con los Padres Blancos. Se encontró con Charles Guérin (1878-1910), designado en ese año prefecto apostólico de Ghardaïa (actual diócesis de Laghouat). Luego partió en dirección a la ciudad de Béni Abbès, acompañado por soldados que lo acogieron con alegría, sobre todo porque veían en Carlos a uno de ellos a causa de sus antecedentes militares.
En octubre de 1901, el P. Foucauld se instaló en Béni Abbès, un oasis situado en la margen izquierda del río Saoura, al sur de la región de Orán en el Sáhara occidental. Edificó con la ayuda de los soldados presentes una khaoua (fraternidad), compuesta por una habitación, una capilla y tres hectáreas de jardín, comprados con la ayuda de María de Bondy. La capilla fue terminada el 1 de diciembre de 1901. Su vida se organizó en torno de una regla estricta: cinco horas de sueño, seis horas de trabajo manual intercaladas con prolongados tiempos de oración. Sin embargo, se vio desbordado por el largo tiempo que necesitaba para escuchar a los pobres y a los soldados que venían a verlo.

Para tener una idea exacta de mi vida, hay que saber que llaman a mi puerta por lo menos diez veces por hora, antes más que menos, pobres, enfermos, pasajeros, de suerte que, con mucha paz, tengo mucho movimiento.
Lettres à Monseigneur Guérin, 30 de septiembre de 1901
Cuadernos de Charles de Foucauld 30, p. 127

Los huéspedes, los pobres, los esclavos, los visitantes, no me dejan un momento; estoy solo para todos los empleos del convento. [...] Tengo de 60 a 100 visitas al día, muy a menudo, por no decir siempre.
Carta a Dom Martin, 7 de febrero de 1902

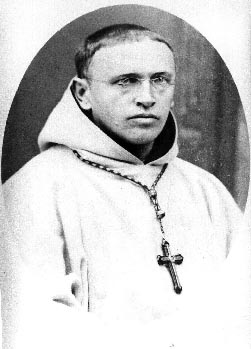
Dom Martin, décimo abad de la trapa de Nuestra Señora de las Nieves, con quien Carlos de Foucauld mantuvo intercambio epistolar.

Así describió a un amigo su estado de ánimo:

Vivo del trabajo de mis manos, desconocido de todos, pobre y disfrutando profundamente de la oscuridad, del silencio, de la pobreza, de la imitación de Jesús. La imitación es inseparable del amor. Cualquier persona que ama quiere imitar (lo amado), es el secreto de mi vida. Sacerdote desde el mes de junio pasado, inmediatamente me sentí llamado para ir a las ovejas perdidas, a las almas más abandonadas con el fin de realizar con ellas el deber de amar. Estoy feliz, muy feliz, aunque de ninguna manera busco la felicidad.
Carta a Gabriel Tourdes

#### Su lucha contra la esclavitud en el macizo de Ahaggar
Después de la ocupación francesa de Argelia en 1830 y de la revolución de 1848, el gobierno provisional de la Segunda República Francesa suprimió legalmente la esclavitud en las colonias a través del Decreto de abolición de la esclavitud del 27 de abril de 1848. Sin embargo, la esclavitud persistió en la práctica, algo que Carlos de Foucauld constató al llegar a Béni Abbès en 1901. Para mostrar su oposición a los usos y costumbres esclavistas, el 9 de enero de 1902 compró la libertad de un primer esclavo al que llamó José del Sagrado Corazón. El 4 de julio hizo lo propio con un segundo esclavo. A ambos les dio libertad de practicar su fe.
Inmediatamente, Carlos denunció la práctica de la esclavitud en su correspondencia a María de Bondy y a Henri de Castries:

La plaga más grande de este país es la esclavitud.
Carta a Henri de Castries, 12 de enero de 1902

Luego escribió al abad de Nuestra Señora de las Nieves una carta en la cual señaló su indignación por el tema de la esclavitud, al tiempo que remarcaba el comportamiento hipócrita que implicaba el sostenimiento de la esclavitud en el marco de la República:

Lo que usted dice es lo que hago de cara a los esclavos, pero dicho esto, y aliviándolos en la medida de lo posible, me parece que el deber no acaba allí y que hace falta decir, o hacer decir a quien puede: «Esto no está permitido, ay de ustedes, hipócritas, que escriben en los sellos y en todos los lugares: "Libertad, igualdad, fraternidad", "Derechos del Hombre", y que luego clavan el hierro del esclavo; que condenan a las galeras a quienes falsifican los billetes de banco y permiten luego robar los niños a sus padres y venderlos públicamente; que castigan el robo de un pollo y permiten el robo de un hombre» (de hecho, casi todos los esclavos de esta región son niños nacidos libres arrancados con violencia, por sorpresa, de sus padres). [...]

No debemos meternos en el gobierno temporal, y de esto nadie está más convencido que yo, pero es preciso amar la justicia y odiar la iniquidad, y cuando el gobierno temporal comete una grave injusticia en contra de quienes, en cierta medida, están a nuestro cargo (soy el único sacerdote de la prefectura en un radio de 300 km) es preciso decírselo [...] y no tenemos el derecho de ser «guardianes que duermen», «perros mudos» (Isaías 55, 19), «pastores indiferentes» (Ezequiel 34).
Carta a Dom Martin, 7 de febrero de 1902

Carlos dedicó parte del año 1902 a mantener correspondencia sobre su lucha contra la esclavitud en el Ahaggar con el prefecto monseñor Charles Guérin, y a través de él conoció que la esclavitud se mantenía por orden del general Risbourg, confirmada por el coronel Billet. Pidió a su amigo Henri de Castries que colaborara en Francia para la erradicación definitiva de la esclavitud. El 8 de febrero de 1902 escribió a monseñor Livinhac para pedirle que hablara con los senadores católicos al respecto:

No tenemos el derecho a ser perros mudos y centinelas silenciosos: debemos clamar cuando vemos el mal.

Carlos instaló un local para acoger a los esclavos. Sin embargo, tuvo que moderar sus reivindicaciones por pedido de monseñor Guérin, quien le solicitó que no actuara políticamente. En varias ocasiones le requirió que dejara de comprar esclavos porque los jefes de las tribus estaban descontentos con «esas iniciativas del marabout blanco». Por otra parte, el clima político en Francia estaba marcado por una ola laicista y anticlerical, que desembocaría en la sanción de la Ley francesa de separación de la Iglesia y el Estado de 1905 cuya implementación generaría aún mayores controversias. Monseñor Guérin veía en la vehemente lucha antiesclavista de Carlos de Foucauld un motivo de eventual conflicto que podría obstaculizar la continuidad de los Padres Blancos en Argelia, por lo cual el 17 de septiembre de 1902 terminó por ordenarle que dejara su actividad pública en contra de la esclavitud. Carlos escribió que le obedecería, no sin manifestar antes su profundo desacuerdo con él:

Estas razones no me dejan –digámoslo una vez más– sin lamentar que los representantes de Jesús se limiten a defender «al oído» (y no «desde los tejados») lo que es la causa de la justicia y de la caridad.

Poco a poco, el activismo y la proximidad de Carlos de Foucauld a las autoridades condujeron a un cambio en la situación. El 15 de diciembre de 1904, Carlos anunció a Henri de Castries que, de común acuerdo, los jefes habían tomado medidas para la supresión de la esclavitud de forma progresiva: los esclavos ya no podrían venderse; quienes tenían un esclavo podrían conservarlo, pero ningún esclavo podría cambiar de amo; y ante la denuncia de abusos, el esclavo sería liberado.

#### Viaje por el desierto del Sahara
En 1903 Carlos de Foucauld pensó en viajar a Marruecos e instalar una fraternidad. El 27 de mayo de ese año recibió la visita de monseñor Guérin. Carlos buscaba un compañero con vistas a la evangelización y pidió permiso para ir al sur a prepararlo. Francisco Enrique Laperrine, comandante superior de los oasis saharianos, quien conocía a Carlos desde su etapa militar en Saint-Cyr, se interesó por su presencia y trató de participarlo de su ronda de «familiarización» hacia el sur. Carlos se mostraba aún más favorable: Laperrine parecía querer utilizar métodos mucho menos violentos que sus predecesores. El 18 de junio de 1903, Carlos pidió permiso a monseñor Guérin para acompañar a Laperrine, pero la rebelión de algunas tribus bereberes contra la presencia colonial hizo imposible este enfoque. Conociendo el inicio del conflicto armado, Carlos partió el 2 de septiembre de 1903 hacia el sur para rescatar a los heridos de las batallas de Taghit y de El-Moungar. Volvió y escribió una breve introducción al catecismo que llamó L'Évangile présenté aux pauvres nègres du Sahara (El Evangelio presentado a los negros pobres del Sahara). Algún tiempo después, Laperrine le pidió que lo acompañara en la siguiente ronda de familiarización. Ya en julio de 1903, el padre Henri Huvelin le había escrito dándole su permiso para ir a los tuaregs o, en su propia expresión, para que fuera «a donde lo impulsara el Espíritu».
El 13 de enero de 1904, Carlos de Foucauld partió en viaje de «familiarización», en dirección al sur, al Ahaggar. El 1 de febrero de 1904, él y sus compañeros llegaron al oasis de Adrar, donde se unieron al comandante Laperrine. El viaje continuó hacia Akabli. Carlos anotó todas las posibles ubicaciones para la instalación. Recogió información sobre las lenguas tuaregs de las poblaciones del sur del Sahara central. y allí comenzó la traducción de los evangelios para poder transmitirlos a los tuaregs.
Foucauld se decepcionó con la actitud de algunos militares coloniales. Al llegar cerca de la frontera argelina en curso de estabilización, la gira debió dar la vuelta hasta Tit, una comuna del vilayato de Adrar. El comandante Laperrine se negó a que Carlos se instalara en esos sitios y el recorrido finalizó en In Salah en septiembre de 1904. El sacerdote se reunió con monseñor Guérin el día 22 de ese mes, y volvió a Béni Abbès el 24 de enero de 1905.

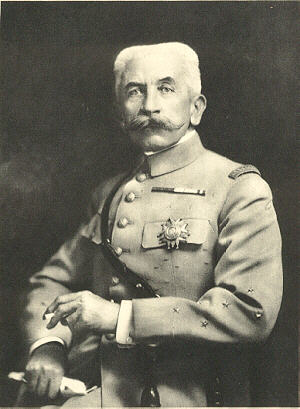
El general Louis Hubert Lyautey (1854-1934), quien profesó cierta admiración por Carlos de Foucauld.

Intrigado por la figura de Carlos de Foucauld, el general Louis Hubert Lyautey, militar egresado de Saint-Cyr que por entonces brindaba su servicio en Argelia, decidió visitarlo en Béni Abbès el 28 de enero de 1905. De aquel encuentro nació una amistad recíproca y una cierta admiración de Lyautey por Carlos. Foucauld escribió durante ese período las Méditations sur les Saints Évangiles (Meditaciones sobre los santos evangelios). En abril de 1905, el comandante Laperrine rogó a Carlos de Foucauld que lo acompañase en un viaje por el Ahaggar.
Después de haber pedido consejo a monseñor Guérin y al padre Huvelin, participó de este nuevo viaje. Partió el 8 de junio de 1905 aunque continuó con su vida de oración, mientras aprendía el tamahaq, una lengua tuareg utilizada en Argelia. El 25 de junio de 1905 se encontraron con el amenokal (jefe tribal) Moussa Ag Amastan, quien decidió hacer una alianza con los franceses. Foucauld y Moussa Ag Amastan se conocieron y parecieron apreciarse mutuamente. De ese encuentro nació una profunda amistad. El tuareg permitió a Carlos instalarse en el Ahaggar, lo que hizo que éste se dirigiera a Tamanrasset.

#### Tamanrasset

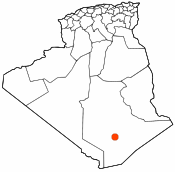
Localización de Tamanrasset, en el sur de Argelia.

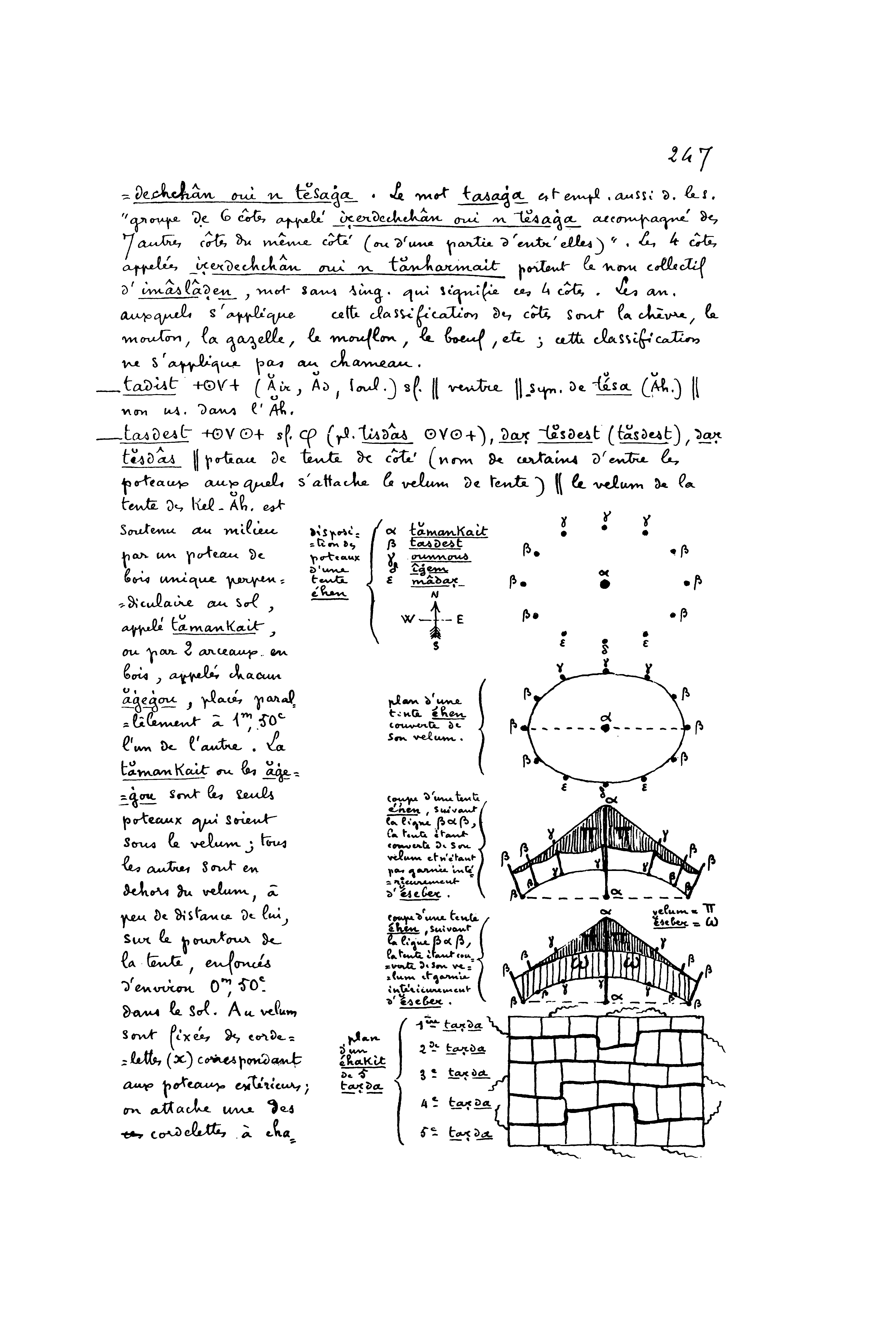
Diccionario tuareg-francés, volumen 1, página 247.

Carlos de Foucauld llegó a Tamanrasset el 13 de agosto de 1905, junto con Paul Embarek, un antiguo esclavo. La instalación de Foucauld en Tamanrasset se habría facilitado merced a las relaciones existentes entre las autoridades coloniales francesas y la Kel Ahaggar, una confederación tuareg local, luego de la derrota de esta última en la batalla de Tit en 1902. Construyó una casa de piedra y tierra. Carlos adoptó como objetivo comprender mejor la cultura tuareg, e hizo de la redacción de un diccionario tuareg-francés una prioridad de su apostolado. Ayudó a las poblaciones con las que se encontraba y continuó con la distribución de medicamentos y alimentos que coadyuvaba a mantener la confianza mutua y, en sus propias palabras, «a demostrar que los cristianos los aman».
El 25 de agosto de 1905, Moussa Ag Amastan obtuvo oficialmente de las autoridades francesas la investidura de amenokal del Ahaggar. Visitó en varias ocasiones a Carlos y le pidió consejo sobre la actitud a adoptar frente a las autoridades francesas. Carlos le aconsejó buscar el bien de su pueblo, así como desarrollar la instrucción y el derecho de la mujer. Paul Embarek, que lo acompañaba, mostraba por entonces un comportamiento poco ejemplar y Carlos terminó por despedirlo. Embarek decidió salir de Tamanrasset en mayo de 1906. Habiendo quedado solo, Carlos no pudo oficiar más la misa, que en esa época requería la asistencia de al menos una persona para poder celebrarse.
Los estudios de Carlos le permitieron descubrir la complejidad oculta de la lengua y de la cultura tuareg. Al principio pensó que se trataba de una lengua muy simple, con un léxico tan pobre que convendría introducir «algunas palabras indispensables para expresar ideas religiosas». Pero muy pronto tomó conciencia de lo contrario. Y así, escribió a María de Bondy:

Aquí mi vida está dedicada sobre todo al estudio de la lengua tuareg. Es mucho más largo de lo que creía, ya que la lengua es muy diferente de lo que se sospechaba; se la creía muy pobre y muy simple; ella es, por el contrario, rica y menos simple de lo que se pensaba.
Carta a María de Bondy, 20 de septiembre de 1908

Hizo venir durante el verano de 1906 a su amigo Adolphe de Calassanti Motylinski para que lo ayudara a concluir su diccionario tuareg-francés. En septiembre de 1906, después de la partida de Motylinski, Carlos decidió retornar a Béni Abbès. Se propuso repartir su tiempo entre las dos regiones: tres meses en Béni Abbès, seis meses en Tamanrasset, y tres meses para viajar de un sitio a otro, pero acabaría por abandonar definitivamente Béni Abbès.
Su regreso a Tamanrasset reveló el fuerte compromiso de los tuaregs con él, lo cual recibió con alegría. Esa admiración por Carlos de Foucauld no significaba una conversión de los tuaregs al cristianismo, como indicó Dominique Casajus:

Una mujer noble del Ahaggar, que tuvo un profundo reconocimiento al padre de Foucauld desde que salvó a sus cinco niños pequeños de la hambruna de 1907, dijo un día: «Cuán terrible es pensar que un hombre tan bueno irá al infierno a su muerte por no ser musulmán». Y reconoció que ella y muchas de sus compañeras oraban a Alá cada día para que el marabout se convirtiera en musulmán.
Casajus, 1997

Foucauld recibió a menudo a oficiales franceses, entre los cuales se cita al capitán Edouard Charlet, con quien tuvo intercambios muy fructíferos. Carlos percibía, sin embargo, que la atención que le demostraban constituía un obstáculo en su búsqueda del «último lugar».
El 29 de noviembre de 1905, Carlos se encontró con monseñor Guérin en la Maison Carrée (El-Harrach) de los Padres Blancos y le pidió que enviara religiosos. Guérin se negó, alegando el ambiente difícil que reinaba en Francia, vinculado con la ley francesa de separación de la Iglesia y el Estado de 1905, la división de los franceses en relación con el caso Dreyfus y la primera crisis marroquí, que generó tensiones entre Alemania y Francia en relación con el estatus colonial de Marruecos. Sin embargo, monseñor Guérin aceptó en parte las solicitudes de Carlos de Foucauld, al autorizarlo a vivir, por primera vez, su regla de vida religiosa en compañía del hermano Michel Goyat. Recibió además la autorización excepcional de poder exponer el Santísimo Sacramento para la adoración eucarística cuando hubiera dos personas que realizaran el culto de adoración durante al menos tres horas.
El 10 de diciembre, Carlos se dirigió de nuevo a Beni Abbès y se entrevistó con el general Lyautey. Después, Carlos y el hermano Michel partieron en dirección de In Salah, pero rápidamente la salud de hermano Michel se deterioró, pues no soportaba la austeridad y la penitencia. Entonces, interrumpieron su viaje durante un mes y Carlos estudió el tuareg con Ben-Messis, un letrado árabe. Trabajaron incansablemente. El 14 de marzo de 1907, Carlos supo de la muerte de su amigo Adolphe de Calassanti Motylinski.
Ante la imposibilidad de adaptarse a las reglas duras de la vida de Carlos, el hermano Michel volvió a Argel con una compañía militar. Carlos terminó su trabajo Textes touaregs en prose, base para sus estudios posteriores de la lengua y para el diccionario tuareg-francés, y lo entregó a Francisco Enrique Laperrine para su publicación a condición de que la misma no se realizase bajo su propia autoría sino a nombre del fallecido Motylinski, un gesto que los biógrafos interpretan como de reconocimiento y humildad. Las ediciones posteriores a su muerte presentan los Textes touaregs en prose con autoría conjunta.
| Noroeste: Tlemcen, Oran                     | Norte: Argel, Ghardaïa, Laghouat |               |
| Oeste: Beni Abbes Aïn Sefra, Colomb, Béchar |                                  | Este: Ouargla |
| Suroeste: Timimoun, Adrar                   | Sur: In Salah, Tamanrasset       |               |

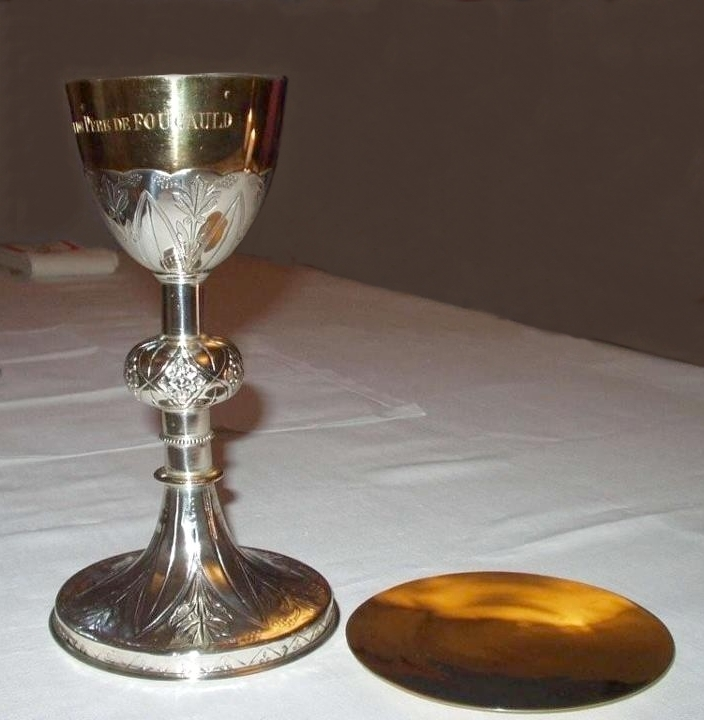
Cáliz y patena de Carlos de Foucauld, conservados por la comunidad de las Hermanitas de Jesús en Tre Fontane, Roma.

De julio de 1907 hasta la Navidad de 1908, Carlos reanudó su vida eremítica en Tamanrasset, recogiendo poesías tuaregs y trabajando más horas por día. Llegaría a recoger unos 6000 versos. Sin embargo, Carlos siguió profundamente solo, sin recibir ningún correo durante más de seis meses. Ya no tenía la posibilidad de oficiar la misa, de custodiar la Eucaristía y, por lo tanto, de celebrar la adoración eucarística. Todavía no había conversos. A esas dificultades se sumaron otras, como la hambruna que golpeó el Ahaggar.
Carlos dudó de la eficacia de su misión, pero quiso permanecer con los más pobres. Reinaba el hambre y la miseria en Tamanrasset después de dos años sin lluvia, y Carlos compartió con los más carenciados todas sus reservas de alimentos. Pasó la Navidad sin poder celebrar la misa, mientras escribía: «Esta noche, sin misa, por primera vez, desde hace 21 años». En enero de 1908, enfermo, agotado y demacrado, Carlos no se pudo mover y creyó morir. Fue salvado por los tuaregs, quienes le dieron en plena hambruna leche de cabra. Este episodio marcó una segunda conversión en Carlos de Foucauld, al aceptarlo como un llamamiento a un mayor abandono espiritual en Dios.
Al saber que Carlos estaba enfermo, Laperrine le hizo llegar alimentos. El 31 de enero de 1908, monseñor Guérin le envió de Roma una carta procedente del papa Pío X que lo autorizaba por excepción a celebrar la misa sin fieles. Esta autorización le dio una gran alegría. Todos esos acontecimientos recientes, incluyendo el hecho de haber sido salvado por los tuaregs, cambiaron profundamente la forma de pensar de Carlos de Foucauld, quien no buscó más «convertir», sino «amar».

Estoy aquí, no para convertir de un golpe a los tuaregs, sino para tratar de comprenderlos y ayudarlos. Estoy convencido de que Dios en su bondad acogerá en el Cielo a quienes fueron buenos y justos, sin necesidad de que sean católicos romanos. Ud. es protestante, Teissre es incrédulo, los tuaregs son musulmanes, estoy persuadido de que Dios nos recibirá a todos si nos lo merecemos.
Carlos de Foucauld al Dr. Dhauteville, de confesión protestante

Carlos reanudó su trabajo sobre la cultura y las lenguas tuaregs. Trabajaba hasta once horas por día dedicado a los trabajos lingüísticos, que lo absorberían hasta su muerte: redacción de un glosario, transcripción, traducción y comentario de poesías tuaregs. En esa época, el ejército construyó un nuevo fuerte a pocos kilómetros de Tamanrasset, llamado Fort-Motylinski. Carlos quiso fundar una asociación de laicos, y pidió la aprobación de Henri Huvelin y de monseñor Guérin para ir a Francia a desarrollar dicha asociación. El 28 de octubre de 1908, Carlos recibió el estímulo del padre Huvelin y decidió partir. El 16 de febrero de 1909 se embarcó en Argel para Francia.

##### El comienzo de la fraternidad
Carlos llegó a París el 18 de febrero de 1909. Se encontró con el padre Henri Huvelin, a quien no veía desde hacía ocho años y le presentó los estatutos de su futura asociación de laicos. Huvelin no estaba bien de salud, y moriría un año más tarde. Carlos se reunió también con Louis Massignon, un joven francés convertido recientemente, que llegaría a ser uno de los grandes islamólogos del siglo XX. Con él oró en la Basílica del Sagrado Corazón de Montmartre el 21 de febrero de 1909. Carlos creyó ver en Massignon su heredero y le propuso reunirse con él en el desierto, pero este rehusó. El 25 de febrero de 1909, Carlos conoció al hijo de María de Bondy, acudió a la Trapa de Nuestra Señora de las Nieves para promover su asociación de laicos, y luego se reunió con monseñor Joseph-Michel-Frédéric Bonnet, obispo de la diócesis de Viviers. Carlos pasaría algunos días con su hermana María. Bonnet aprobó los estatutos de la Unión de hermanos y hermanas del Sagrado Corazón de Jesús (laicos evangelizadores) el 6 de marzo, y Carlos se embarcó para Argelia al día siguiente. Posteriormente Mons. Livinhac, superior general de los Padres Blancos, también aprobaría los estatutos de la Unión, que quedarían en espera de la autorización de Roma.
Carlos arribó a Béni Abbès donde permaneció un mes. Allí, inventó un rosario al que llamó el «rosario del amor». El 4 de abril de 1909 escribió en su diario: «He instituido un rosario con siete pasos, llamado el rosario del amor, para cristianos y musulmanes».
Luego de pasar por In Salah, Carlos regresó a Tamanrasset el 11 de junio, y prosiguió sus trabajos referidos a los tuaregs y su idioma. Fue entonces cuando emprendió la organización de la Unión de hermanos y hermanas del Sagrado Corazón de Jesús. Con el comandante Laperrine, hizo un viaje en septiembre para la provisión de suministros y descubrió Assekrem, donde permaneció unos meses antes de retornar a Tamanrasset y reanudar su vida habitual.

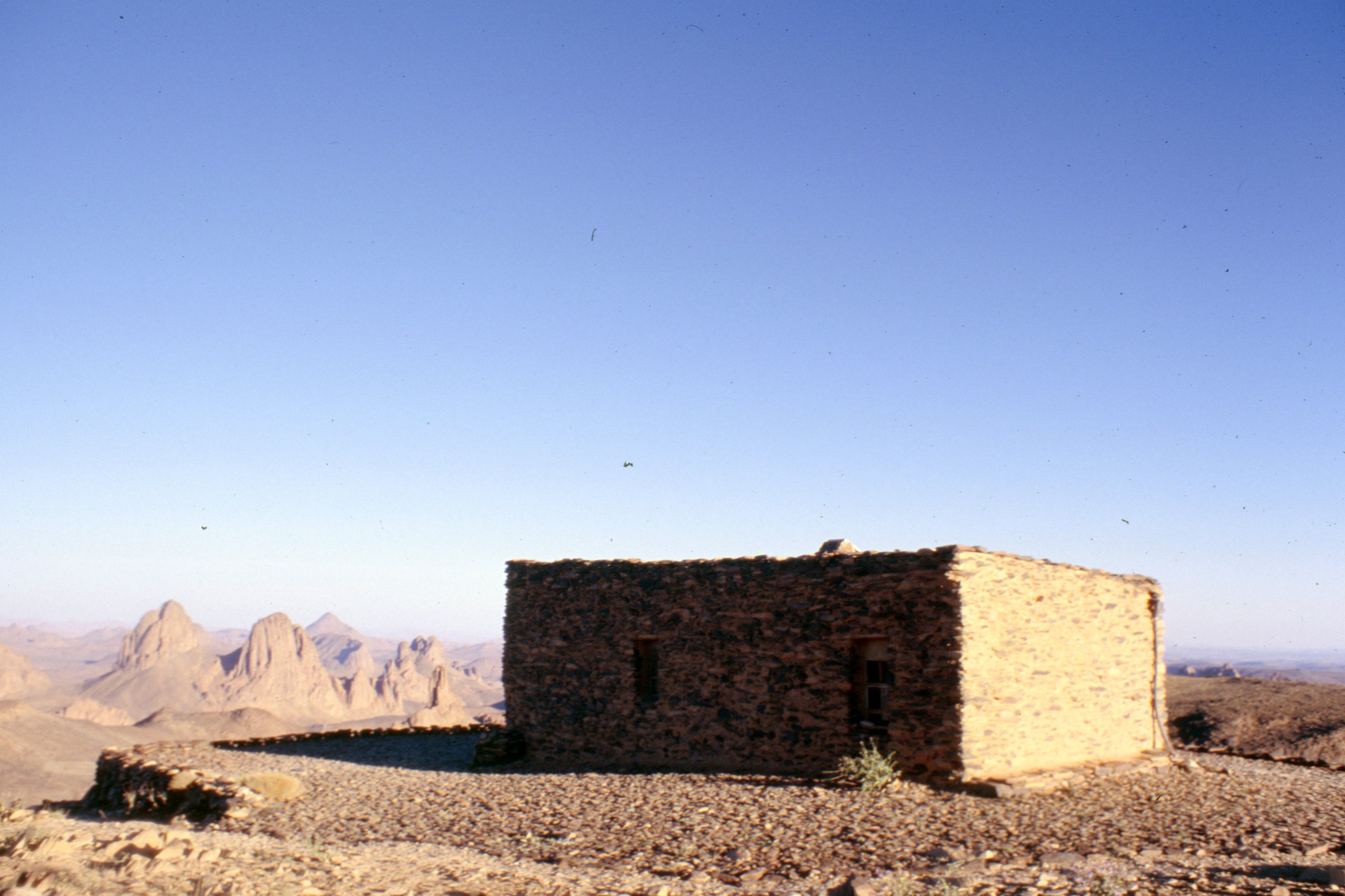
Reconstrucción de la ermita de Carlos de Foucauld, emprendida en 1954 y finalizada en 1956 en la meseta de Assekrem.

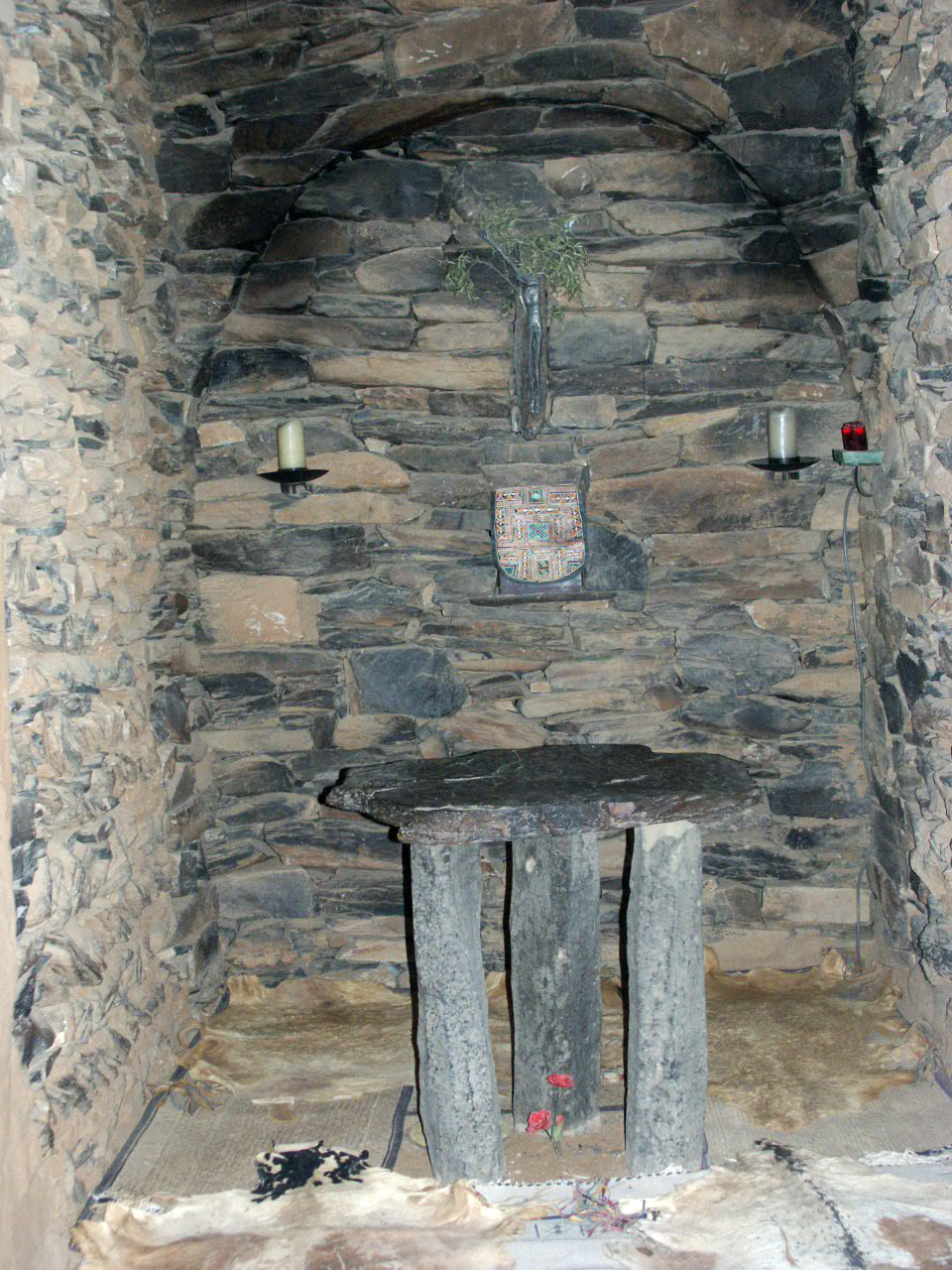
Interior de la ermita.

En abril de 1910, partió de nuevo para otro viaje con Laperrine. Carlos decidió construir, con la ayuda de soldados, una ermita en la cumbre de Assekrem, lo que le permitiría vivir al margen de las visitas y al abrigo del calor del verano sahariano. El 31 de octubre de 1910 Carlos volvió a Tamanrasset, donde se encontró sobrecargado, ya que muchos nómadas solicitaban su ayuda.
El año 1910 fue para Carlos un tiempo de luto y de despedidas: murió Charles Guérin en Ghardaïa el 19 de marzo; un amigo suyo de promoción, el comandante La Croix, en Argel; y el padre Henri Huvelin en París, el 10 de julio.
Para Carlos, el año 1911 comenzó con un nuevo viaje a Francia (2 de enero-3 de mayo). Deseaba poner en marcha el proyecto de una nueva cofradía y buscar un compañero. En julio de 1911, partió para su ermita en Assekrem y la amplió. Ante el deterioro de su salud, escribió su testamento:

Deseo ser enterrado en el lugar donde muera y reposar hasta la resurrección. Prohíbo que se transporte mi cuerpo y que se lo lleven del lugar donde el Buen Dios me haya hecho acabar mi peregrinación.
Testamento, 1911

Dos años más tarde, renovaría su testamento señalando:

Entierro muy sencillo, sin ataúd. Tumba muy sencilla, sin monumento, rematada con una cruz de madera.
Agregado al testamento, 13 de diciembre de 1913

De retorno a Tamanrasset para la Navidad de 1911, Carlos se apasionó con el estudio de la ruta transahariana, y ayudó al reconocimiento de los posibles pasos del tren. Participó en la misión de estudio, contactando a los guías tuaregs para la exploración de caminos posibles, usando sus barómetros para los registros altimétricos requeridos por los científicos.
En 1912, Foucauld afrontó necesidades de todo tipo. Había pedido ayuda económica a su prima, manifestándole: «He encontrado Tamanrasset y las poblaciones vecinas en un espantoso estado de miseria y creo mi deber dar limosnas por encima de lo que preveía». El final de 1912 y el comienzo de 1913 estuvieron marcados por la inestabilidad política en el Sahara. Carlos terminó la redacción del diccionario tuareg-francés y comenzó su revisión. Acudió de nuevo a Francia para desarrollar su Unión de laicos, viaje que se extendió desde el 22 de abril hasta septiembre de 1913. Visitó a su familia y amigos, incluyendo a Francisco Enrique Laperrine. Al saber que el general Hubert Lyautey era criticado por su gestión demasiado «pacífista» en Marruecos, Carlos de Foucauld lo alentó a no dimitir, y lo defendió. Incluso aceptó asistir a cenas mundanas para realizar esa tarea, y participó de una conferencia en la Sorbona sobre el proyecto transahariano. Se encontró con el abad Antoine Crozier, un amigo suyo estigmatizado, responsable de haber reunido los primeros 26 miembros de la Unión de hermanos y hermanas del Sagrado Corazón de Jesús, y lo apoyó en el proyecto. Carlos mantenía profusa correspondencia no solo con Crozier, sino también con Joseph Hours, un antiguo miembro de la Sociedad de Geografía de Lyon y uno de los primeros miembros de la asociación. En una de esas cartas le señaló extensamente el tono de su misión:

[...] Alejar de nosotros el espíritu militante. «Los envío como un cordero entre lobos», dice Jesús... Qué lejos está esta manera de hacer y hablar de Jesús del espíritu militante de aquéllos que no son cristianos o son malos cristianos, que ven enemigos en contra de los que luchar en lugar de ver a hermanos enfermos que hay que cuidar, heridos echados al borde del camino para los que hay que ser buenos samaritanos. [...] Ser misericordioso, manso, humilde con todos los hombres; es lo que hemos aprendido de Jesús. No ser militante con nadie: Jesús nos ha enseñado a ir «como corderos en medio de lobos», no a hablar con acritud, con aspereza, a injuriar, a tomar las armas.
Carta a Joseph Hours, 3 de mayo de 1912

La entrevista de Carlos con el cardenal Léon-Adolphe Amette, arzobispo de París, fue menos fructífera: éste lo trató fríamente después de haberlo recibido. Carlos entró de nuevo en Argelia el 28 de septiembre y llegó a Tamanrasset el 22 de noviembre, donde reanudó su trabajo habitual.

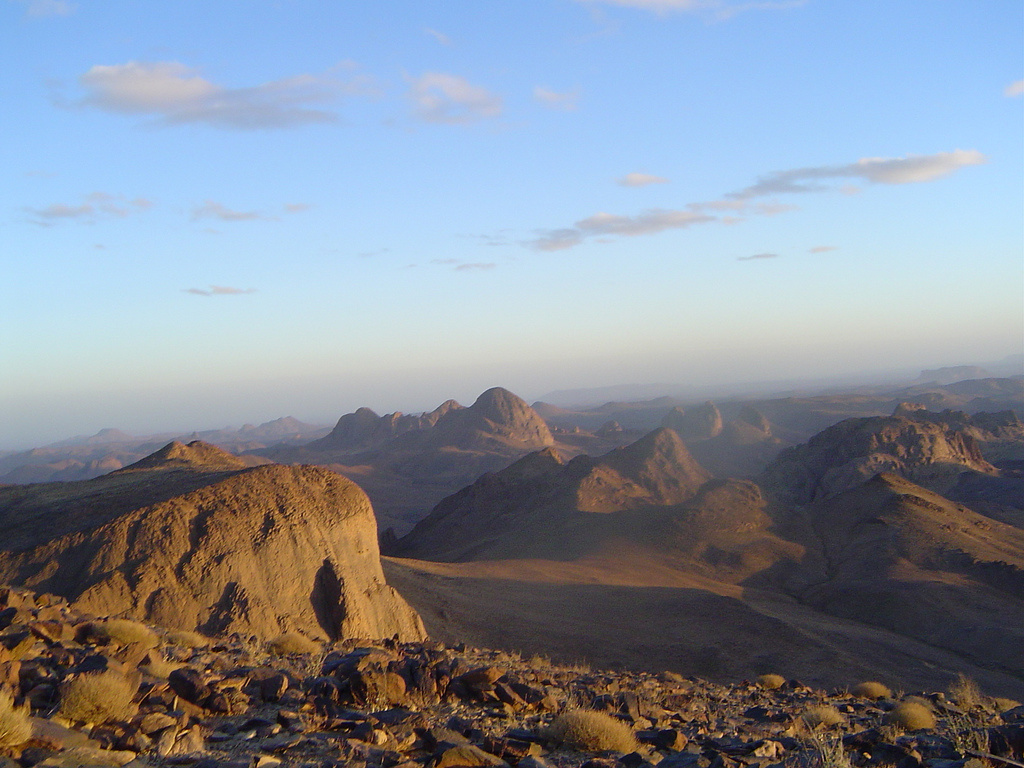
Assekrem
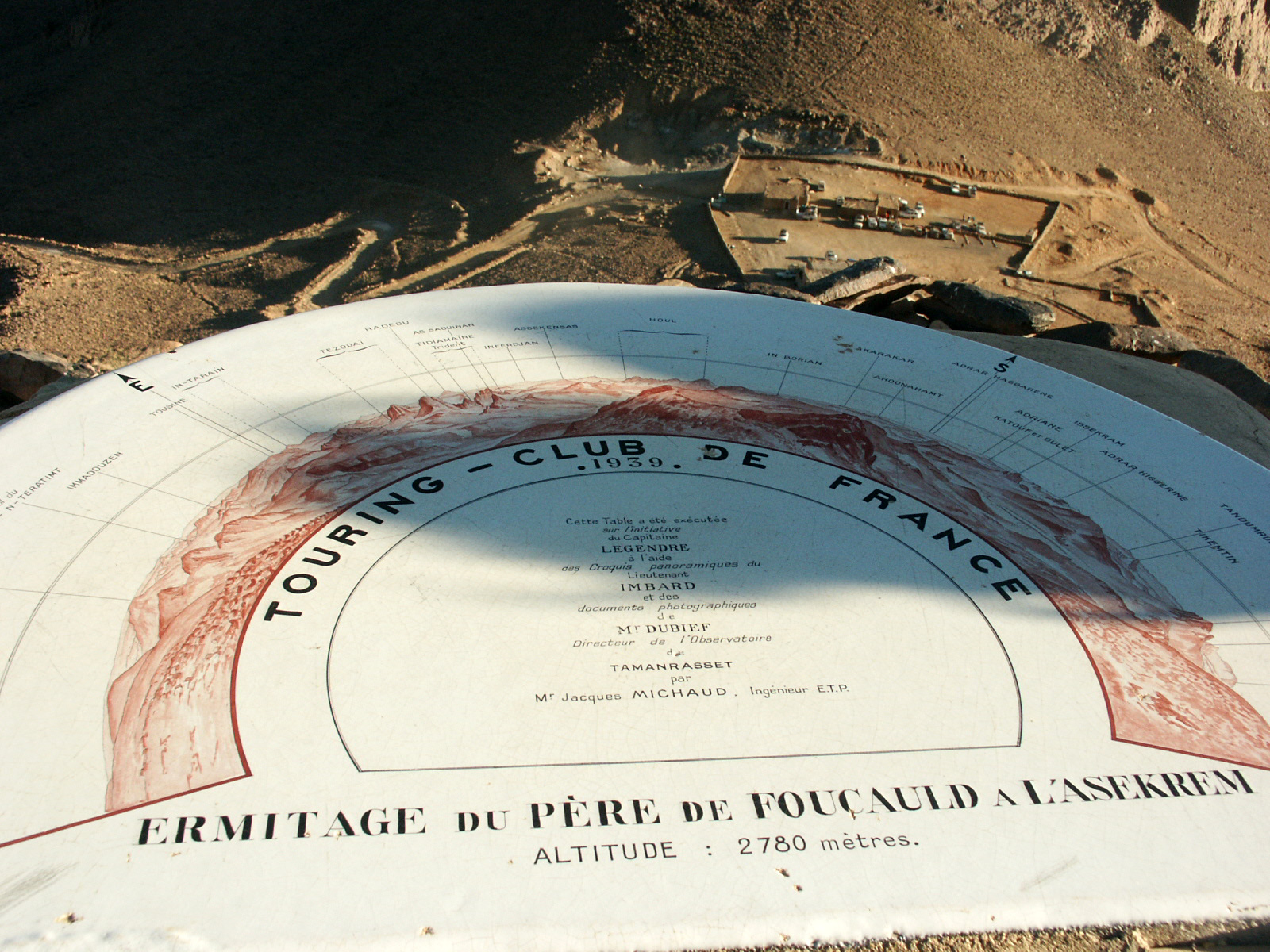
Imagen panorámica desde la ermita de Carlos de Foucauld en Assekrem, a 2 780 m s. n. m.
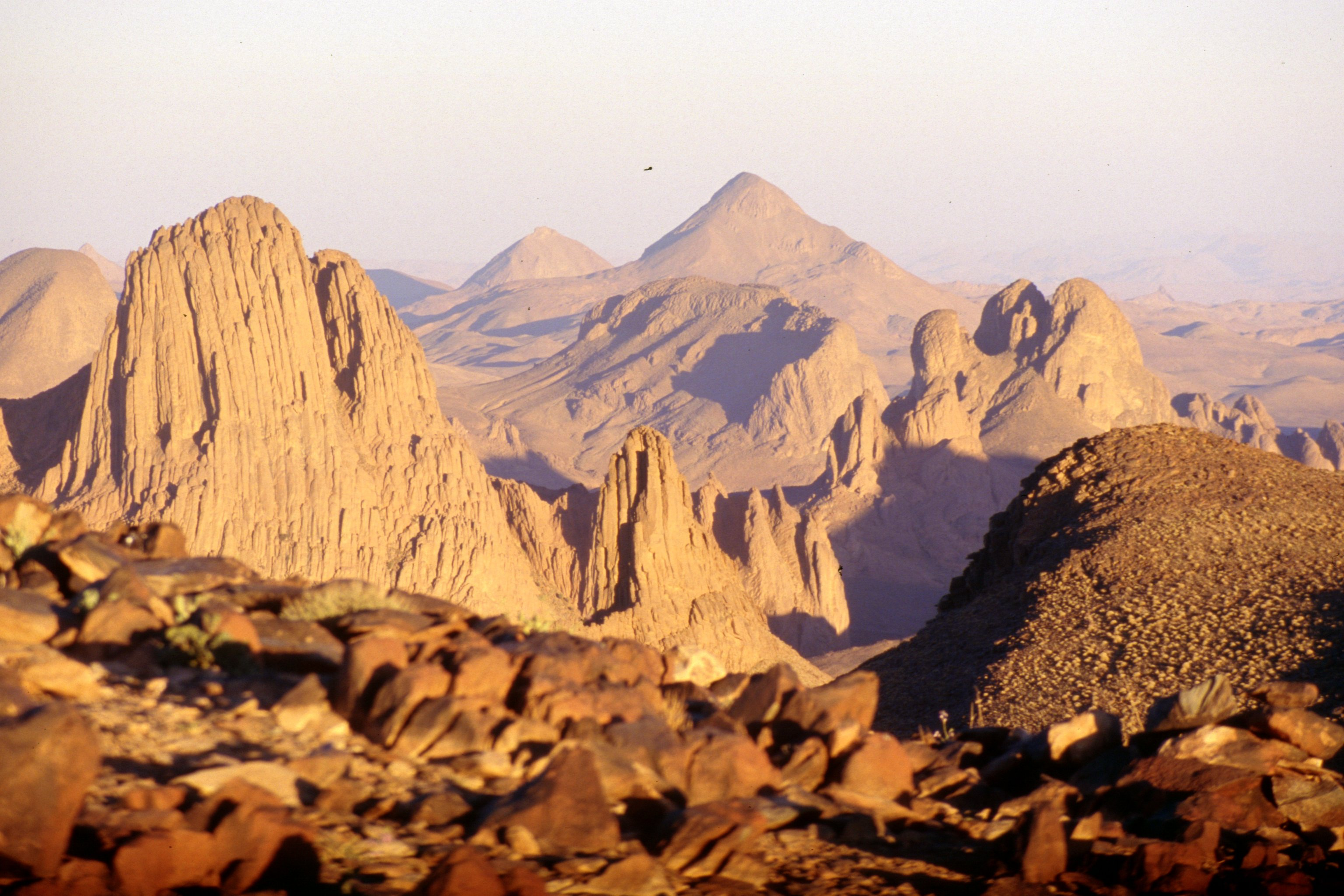
Assekrem

##### La guerra
El 3 de septiembre de 1914, Carlos tomó conocimiento de la declaración de Primera Guerra Mundial. Pese a su salud cada vez más precaria, vaciló acerca de partir al frente a fin de oficiar como capellán castrense. Finalmente, escribió a su prima María, luego de múltiples debates de conciencia:

Como usted se imagina, me cuesta estar tan lejos de nuestros soldados y de la frontera: pero mi deber es, claramente, permanecer aquí para ayudar a mantener la población en calma.
Carta a María de Bondy, 15 de septiembre de 1914

Se trataba de minimizar ante los tuaregs la importancia de los combates que tenían lugar en Francia. A fines de 1914, cayó enfermo. El desarrollo de su Unión de hermanos y hermanas del Sagrado Corazón de Jesús se detuvo por la guerra, pero Carlos continuó profundizando su Reglamento, desarrollando el corazón de su teología. Se interesó por las actividades encaminadas a la instalación de la transmisión inalámbrica, como también a la construcción de carreteras. Ayudó al ejército a trazar caminos en el Ahaggar, esperando ver pronto los primeros vehículos.
En enero de 1915, se produjeron revueltas al sur de Tripolitania, a raíz de la rápida ocupación italiana y de la guerra santa organizada por la cofradía de Senousiya. Había grupos armados que hostigaban en muchos lugares. Foucauld lo sabía, por lo cual, entre los veranos de 1915 y de 1916, aseguró su ermita de Tamanrasset construyendo un fortín de ladrillos para dar a la población nativa un refugio en caso de ataque. Contenía víveres, un pozo y armas.
En enero de 1916 se sucedieron los ataques senusistas en el territorio del Adrar y con ellos sobrevino el peligro creciente. Sin embargo, Carlos permaneció con los tuaregs.

Hay que hacer por los argelinos y por los tuaregs más de lo que hemos hecho en el pasado.
Carlos de Foucauld

El 28 de abril, los senusistas tomaron Djanet después de sitiarla durante 18 días. Progresivamente, buena parte de la población del Sáhara y del Sahel se sublevó contra la ocupación francesa por instigación de la cofradía senusista procedente de Trípoli (Libia). El 15 de septiembre (Carlos cumplía 58 años) escribió a su prima:

Las noticias de la frontera tripolitana son malas. [...] Nuestras tropas se repliegan frente a los sinusistas. [...] Si no se cambia de método, los tendremos aquí dentro de muy poco tiempo.
Carlos de Foucauld

El 28 de noviembre, tres días antes de su muerte, terminó la copia-revisión de las poesías tuaregs.

##### Muerte en Tamanrasset
El 1 de diciembre de 1916, Carlos de Foucauld escribió una carta a su prima:

Nuestro propio aniquilamiento es el medio más poderoso que tenemos para unirnos a Jesús y hacer bien a las almas. San Juan de la Cruz lo repite casi en cada línea.
 Cuando uno puede sufrir y amar, puede mucho, puede lo que más en este mundo. Uno siente que sufre, pero no siempre siente que ama y es un gran sufrimiento. Pero uno sabe que quisiera amar, y querer amar es amar.

 [...] Se nota que no amamos bastante —esto es verdad, nunca se amará bastante—; pero Dios, que sabe de qué barro nos ha hecho y que nos ama más de lo que una madre podría amar a su hijo, nos ha dicho —él, que no puede morir— que no rechazará a aquél que se acerque a él.
Carta a María de Bondy, 1 de diciembre de 1916

Al atardecer, Paul Embarek marchó a una aldea cercana donde vivía con su familia y Carlos se encontró solo. Fue entonces cuando oyó un llamado a la puerta del fortín. Con los visitantes se encontraba El Madani, quien había gozado anteriormente de la hospitalidad de Carlos, y que en ese momento le anunció la llegada del correo. Carlos abrió la puerta sin temor por tratarse de un conocido. Pero los visitantes eran en verdad una banda de forajidos, senusistas y tuaregs disidentes, que había rodeado el lugar sigilosamente.

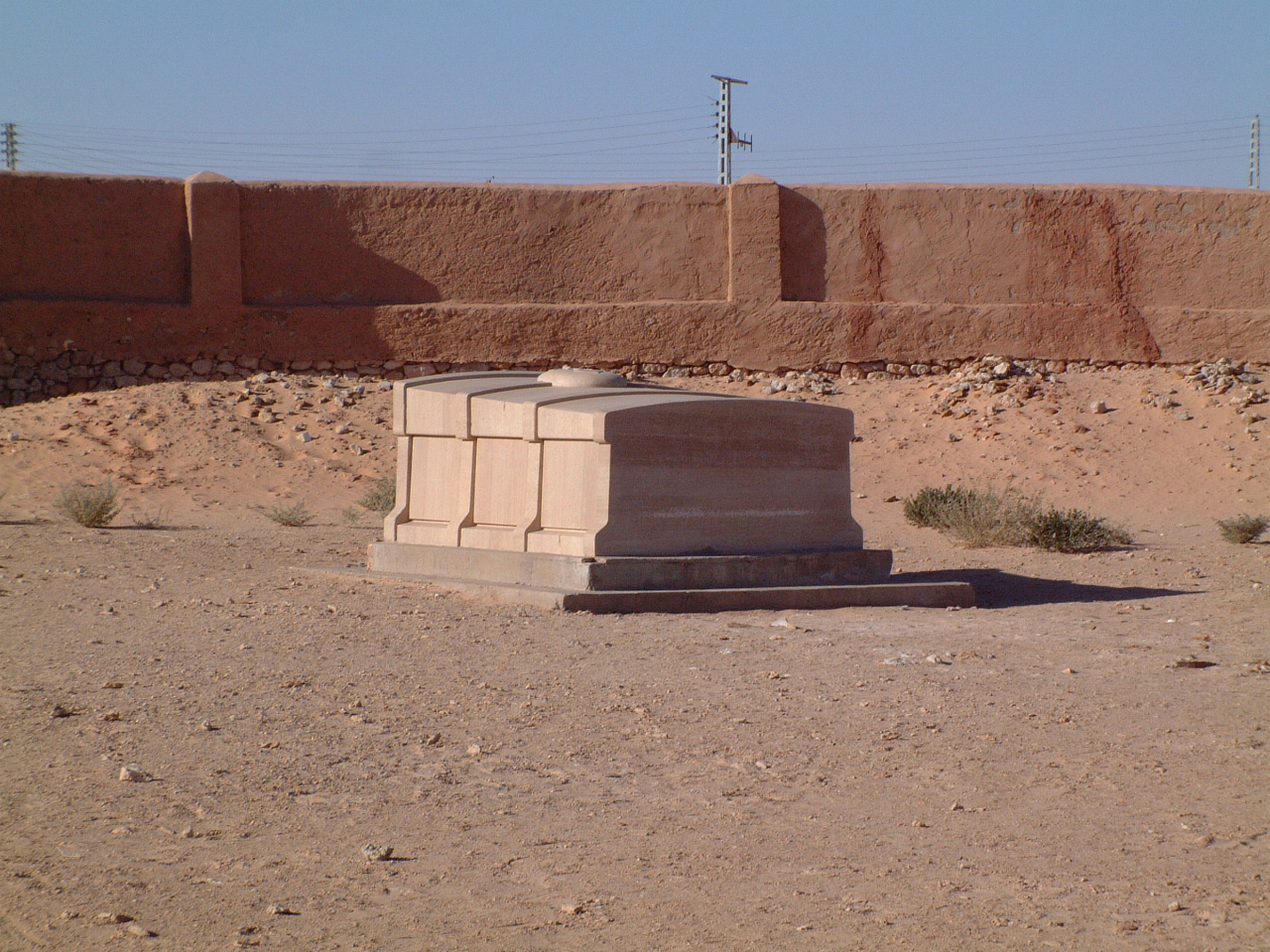
Tumba de Carlos de Foucauld, en El Menia, Argelia.

Forzaron a Carlos hacia el exterior, lo obligaron a ponerse de rodillas, maniataron sus manos a los tobillos por la espalda, pusieron ligaduras en torno a su cuerpo y dejaron al joven Sermi ag-Tohra, de unos quince o dieciséis años, como custodio. Luego, unos veinte hombres entraron violentamente al interior del bordj: el plan de la banda era saquearlo y quizá tomar a Carlos como rehén. Algunos de los miembros de la banda fueron a buscar a Paul Embarek a su cabaña, lo tomaron prisionero y lo llevaron al lado de Carlos. Paul se convertiría así en testigo de aquella noche. Mientras desvalijaban la capilla y las dependencias del humilde cenobio, alguien anunció con un grito la llegada de dos meharistas. El joven que custodiaba a Carlos de Foucauld —quien permanecía de rodillas y en silencio— perdió el control y descargó su fusil contra él sin que mediara razón o resistencia alguna. El proyectil penetró por su oreja derecha y salió por su ojo izquierdo. Fue un asesinato precipitado. Los senusistas mataron seguidamente a Mohamed ben Bou Aïcha y Boudjemâa ben Brahim, los dos meharistas del servicio de correos que cumplían funciones operativas en Fort-Motylinski, y pasaron parte de la noche banqueteando con la carne del camello de Bou Aïcha. Después durmieron en el fortín. Al día siguiente también mataron a Kouider ben Lakhal, el correo de Fort-Motylinski que llegaba con la correspondencia para Carlos de Foucauld. Paul Embarek consiguió escapar del exterminio durante la noche. Cuando retornó con algunos aldeanos, todo había terminado. Embarek recorrió cincuenta kilómetros de desierto hasta Fort-Motylinski para informar sobre la tragedia al capitán de la Roche.
En 1897, mientras vivía en Nazaret, Carlos había apuntado las siguientes líneas, como si se tratara de un diálogo con Dios sobre la muerte de Jesús, pensamientos que se difundieron tras su muerte:

Cualquiera sea el motivo por el cual nos matan, si nosotros, en el alma, recibimos la muerte injusta y cruel como un don bendito de tu mano, si te lo agradecemos como una dulce gracia, como una imitación dichosa de tu fin, si te lo ofrecemos como un sacrificio ofrecido de muy buena voluntad, si no nos resistimos a obedecer tu palabra: No resistan el mal (Mateo 5, 39) y a tu ejemplo: Como oveja ante el esquilador enmudecía y no abría la boca (Isaías 53, 7), entonces, cualquiera sea el motivo que tengan para matarnos, moriremos en el puro amor, y nuestra muerte será un sacrificio de muy agradable aroma, y si no es un martirio, en el sentido estricto de la palabra y a los ojos de los hombres, será un sacrificio a tus ojos y será una imagen muy perfecta de tu muerte... ya que si no hemos, en este caso, ofrecido nuestra sangre por nuestra fe, la habremos, de todo corazón, ofrecido y entregado por amor tuyo...
Carlos de Foucauld, En vue de Dieu seul

Su cuerpo fue enterrado esa misma noche por los tuaregs en el suelo, con los musulmanes, a pocos metros de la puerta donde murió. El general Laperrine llegó al lugar un año después, el 15 de diciembre de 1917, encontró el cuerpo en la fosa y lo enterró a unos metros de distancia. El cuerpo es trasladado nuevamente para ser colocado en una tumba, el 26 de abril de 1929, en un paraje en El Goléa, hoy llamado El Méniaa.

## Percepciones sobre Carlos de Foucauld

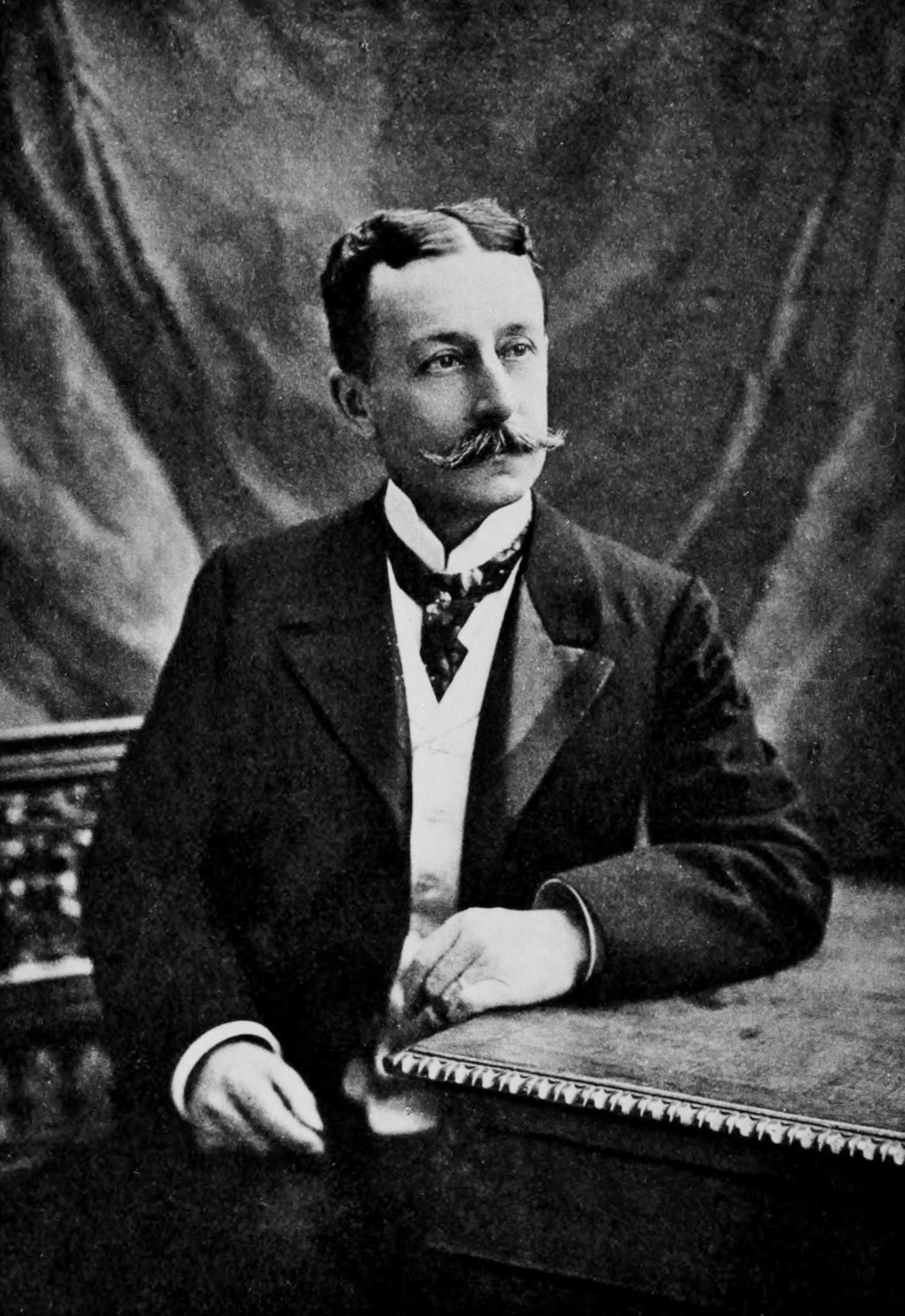
René Bazin, en 1905.

Después de la muerte de Carlos de Foucauld, el orientalista Louis Massignon pidió a René Bazin, miembro de la Academia Francesa, la redacción de una biografía sobre el sacerdote ermitaño. La obra se publicó el 14 de septiembre de 1921, y se convirtió en un éxito, con ventas por más de 200 000 ejemplares. Ese mismo año, en presencia del general Louis Hubert Lyautey, se inauguró en Casablanca un monumento a la memoria de Carlos de Foucauld, en el que se lee una inscripción en francés que lo presenta como «oficial, explorador, sacerdote, apóstol del Sahara, muerto por la Francia en Tamanrasset (Hoggar)», seguido por un conjunto simbólico conformado por una cruz (el apóstol), un sable (el oficial) y una palma (el martirio). El monumento, financiado por la Sociedad de Geografía de Marruecos, representa una muestra de los variados homenajes tempranos que se dieron a su figura, en un tono similar al de la biografía de Bazin. Sin embargo, otro biógrafo posterior, Jean-François Six, criticaría la perspectiva de Bazin por sus «numerosos toques de patriotismo de posguerra» y su «lenguaje vago». El antropólogo francés Dominique Casajus excusó la biografía de Bazin por haberse publicado en 1921, pero señaló la necesidad de tener en el presente «una visión más equilibrada de los trágicos acontecimientos del Sahara en 1916-1917», a lo que agregó: la «biografía serena y fuerte que Carlos de Foucauld merece aún no ha sido escrita». De hecho, la obra de Bazin podría haber contribuido indirectamente al desarrollo posterior de imágenes parcializadas de Carlos de Foucauld, que se presentaron casi de forma contrapuesta:
1. la de un ermitaño del desierto, que vivió solo y lejos de todo;
2. la de un santo que murió martirizado;
3. la de un ferviente colonizador, agente secreto de la colonización francesa.

Estas imágenes populares, desarrolladas al principio a través de narraciones –hagiográficas o no–, se matizaron y neutralizaron en buena medida gracias a investigaciones posteriores sobre la vida de Carlos de Foucauld, más precisas y profundas.

### La imagen del mártir
Bazin presentó a Carlos de Foucauld asociado con la imagen del mártir. En esta línea afirmó que, a sabiendas de la importancia que Foucauld tenía para los franceses, los ladrones lo secuestraron para obtener un rescate y le hicieron sufrir humillaciones a causa de su fe cristiana. Como contraposición a esta tesis, Paul Lesourd señaló ya en 1938 que Foucauld no había muerto mártir en el sentido teológico del término: «fue asesinado por sorpresa y por azar, y no directamente por odio a la fe católica [...] Es sumamente probable que si el padre de Foucauld hubiera permanecido en una ermita no fortificada, o si no hubiera tenido armas y municiones en su hogar, no habría sido atacado».
Los escasos testimonios relativamente fiables de la muerte de Foucauld sugieren que los atacantes estaban más interesados en el contenido de la ermita (armas, alimentos) que en la persona que vivía en ella. En medio de la alarma provocada por la llegada de dos meharistas de Fort-Motylinski, el joven Sermi ag-Tohra que custodiaba a Foucauld le disparó. Así, la muerte de Carlos de Foucauld podría considerarse una consecuencia indirecta de su fe cristiana y de su apostolado en territorio argelino, pero el asesinato fue probablemente el resultado de la falta de «profesionalidad» de sus agresores. En palabras de Dominique Casajus, Carlos de Foucauld murió «baleado por un adolescente asustado», cuando una insurrección a gran escala había levantado a la mayor parte de las poblaciones del Sahara y del Sahel contra los ocupantes franceses. Nada indica que la fe de Foucauld fuera causa directa de su muerte, que resultó un «asesinato precipitado».
Por su parte, Pierre-Marie Delfieux defiende la postura del carácter de mártir de Carlos de Foucauld sobre la base de argumentos diferentes de aquellos que circularon en la década de 1920. Según Delfieux, no se sabrá con certeza si Carlos de Foucauld fue en algún momento sujeto a la ley del Corán —aplicable a los condenados a muerte— que buscaba el sometimiento final a Alá, tema sobre el cual los testimonios presenciales fueron contradictorios. Pero en cualquier caso, Delfieux sostiene que se trata de un mártir de la caridad, por su donación de sí mismo hasta el final, y de un mártir de la fe en el sentido de haber rendido testimonio de la fe cristiana, en total fidelidad y sin vuelta atrás, como así también en la ofrenda consciente de su vida hasta sufrir muerte violenta.

### La imagen del militar-explorador-colonizador
En algunas enciclopedias sobre el catolicismo se otorga a la condición de militar y explorador de Carlos de Foucauld cierta precedencia en su caracterización. El 30 de marzo de 1912, veinticuatro años después de la publicación del libro Reconnaissance au Maroc (1883-1884) que compilaba el trabajo realizado en el viaje de 1883 y 1884, se firmó el tratado de Fez que oficializó el protectorado francés de Marruecos. Se llegó a considerar a Carlos de Foucauld como un «precursor» de este hecho. Tal conjunto abonó cierta imagen de Foucauld como colonizador, y hasta espía francés, reflejada por ejemplo en un artículo aparecido en el periódico egipcio Al-Destur el 16 de noviembre de 1946, que motivó una dura réplica de Louis Massignon en una «lettre de la Badaliya», al señalar que Carlos de Foucauld no era el santo patrón del espionaje franco-cristiano en el Sahara.
En efecto, en la época de Foucauld, la colonización francesa fue impulsada principalmente por laicistas como Léon Gambetta, o Jules Ferry, quien reivindicó un «deber de humanidad»: la civilización de los pueblos inferiores por los superiores en el marco del pensamiento racialista dominante.

Se debe decir abiertamente que las razas superiores tienen derechos frente a las razas inferiores. [...]
Repito, hay para las razas superiores un derecho porque hay un deber para ellas. Ellas tienen el deber de civilizar a las razas inferiores.
Jules Ferry, discurso en la Cámara de diputados de Francia el 28 de julio de 1885

Dominique Casajus escribió que Foucauld llegó a ser considerado una de las figuras tutelares de la colonización, porque su destino singular, su vida eremítica y su muerte trágica ayudaron a legitimar las pretensiones francesas sobre las tierras áridas donde Foucauld sirvió y donde derramó su sangre. John Rossetti interpretó que la vida de Carlos de Foucauld podría resumir muchos de los motivos y de las contradicciones del colonialismo francés en África del Norte: un oficial de caballería que se volvió explorador de Marruecos de incógnito, y que finalmente renunció a su vida mundana y se convirtió en un monje católico profundamente ascético, que gastó los últimos quince años de su vida en el Sahara argelino, sobre todo entre la población tuareg musulmana de la región de Ahaggar. Según la tesis doctoral de Louis Kergoat, la colonización constituía un remedio provisional en el que «la generación de Carlos de Foucauld habría encontrado un medio de expresar su patriotismo». Ali Merad también sugirió que Carlos de Foucauld apoyó la colonización francesa, aunque ese apoyo fue diferente del de la mayoría de los franceses: «se mostró, no obstante, más lúcido que la mayoría de los responsables coloniales de su generación, y no se privó de advertir a sus compatriotas que perderían su imperio africano por falta de voluntad política de justicia y de progreso».
En contraste con el enfoque según el cual el apoyo de Carlos de Foucauld a la colonización podría interpretarse como una disociación entre su pensamiento espiritual y político, Jean-François Six señaló la unidad de su pensamiento. Carlos de Foucauld veía en la colonización una misión civilizadora a beneficio de los pueblos colonizados, que aportaba una apertura de la inteligencia y que permitía el inicio de la evangelización. Creía en el beneficio del progreso técnico, al que vinculaba con la civilización. Apoyó la llegada de cada progreso técnico al Sahara, como el proyecto de ferrocarril transahariano, el de la transmisión inalámbrica, o la construcción de carreteras. Este progreso técnico, que los colonizadores presentaban asociado con el proceso de colonización en sí, era visto con otros ojos por Carlos de Foucauld: para él, debía ser una vocación que los pobladores colonizados fueran «nuestros iguales [...] en pie de igualdad con nosotros». Concibió la colonización de manera humanista y fraterna: «que estos hermanos menores pasen a ser iguales a nosotros». «Estoy persuadido de que lo que debemos buscar para los oriundos de nuestras colonias, no es ni la asimilación rápida ni la simple asociación ni su unión sincera con nosotros, sino más bien el progreso [...]: el progreso debe ser intelectual, moral y material».

### Místico, en una imagen compleja
Si bien Foucauld se mantuvo cerca de los militares franceses, su enfoque de las relaciones entre cristianos y musulmanes cambió y maduró durante su estancia en Argelia. La relación de Foucauld con el colonialismo y con los tuaregs fue compleja. En el Magreb contemporáneo es recordado por su trabajo como lexicógrafo y gramático de la lengua tuareg y su singular alfabeto tifinagh. Según Louis Kergoat, la naturaleza de Foucauld resulta difícil de conocer, y hasta controvertida en el mundo del islam; con todo, fue su misticismo el que reguló las demás facetas de su personalidad. Por su parte, sus seguidores refinaron aún más sus ideas, liberándolas de ciertos matices propios del tiempo de la colonización en el que Foucauld vivió.

Mártir, monje-soldado, hombre santo, espía, ermitaño, agente de información: tales son los estereotipos en los que se ha querido enclaustrar al reverendo padre de Foucauld. La lectura de su voluminosa correspondencia (varios miles de cartas) supera el marco de su obra científica y de sus escritos espirituales. Permite comprender al hombre en los aspectos profanos de su cotidianidad y de su pensamiento. Tal lectura trata de devolver al personaje todos sus componentes y tiende a integrarlo en una realidad más global, más compleja que la sola línea que hace del «hermano universal» una personalidad religiosa. El hermano Carlos de Jesús no podrá ser reducido a la sola fe religiosa, de la que está incontestablemente animado. Él está también en la política, en las corrientes de pensamiento que dominan su época.
André Bourgeot

Según Ali Merad, la imitación de Jesús fue el ideal en la vida de Carlos de Foucauld y su preocupación constante, aunque resulta claro que, a través de sus actividades sociales y políticas, tenía una imagen de Francia en mente y una idea de servicio a Francia. Con todo, «su trabajo científico, su acción social, sus intervenciones con los oficiales militares en la zona del Sáhara y todo lo que podría denominarse su trabajo temporal parecían ser una mera extensión de su objetivo fundamental, que era espiritual».
En el pensamiento de Louis Massignon, Carlos de Foucauld fue un «místico en estado puro». El teólogo Karl Rahner lo incluyó entre aquellas personalidades de la historia de la espiritualidad cristiana que un verdadero teólogo debe conocer muy bien, junto con Gregorio de Nisa, Agustín de Hipona, los grandes místicos medievales, Francisco de Sales o Pierre de Bérulle. El eclesiólogo y ecumenista católico Yves Congar llegó a considerar a Foucauld como un «faro místico» para el mundo contemporáneo, a la par de Teresa de Lisieux.

## Trabajo científico de Carlos de Foucauld

### Su labor como explorador y geógrafo de Marruecos

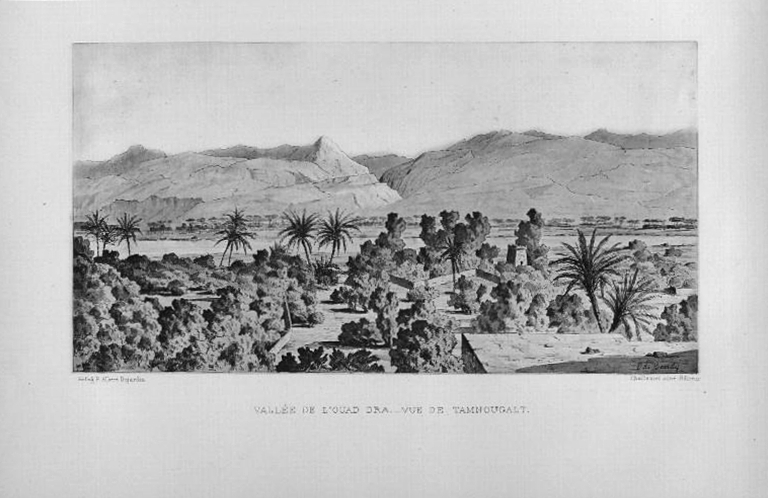
Fotograbado de la obra Reconnaissance au Maroc (1883-1884) (1888), que ilustra el valle del río Draa.

Antes de la expedición de Carlos de Foucauld, Marruecos tenía registrados algo menos de 700 km de caminos. Además de los ya conocidos, Foucauld relevó más de 2000 km de nuevos caminos y consignó más de 3000 registros de altitudes. Corrigió el relevamiento del curso del río Draa y publicó miles de observaciones, además de mapas y dibujos con los cuales ilustró su libro.
La comunidad científica encomió los descubrimientos y trabajos de Carlos de Foucauld en Marruecos y su obra, editada en 1888, le mereció la medalla de oro de la Sociedad de Geografía de París. El discurso del relator en la entrega del premio demuestra el impacto de esa investigación:

[...] en once meses, un hombre único, el Sr. vizconde de Foucauld, ha duplicado como mínimo la longitud de las rutas relevadas en Marruecos. Reemprendió, en su perfeccionamiento, el registro de 689 kilómetros ya trabajados por sus predecesores, y añadió 2250 kilómetros nuevos... En verdad, gracias al Sr. de Foucauld, se abre una nueva era en el conocimiento geográfico de Marruecos, y no se sabe qué admirar más, si la belleza y utilidad de esos resultados, o la dedicación, valentía y abnegación ascética gracias a las cuales este joven oficial francés los ha obtenido [...] Ha conquistado información muy cuantiosa y precisa, que renueva literalmente el conocimiento geográfico y político entero de Marruecos.

El reconocimiento de la calidad de los trabajos de Carlos de Foucauld fue internacional: un miembro de la Royal Geographical Society de Londres dijo: «no se puede estimar en demasía la contribución hecha por el señor de Foucauld a nuestro conocimiento de Marruecos».
Una recensión de 1986 consideró el libro de Foucauld como «un clásico de la etnografía de Marruecos», de «excelente calidad científica». El trabajo de Foucauld conforma una etapa en el conocimiento geográfico-geológico de Marruecos. Su obra no solo es objeto de análisis como parte de la Geografía histórica, sino que existen estudios desarrollados en el siglo XXI que tienen como antecedente fundamental los datos recabados por Foucauld en su travesía.

### Su trabajo como lexicógrafo

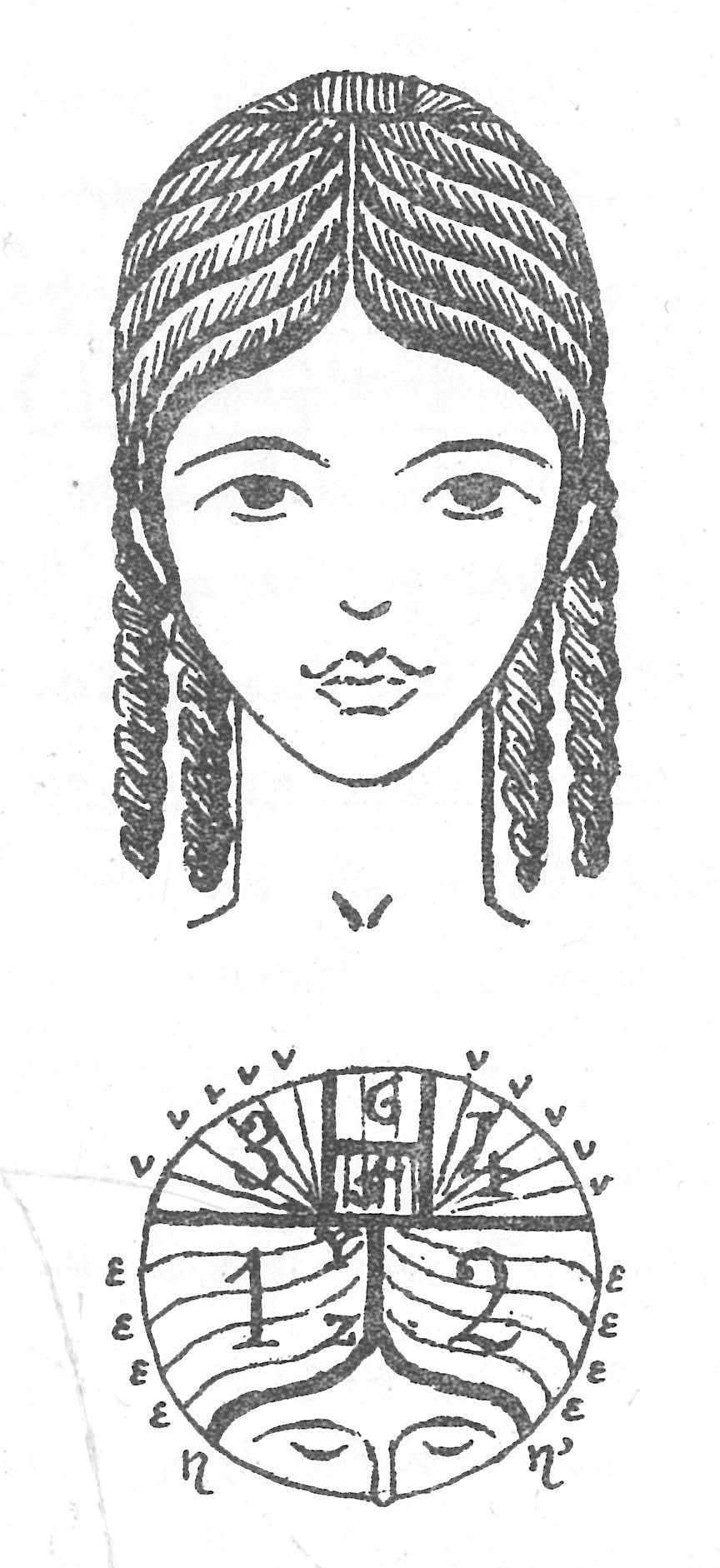
Peinado de una mujer tuareg. Figura original de Carlos de Foucauld, con la que se ilustró la página 1242 de su Diccionario tuareg-francés. Se puede observar el nivel de detalle en el análisis de las costumbres tuaregs, propio del autor.

Además de su libro Reconnaissance au Maroc (1883-1884), publicado en 1888, Carlos de Foucauld dejó numerosos manuscritos en calidad de lexicógrafo y gramático de la lengua tuareg.
Convencido de que la evangelización exigía el respeto y la comprensión del marco cultural en el que vivía la gente, deploró reiteradamente en su correspondencia el conocimiento superficial y la falta de respeto mostrados hacia el pueblo tuareg por parte de los misioneros y de los miembros de la administración francesa. La ignorancia de la lengua era el mayor obstáculo para la comprensión de los tuaregs, y por esa razón Carlos de Foucauld trabajó más de doce años en el aprendizaje de la cultura tuareg. Como especificó en una carta a monseñor Guérin fechada el 31 de mayo de 1907, los tuaregs sabían de memoria sus poemas y él pasaba horas escuchando a las mujeres su recitación y copiándolos al dictado. Paralelamente a su trabajo científico, que incluía la lexicografía y gramática tuaregs y un diccionario de nombres, Foucauld trabajó en la traducción de diversos poemas, en el desarrollo de comentarios y en el análisis de la poética. Terminó su trabajo sobre la poesía de los tuaregs el 28 de noviembre de 1916, tres días antes de su muerte. Todo ese trabajo se considera una verdadera enciclopedia del Ahaggar y de los tuaregs.
Luego de la muerte de Carlos de Foucauld, la mayor parte de su trabajo científico resultó eclipsada rápidamente a favor de una perspectiva hagiográfica de su vida en la que se enfatizaba su itinerario espiritual. En los años 1925 y 1930, André Basset publicó los dos volúmenes de las poesías tuaregs, que abarcaban más de 575 poemas y unos 5670 versos. Ignorada por muchos de los biógrafos de Carlos de Foucauld, parte de su obra lingüística todavía no se ha estudiado suficientemente, y continúan apareciendo ediciones de sus obras que amplían las anteriores. En el primer estudio riguroso que revisó el trabajo científico de Carlos de Foucauld, Antoine Chatelard lo calificó como «una obra de autor, una obra monumental» y señaló que «[...] esta obra lingüística es la manifestación más elocuente de la voluntad de aproximación al conocimiento de los demás», un «verdadero milagro lingüístico». A la publicación de Chatelard siguieron muchas otras, como reseña el antropólogo francés Dominique Casajus.
La Gramática y diccionario francés-tuareg (1908), el Diccionario abreviado tuareg-francés (dialecto del Ahaggar) (1918-1920), el Diccionario abreviado tuareg-francés de nombres propios (dialecto del Ahaggar) en dos tomos (1918 y 1920, reeditado y ampliado en 1940), los Textos tuareg en prosa (dialecto del Ahaggar) (1922, reeditados y ampliados en 1984), las Poesías tuaregs (dialecto del Ahaggar) (1925-1930), las Notas para servir a un ensayo de gramática tuareg (dialecto del Ahaggar) (1920), la Gramática, diálogos y diccionario tuareg (1908, publicado en vida de Foucauld bajo el seudónimo de A. de Motylinski), el Diccionario tuareg-francés en cuatro volúmenes de 2028 páginas (1951), publicado por la Imprenta nacional (Imprimerie nationale) del Estado francés, con la asistencia del gobierno de Argelia, y los Cantos tuaregs (1997) son el resultado de sus investigaciones dedicadas al conocimiento de los bereberes en general y de los tuaregs del Ahaggar en particular.
El trabajo lingüístico de Carlos de Foucauld es referencial en diccionarios y enciclopedias sobre lexicografía y gramática bereber, y en el estudio del mundo tuareg, como también una importante fuente de análisis etnográficos.

## La espiritualidad de Carlos de Foucauld

### Lecturas y fuentes de inspiración
Carlos de Foucauld amó la lectura de algunos escritos de su época. Un artículo titulado «Comment aimer Dieu?» («¿Cómo amar a Dios?») aparecido en Excelsior lo inspiró profundamente. Foucauld buscó persistentemente al autor de ese artículo, Antoine Crozier, un sacerdote estigmatizado, que se convirtió en su amigo y que le influyó en la creación de una cofradía del Sagrado Corazón.
Carlos de Foucauld trasladó desde Roma la Summa Theologiae de santo Tomás de Aquino y se impregnó sobre todo de la lectura de los grandes autores místicos cristianos, particularmente santa Teresa de Jesús y san Juan de la Cruz. El 8 de marzo de 1898 dijo a su director que había leído a santa Teresa de Jesús diez veces en diez años. La lectura de la obra de Teresa de Jesús lo condujo a los escritos de Juan de la Cruz. Carlos terminó de leer la obra completa del gran místico español en octubre de 1898 y en lo sucesivo volvería a ella y aconsejaría a menudo su lectura. En marzo de 1898 comenzó la lectura de san Juan Crisóstomo por recomendación reiterada de Huvelin en 1897, y se serviría de ella para nutrir su meditación de la Biblia, como señala René Bazin en la página 214 de su obra. Entre sus lecturas se encuentran también algunos libros de importancia menor, como Jésus adolescent, obra del canónigo Max Caron, uno de sus amigos, o Les quatre évangiles en un seul, del canónigo Alfred Weber. Desde su conversión, Carlos de Foucauld leyó obras de los Padres del desierto: el libro Vies des Pères du Désert fue decisivo en 1887, cuando buscaba la orden más apropiada para él. Un texto corto, el Modèle Unique (Modelo único), resume la espiritualidad de Carlos de Foucauld: el Evangelio, el Sagrado Corazón de Jesús y la Santa Faz de Jesús.

### Imitación de la vida de Nazaret

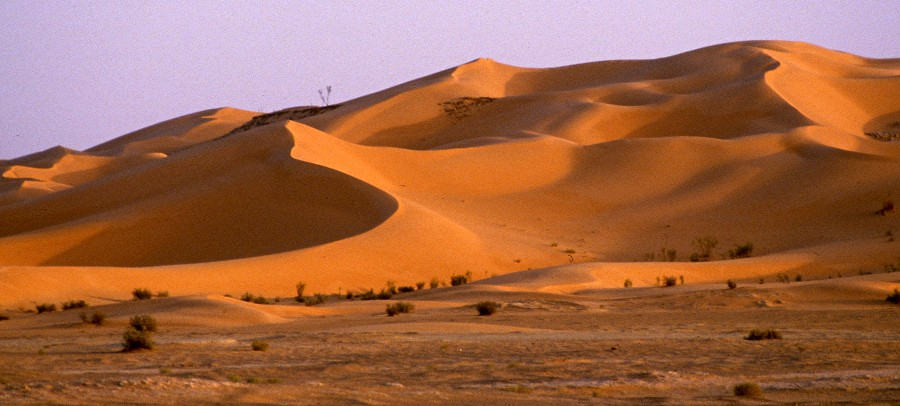
El Menia (llamada El Golea antes de la independencia de Argelia), provincia de Gardaya.

La conversión de Carlos de Foucauld estuvo marcada por las palabras de Henri Huvelin: «Jesús tomó el lugar más bajo, que nadie ha sido capaz de robarle». Esta frase es una reflexión sobre la parábola del Evangelio de Lucas que trata acerca de la elección de los asientos en una boda. Entonces Carlos de Foucauld se dio cuenta de que no había nada más para él que ese último querido lugar. Esa idea no lo abandonó nunca, y ya casi al final de su existencia la reiteró al contemplar la vida de Jesús como un continuo «descenso»:

Jesús no hizo otra cosa que bajar: bajar en la encarnación, bajar haciéndose criatura, bajar obedeciendo, bajar haciéndose pobre, abandonado, desterrado, perseguido, ejecutado, poniéndose siempre en el último lugar.
Lettres au Père Jérôme

Fue con el fin de imitar a Jesús de Nazaret que Carlos decidió vivir en Tamanrasset. Esa imitación (en latín, imitatio Christi) lo llevó a querer asemejarse a él en su vida privada, que corresponde al período más desconocido de la vida de Jesús —apenas mencionado en los Evangelios—, su vida en Nazaret anterior al inicio de su ministerio público. Carlos percibió en esa vida oculta de Jesús una profunda humildad y abnegación. La imitación de esa humildad de Jesús condujo a Carlos al encuentro del «último lugar».
No quiso diferenciarse de las personas con quienes vivía; quiso llevar una vida similar a la de ellos, trabajando para ganarse la vida, negándose a mostrar cualquier forma de superioridad por su condición de sacerdote. Carlos escribió a su amigo:

«[...] viviendo del trabajo de mis manos, desconocido de todos y pobre, y disfrutando profundamente de la oscuridad, del silencio, de la pobreza, de la imitación de Jesús. La imitación es inseparable del amor. Todo el que ama quiere imitar (al amado), ese es el secreto de mi vida.
Carta a Gabriel Tourdes

Esta imitación de la vida oculta de Jesús condujo a Carlos a desarrollar una espiritualidad personal y una visión particular del apostolado. Mientras que los misioneros buscaron tradicionalmente predicar a imagen de la vida pública de Jesús, Carlos quiso desarrollar su ministerio en el silencio y la discreción, pues concebía su misión como la de vivir la «vida de Nazaret», que interpretaba como una vida oculta en la que ya se desarrollaba la obra salvadora de Jesús. Esta faceta de la espiritualidad de Carlos de Foucauld se considera un elemento novedoso, así destacado por José Saraiva Martins:

El nuevo elemento en la enseñanza de Carlos de Foucauld sobre el misterio de Nazaret fue que la vida oculta en Nazaret no fue solo una etapa en la formación de Jesús para su misión como Salvador, por mucho que haya sido, sino que fue también la salvación misma que ya había comenzado a obrar a través de él.

### La eucaristía

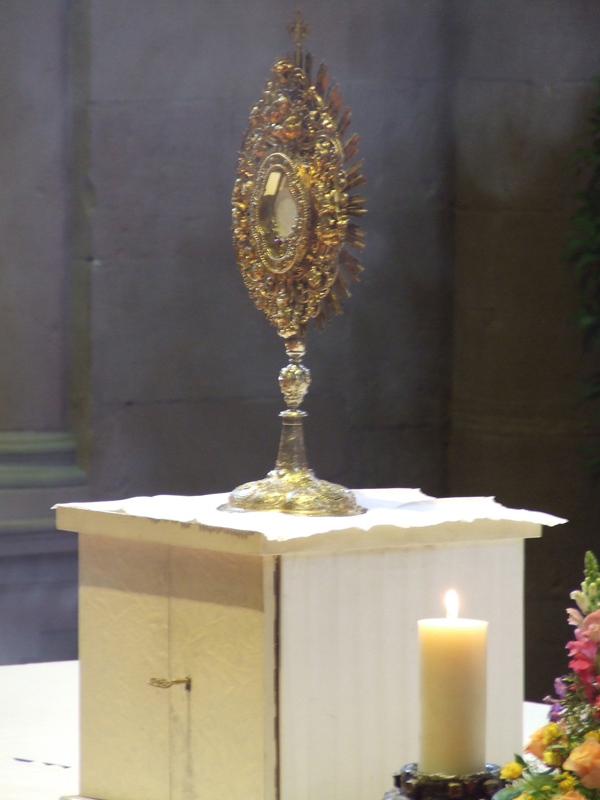
Adoración eucarística.

La adoración eucarística, y en particular la adoración nocturna, fue uno de los fundamentos de la espiritualidad de Carlos de Foucauld, quien siempre otorgó gran importancia a la eucaristía. René Voillaume, continuador de esa espiritualidad, señaló en su obra Semillas del desierto (1953) que «Jesús en los evangelios» y «Jesús en la eucaristía» eran los dos polos alrededor de los cuales giró la vida de Carlos. Para Carlos, la «vida oculta de Jesús» y «Jesús oculto en la eucaristía» compartían la misma lógica. Por esa razón, al retornar a Francia en abril de 1909, pasó una noche en oración con Louis Massignon en la basílica del Sagrado Corazón de Montmartre. Asimismo, incluyó la adoración eucarística en los estatutos de su Unión de hermanos y hermanas del Sagrado Corazón de Jesús, como la «obra característica, especial».
Diariamente y a lo largo de su vida, Carlos dedicó horas a la adoración eucarística, y priorizó esta forma de oración a cualquier otra actividad. Quiso llevar la eucaristía a los lugares en los que ella estaba menos presente, concretamente, al Sahara. En la soledad del desierto, se refirió a la eucaristía al escribirle a María de Bondy que él estaba con «su mejor amigo» y que con ella «no falta nada».
Carlos de Foucauld desarrolló una concepción novedosa de la eucaristía, que incluía un matiz teológico de cierta originalidad. Creía que la eucarístía irradiaba, llenaba de gracia y permitía, por su sola presencia, no solo la santificación de las personas que comulgaban sino además la de aquellos que vivían cerca. Según Antonius van Bruggen, Foucauld vivió intensamente la presencia eucarística, en la que sobresalía para él lo que llamaba la «irradiación eucarística» del pan sagrado. De hecho, practicó la adoración eucarística hasta el día de su muerte. Benedicto XVI recordó que no lejos de su cuerpo asesinado se encontró, «como el grano de trigo caído en tierra, el viril con el Santísimo Sacramento que el Hermano Carlos adoraba cada día durante largas horas».

### Un apostolado innovador
Carlos de Foucauld descubrió rápidamente las limitaciones de la evangelización clásica aplicada en las poblaciones tuaregs. Conducido por su naturaleza bastante independiente, se negó a emplear la predicación como principal medio de evangelización. Su deseo de imitar la vida oculta de Jesús lo llevó a innovar radicalmente el modo de realizar su apostolado, que no concebía como una estrategia, sino como una búsqueda de ser ejemplo de vida cristiana en el quehacer cotidiano, una «presencia cristiana» entre poblaciones no cristianas, en el que conducía una vida similar a los demás pero buscando imitar la vida de Jesús.
Poco a poco, Carlos consideró que no hacía falta buscar la «conversión» a cualquier precio, y menos aún de manera forzada, sino amar al prójimo, respetarlo y tratar de entenderlo, incluso si su religión era diferente. El estudio de la lengua tuareg por parte de Carlos se integró plenamente en este proceso de aceptación, de comprensión y de ayuda a las poblaciones por las que, en sus palabras, «hacemos, por así decir, nada».
Para Carlos, este conocimiento del otro debía conducir a la búsqueda de su bienestar material, a través de la educación, y del progreso técnico, pero además a desarrollar la inteligencia del otro y su dignidad sin esperar nada a cambio. Al asentar en su diario lo que le había dicho el padre Huvelin en su viaje a Francia de 1909, Carlos planteó un «apostolado de la amistad»:

Mi apostolado ha de ser el apostolado de la bondad. Al verme ha de decirse: «puesto que este hombre es bueno, su religión ha de ser buena». Si se pregunta por qué soy dulce y bueno, tengo que responder que porque soy servidor de uno mucho más bueno que yo. ¡Si supierais lo bueno que es mi maestro Jesús!
Diario, 1909

En diferentes momentos de su vida, Carlos rechazó para sí el término «misionero».

Monseñor Guérin tendría una leve y discreta tendencia a transformar mi vida de monje silencioso y escondido, mi vida de Nazaret, en una vida de misionero. Yo no seguiré esta última tendencia, pues creería ser muy infiel a Dios, que me ha dado la vocación de vida oculta y silenciosa y no la de hombre de palabras. Monjes y misioneros son, unos y otros, apóstoles, pero de manera diferente. En esto no cambiaré y seguiré el camino que [...] estoy siguiendo hace catorce años: vida oculta de Jesús, con otros si Jesús me los envía, solo si me deja solo.
Carta al padre Huvelin, 10 de junio de 1903

«Mi vida no es aquí la de un misionero, sino la de un ermitaño», escribió a Henri de Castries el 28 de octubre de 1905. Y el 2 de julio de 1907, escribió a monseñor Guérin: «Yo soy monje, no misionero, hecho para el silencio, no para la palabra». Desarrolló un apostolado de presencia silenciosa, «desconocido». En su correspondencia, Carlos se manifestaba convencido de que esta presencia era esencial con el fin de «roturar», es decir, de preparar la tierra como primera etapa en el camino de la conversión. Para Carlos, el primer apostolado era el que pasaba por «la bondad, el amor y la prudencia».

### Su concepción del islam
La mirada que Carlos de Foucauld tuvo sobre el islam mudó con el tiempo. Su exploración de Marruecos y el fervor que observó en las poblaciones musulmanas y judías jugaron sin duda un papel esencial en el comienzo de su conversión. En esa etapa de su vida se sintió atraído por el Corán, para más tarde apartarse definitivamente del mismo. Sin embargo, toda su vida estuvo marcada por su proximidad a las poblaciones musulmanas, tanto en la Trapa de Cheikhlé, en el Imperio otomano, como en Nazaret, y finalmente en Argelia.
El enfoque que desarrolló no fue el de una conversión inmediata de los musulmanes, sino el de un descubrimiento y familiarización con los demás, a quienes veía como hermanos. Carlos buscó predicar lo que él llamó «religión natural», que conducía al «amor de Dios» y al «acto de amor perfecto».

Quieres saber lo que puedo hacer por los indígenas. No es posible hablarles directamente de nuestro Señor. Esto sería hacerles huir. Hay que inspirarles confianza, hacerse amigo entre ellos, prestarles pequeños servicios, darles buenos consejos, trabar amistad con ellos, exhortarles discretamente a seguir la religión natural, probarles que los cristianos los aman.
Carta a María de Bondy, 16 de diciembre de 1905

Animado por estas ideas creó el «rosario del amor», que podía ser recitado tanto por los musulmanes como por los cristianos. Consideró que los musulmanes no podrían comprender el cristianismo sin abrirse a una educación «igual a la nuestra», con el fin de que pudieran juzgar por sí mismos su religión. Además estaba persuadido de que los no bautizados podían alcanzar la salvación si «fueron buenos y justos», es decir, si obraban con corazón sincero regidos por el juicio de su conciencia, lo que sería recordado más tarde por el Concilio Vaticano II (Lumen gentium 16).

### El abandono en Dios
Carlos de Foucauld desarrolló una espiritualidad en torno a la entrega y a la confianza en Dios, que encuentra su expresión más conocida en la meditación que daría lugar a la célebre Oración de abandono. La lógica del «abandono en Dios» lo llevó a ofrecerle su libertad, lo que se tradujo en una primera etapa en la obediencia a sus superiores, detrás de cuyas directivas contemplaba la mano de Dios. Este concepto radical lo condujo a pensar que «todos los actos (de obediencia a sus superiores) se convierten en actos de amor puro». Para él, la obediencia a los superiores era no solo una forma de entregarse a Dios y de hacer su voluntad, sino también una manera de vivir en la «imitación de Jesús», quien permaneció obrando la voluntad de Dios Padre y sujeto a sus padres durante su vida oculta.
Según Carlos, esta entrega a Dios significaba un camino que unía la misericordia de Dios, su amor y su sufrimiento. Incluyó la devoción al Sagrado Corazón de Jesús como emblema en su hábito religioso, con el cual simbolizó el amor de Dios –con la figura del corazón– y el sufrimiento –con la figura de la cruz–. Se trató de una devoción que involucró un compromiso de la voluntad.

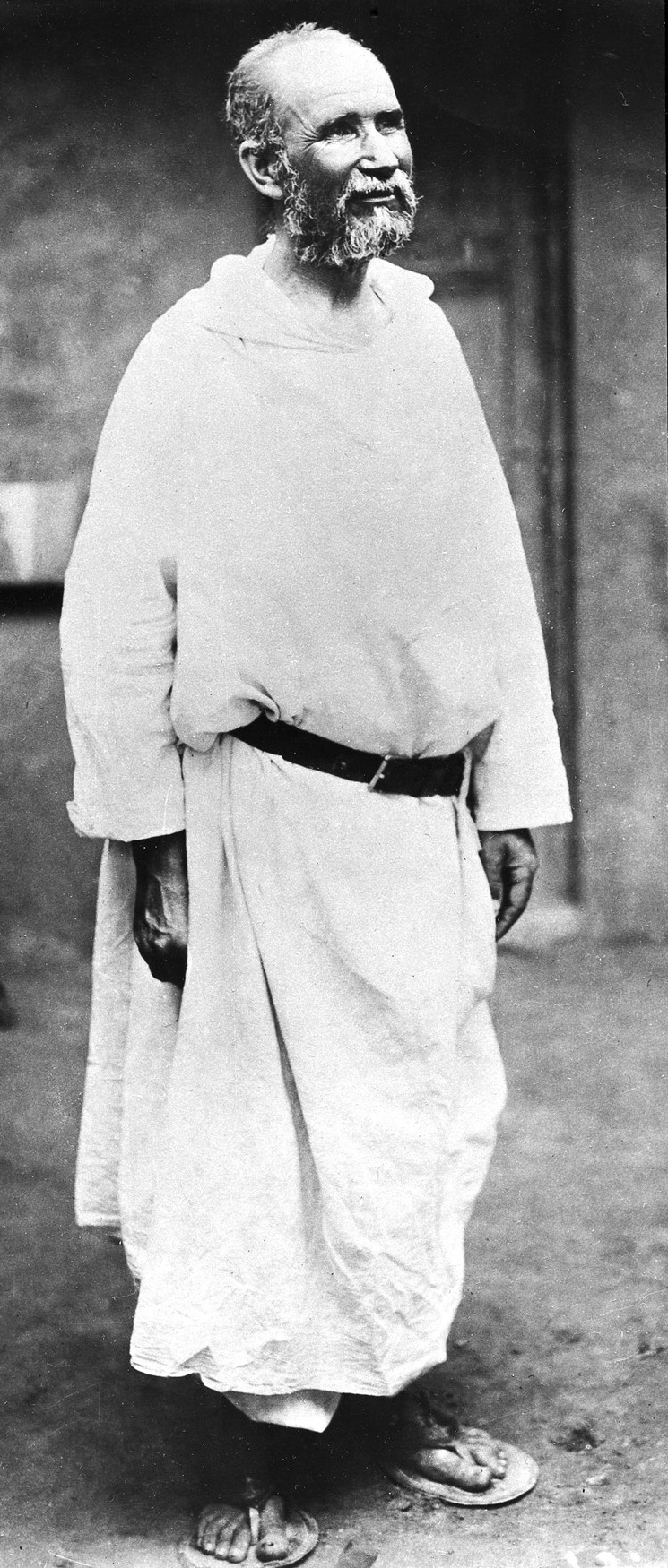
Última fotografía en vida de Carlos de Foucauld (ca. 1914-1915).

Ese «abandono» de su libertad, esa búsqueda del olvido al elegir «el último lugar» y el camino de la mortificación, se profundizó entre finales de 1907 y todo el año 1908. Durante un año no había podido celebrar la misa por falta de fieles. Los meses de diciembre de 1907 y de enero de 1908 fueron para Carlos un tiempo de desnudez extrema o, en palabras de su biógrafo Jean-François Six, «una noche» del espíritu, más penosa todavía que la de 1897. Su vida le parecía un fracaso, porque todo lo que había querido fundar se derrumbó.

Hace más de veintiún años que usted me volvió a Jesús y es mi padre; cerca de dieciocho que entré en el convento. A los cincuenta años, ¡qué cosecha debería tener para mí y para los demás! Y en lugar de ello, yo no tengo más que miseria y desnudez, y a los otros no les he hecho el menor bien... Por los frutos se conoce el árbol y esto muestra lo que soy.
Carta a Henri Huvelin, 1 de enero de 1908

Foucauld había sido siempre un hombre sano, pero enfermó en enero de 1908 (ver en la sección Tamanrasset), y llegó a un estado de debilitamiento extremo próximo a la muerte, del que fue salvado por unos tuaregs quienes en plena hambruna le dieron a beber leche de cabra, el alimento de los más pobres.

Han buscado todas las cabras en un radio de cuatro kilómetros para darme un poco de leche.
Carta a María de Bondy, enero de 1908

Ese hecho, interpretado por Carlos como obra de la providencia de Dios en cuyas manos está todo, marcó su segunda conversión, vivida como un llamado de Dios a un mayor abandono espiritual y al uso de los «medios» de los cuales se valió Jesús de Nazaret para su obra.

Los medios de que Él se valió en el pesebre, en Nazaret y sobre la cruz son: pobreza, abyección, humillación, abandono, persecución, sufrimiento, cruz. Ésas son nuestras armas, las de nuestro Esposo divino, que nos pide le dejemos continuar en nosotros su vida [...] Sigamos este modelo único y estaremos seguros de hacer mucho bien, pues entonces no somos nosotros los que vivimos, sino que Él vive en nosotros. Nuestros actos no son ya los nuestros, humanos y miserables, sino los suyos, divinamente eficaces.
15 de enero de 1908

Carlos abandonó entonces todos sus deseos de fundaciones o conversiones, y se ofreció como un pobre a Dios. Ese abandono total de sí mismo y el ofrecimiento de su vida a Dios fue para él la única manera de llegar a dar fruto, a imagen del «grano de trigo que muere para dar mucho fruto» (Juan 12,24).

## Reconocimiento y legado en la Iglesia católica

### Beatificación y canonización de Carlos de Foucauld
La apertura de la causa para estudiar su beatificación y canonización se produjo en 1927. El proceso se interrumpió durante la guerra de Argelia, pero se reemprendió más tarde. En la fase romana, los trabajos pasaron por diferentes etapas, hasta que el 20 de octubre de 2000 una comisión de nueve teólogos se pronunció unánimemente a favor de la práctica heroica de virtudes cristianas por parte de Carlos de Foucauld. El 9 de febrero de 2001, la Congregación para las Causas de los Santos ratificó esa misma tesis, lo que permitió que el papa Juan Pablo II firmase el decreto de heroicidad de sus virtudes el 24 de abril de ese mismo año y lo declarase venerable. El 1 de marzo de 2003 se había producido el primer reconocimiento por parte de la archidiócesis de Milán de un milagro por intercesión de Carlos de Foucauld. La ratificación del mismo pasó por las etapas preceptivas hasta la firma del decreto vaticano que lo reconocía para la Iglesia universal. El 13 de noviembre de 2005 fue proclamado beato en una celebración presidida por el cardenal José Saraiva Martins, prefecto de la Congregación para las Causas de los Santos durante el papado de Benedicto XVI. Sus reliquias se veneran en la abadía Nuestra Señora de las Nieves. La Iglesia católica celebra su festividad el 1 de diciembre.
El papa Francisco canonizó a Carlos de Foucauld el 15 de mayo de 2022, junto con otros 9 católicos, Titus Brandsma entre ellos, mártires o fundadores de órdenes, en una de las canonizaciones más numerosas de la historia.
También se lo conmemora en el calendario litúrgico de la Iglesia de Inglaterra, y en la Iglesia episcopal en los Estados Unidos.

### Paradigma de la conversión, antecedente del diálogo interreligioso
El cambio de vida de Foucauld, tan drástico como decisivo, hizo de él uno de los paradigmas de la conversión en tiempos contemporáneos. Se lo considera entre los conversos más famosos de la historia, junto con Pablo de Tarso, Agustín de Hipona, Francisco de Asís, Ignacio de Loyola y Edith Stein, entre otros.
Diferentes expresiones de René Voillaume, de Ali Merad, e incluso del Comité «Islam en Europa» del Consejo de las Conferencias episcopales europeas y de la Conferencia de Iglesias europeas, mostraron a Carlos de Foucauld como pionero en el diálogo entre el cristianismo y el islam. Los escritores Ian Latham y Dominique Casajus analizaron los alcances y límites de tal presentación. Ian Latham señaló que el diálogo entre Foucauld y el islam fue un diálogo «de presencia». La palabra «hermano» era para Foucauld la síntesis para dar la bienvenida a la diferencia, al tiempo que reconocía lo que él tenía en común con el otro: la humanidad. Ese era el fundamento para construir un diálogo de mentes y de espíritus: no un diálogo acerca de la fe de cada cual –aunque esto no se excluyera–, sino un diálogo de vida, desde las pequeñas cosas ordinarias del quehacer compartido. Mentor del gran islamólogo Louis Massignon, que difundiría una visión renovada del islam, se considera a Carlos de Foucauld como una de las figuras preparatorias del camino de diálogo interreligioso que alcanzaría una expresión especialmente intensa en la declaración Nostra aetate y en la constitución dogmática Lumen gentium del Concilio Vaticano II.

### Familia espiritual
La Unión-Sodalicio o Unión de hermanos y hermanas del Sagrado Corazón de Jesús (1909) fue la única asociación fundada por el propio Carlos de Foucauld. Al momento de su muerte, esa asociación de fieles contaba con solo 48 miembros sin contar al propio Carlos. Fue encauzada por Louis Massignon, quien publicó los primeros extractos de su directorio en 1917. En 1919, el arzobispo de París Léon-Adolphe Amette dio un dictamen favorable a la reanudación de la Unión, bajo la presidencia de monseñor Alexandre Le Roy, designado por el obispo Léon-Antoine-Augustin-Siméon Livinhac, superior general de los Padres Blancos. En 1928, Massignon publicó la totalidad del directorio de la Unión, y en 1947 creó el Sodalicio. A partir de la década de 1960 fue coordinada por Jean-François Six. Hoy cuenta con unos 1000 miembros.
En el curso de la década de 1920, aparecieron los primeros sacerdotes eremitas que tomaron como modelo a Carlos de Foucauld: en 1924, el almirante Malcor, ordenado sacerdote, tomó el hábito de Foucauld y se instaló en Sidi-Saâd, cerca de Kairuán en Túnez. Lo siguió Charles Henrion, amigo de Paul Claudel y de Jacques Maritain. Henrion también adoptó el hábito blanco de Foucauld con el emblema del Sagrado Corazón con la cruz carmesí, con el que impresionaría a Jean Cocteau hasta jugar un papel clave en su conversión y primera comunión, el 19 de junio de 1925.
Correspondería al hermano René Voillaume (1905-2003) la fundación de la congregación católica que seguiría en el futuro las huellas de Carlos de Foucauld. Fue en septiembre de 1933 cuando René Voillaume, junto con otros cuatro jóvenes sacerdotes franceses, se instalaron en el Sahara argelino para vivir según el espíritu de Carlos de Foucauld: ese fue el comienzo de la fraternidad conocida con el nombre de Hermanos de Jesús. Algo más tarde, se sumaría Magdeleine Hutin (1898-1989), conocida como hermanita Magdeleine de Jesús. Con su primera profesión religiosa en Argel el 8 de septiembre de 1939, ella iniciaría la fundación de las Hermanitas de Jesús.
En 2014, la «Familia Espiritual Carlos de Foucauld» –considerada en su conjunto como asociación internacional– abarca una veintena de grupos, tanto congregaciones religiosas como asociaciones de vida cristiana, integrados por más de 13 000 miembros en 89 países. A ella se suma la comunidad ecuménica Horeb-Carlos de Foucauld conformada por laicos que viven según el carisma de Carlos de Foucauld en pos de la unidad de los cristianos y el diálogo interreligioso.

## Obras de Carlos de Foucauld

### Obras espirituales
La mayor parte de la obra espiritual de Carlos de Foucauld fue sistematizada en la serie francesa Oeuvres spirituelles du père Charles de Foucauld (Éditions Nouvelle Cité), con introducciones de dos de los postuladores de la causa de canonización de Foucauld, Bernard Jacqueline en las ediciones más antiguas, y Maurice Bouvier en las más nuevas.
- Foucauld, Charles de [Jacqueline, Bernard: intr.] (1995) [1987]. Considérations sur les fêtes de l'année (en francés). 602 páginas. París: Nouvelle Cité. ISBN 978-2-85313-149-0. Tome I de l'édition intégrale: Méditations liturgiques (du 1.er nov. 1897 au 31 oct. 1898).
- Foucauld, Charles de [Jacqueline, Bernard: intr.] (1980). Qui peut résister a Dieu? (en francés). 319 páginas. Bruyères-le-Châtel (Essonne): Nouvelle Cité. ISBN 978-2-85313-046-2. Tome II de l'édition intégrale: Méditations sur l'Ecriture Sainte (1896-1898).
- Foucauld, Charles de; [Bouvier, Maurice: intr.] (2005) [2002]. Méditations sur les psaumes (en francés). 445 páginas. Montrouge: Nouvelle Cité. ISBN 978-2-85313-419-4. Tome III de l'édition intégrale (1897-1898).
- Foucauld, Charles de [Jacqueline, Bernard: intr.] (1999) [1973, reimpreso en 1998 y 1999]. En vue de Dieu seul (en francés). 288 páginas. París: Nouvelle Cité. ISBN 978-2-85313-001-1. Tome IV/1 de l'édition intégrale: Méditations sur les passages des saints évangiles relatifs à 15 vertus (juin 1897 à juin 1898).
- Foucauld, Charles de [Jacqueline, Bernard: intr.] (1995) [1974]. Aux plus petits de mes frères (en francés). 192 páginas. París: Nouvelle Cité. ISBN 978-2-85313-002-8. Tome IV/2 de l'édition intégrale: Méditations sur les passages des saints évangiles relatifs à 15 vertus (juin 1897 à juin 1898).
- Foucauld, Charles de [Jacqueline, Bernard: intr.] (1989). Commentaire de Saint Matthieu (en francés). 378 páginas. Bruyères-le-Châtel (Essonne): Nouvelle Cité. ISBN 978-2-85313-205-3. Tome V de l'édition intégrale (1899-1900).
- Foucauld, Charles de [Bouvier, Maurice: intr.] (1996). La Bonté de Dieu (en francés). 324 páginas. Nouvelle Cité. ISBN 978-2-85313-298-5. Tome VI/1 de l'édition intégrale: Méditations sur les Saints Évangiles (1898-1899).
- Foucauld, Charles de [Bouvier, Maurice: intr.] (1997). L'imitation du Bien-Aimé (en francés). 300 páginas. Bruyères-le-Châtel (Essonne): Nouvelle Cité. ISBN 978-2-85313-317-3. Tome VI/2 de l'édition intégrale: Méditations sur les Saints Évangiles (1898-1899).
- Foucauld, Charles de [Bouvier, Maurice: intr.] (2003) [1977, reimpreso en 1995]. Petit frère de Jésus (en francés). 318 páginas. Bruyères-le-Châtel (Essonne): Nouvelle Cité. ISBN 978-2-85313-438-5. Tome VII de l'édition intégrale: Méditations (1898-1900).
- Foucauld, Charles de [Jacqueline, Bernard: intr.] (2005) [1978]. L'Esprit de Jésus (en francés). 349 páginas. Bruyères-le-Châtel (Essonne): Nouvelle Cité. ISBN 978-2-85313-483-5. Tome VIII de l'édition intégrale: Méditations sur les Saints Évangiles (1896-1915).
- Foucauld, Charles de [Bouvier, Maurice: intr.] (2002) [1974]. La Dernière Place (en francés). 285 páginas. Bruyères-le-Châtel (Essonne): Nouvelle Cité. ISBN 978-2-85313-425-5. Tome IX/1 de l'édition intégrale: Retraite à Nazareth (noviembre de 1897).
- Foucauld, Charles de [Bouvier, Maurice, intr.] (2004) [1975]. Crier l'Évangile (en francés). 191 páginas. Bruyères-le-Châtel (Essonne): Nouvelle Cité. ISBN 978-2-85313-450-7. Tome IX/2 de l'édition intégrale: Retraite à Ephrem (mars 1898) et Election (avril 1900).
- Foucauld, Charles de [Bouvier, Maurice, intr.] (2004) [1975]. Seul avec Dieu (en francés). 255 páginas. Bruyères-le-Châtel (Essonne): Nouvelle Cité. ISBN 978-2-85313-462-0. Tome X de l'édition intégrale (de 1900 à 1909): Retraite à N-D des Neiges et au Sahara.
- Foucauld, Charles de (1995). Règlements et Directoire (en francés). 708 páginas. Bruyères-le-Châtel (Essonne): Nouvelle Cité. ISBN 978-2-85313-276-3. Tome XI et XII de l'édition intégrale (de 1896 jusqu'en 1916): 5 textes de fondation.
- Foucauld, Charles de [Jacqueline, Bernard: intr.] (1993). Carnet de Beni-Abbès (en francés). 219 páginas. París: Nouvelle Cité. ISBN 978-2-85313-258-9. Tome XIII de l'édition intégrale (d'octobre 1901 à juillet 1905).
- Foucauld, Charles de [Jacqueline, Bernard: intr.] (1986). Carnets de Tamanrasset (en francés). 418 páginas. Bruyères-le-Châtel (Essonne): Nouvelle Cité. ISBN 978-2-85313-129-2. Tome XIV de l'édition intégrale (de juillet 1905 à décembre 1916).
- Foucauld, Charles de [Jacqueline, Bernard: intr.] (1995) [1979]. Voyageur dans la nuit (en francés). 292 páginas. Bruyères-le-Châtel (Essonne): Nouvelle Cité. ISBN 978-2-85313-038-7. Tome XV de l'édition intégrale (1888-1916): Notes de spiritualité.
- Foucauld, Charles de [Sourisseau, Pierre: Intr.] (1997). Au fil des jours (en francés). 252 páginas. Bruyères-le-Châtel (Essonne): Nouvelle Cité. ISBN 978-2-85313-309-8. Anthologie des écrits spirituels.
- Foucauld, Charles de (1969). Contemplation: textes inedits (en francés). 192 páginas. París: Beauchesne. ISBN 978-2-7010-0469-3.
- Foucauld, Charles de (1991). Cette chère dernière place. Lettres à mes frères de la Trappe (en francés). 481 páginas. París: Éditions du Cerf. ISBN 978-2-204-04143-0.
- Foucauld, Charles de (1947) [1937]. L'Evangile présenté aux pauvres nègres du Sahara lugar=París (en francés). 262 páginas. Grenoble-Arthaud.
- Foucauld, Charles de (1990) [1935]. Le Modèle unique (en francés). 43 páginas. Montsûrs: Résiac. ISBN 978-2-85268-188-0.

### Correspondencia
- Foucauld, Charles de (1991). Cette chère dernière place. Lettres à mes frères de la Trappe (en francés). 481 páginas. París: Éditions du Cerf. ISBN 978-2-204-04143-0.
- Foucauld, Charles de (1947) [1937]. L'Evangile présenté aux pauvres nègres du Sahara (en francés). 262 páginas. París: Grenoble-Arthaud.
- Foucauld, Charles de (1969). Lettres à mes Frères de La Trappe. Correspondance inédite présentée et annotée par A. Robert. 151 páginas. París: Les éditions du Cerf.
- Foucauld, Charles de (1966). Lettres à Mme de Bondy. De la Trappe à Tamanrasset (en francés). 256 páginas. París: Desclée de Brouwer.
- Foucauld, Charles de (2005). Lettres à sa sœur Marie de Blic (en francés). 229 páginas. Mesnil-Saint-Loup: Le Livre Ouvert. ISBN 978-2-915614-07-7. (1883-1916)
- Foucauld, Charles de (1993). L'aventure de l'amour de Dieu - 80 lettres inédites de Charles de Foucauld à Louis Massignon (en francés). París: Seuil,J.F. Six. Se completó con tres cartas de Louis Massignon a Carlos de Foucauld (ed. F.Angelier), publicado en el número 19 del Boletín de la Sociedad de Amigos de Louis Massignon, 2006.
- Foucauld, Charles de (2005). Correspondances lyonnaises (1904-1916) (en francés). 192 páginas. París: Karthala. ISBN 978-2-84586-673-7.
- Foucauld, Charles de (1998). Correspondances sahariennes (en francés). 1061 páginas. París: Éditions du Cerf. ISBN 978-2-204-05740-0. Contiene cartas hasta entonces inéditas, dirigidas a los Padres Blancos y a las Hermanas Blancas, 1901-1916.
- Foucauld, Charles de [presentación de Six, Jean-François y Cuisinier, Brigitte] (2010). Charles de Foucauld, abbé Huvelin (en francés). 320 páginas. Bruyères-le-Châtel (Essonne): Nouvelle Cité. ISBN 978-2-85313-605-1. Contiene veinte años de correspondencia entre Carlos de Foucauld y su director espiritual (1890-1910).
- Foucauld, Charles de (1987) [1982]. Lettres à un ami de lycée (en francés). 224 páginas. París: Nouvelle Cité. ISBN 978-2-85313-062-2. Contiene la correspondencia mantenida entre Foucauld y Gabriel Tourdes (1874-1915).
- Nicklès, Adrien (abril de 1921). «Quelques lettres du Père de Foucauld (Vingt-cinq lettres du P. de Foucauld au lieutenant Garnier)». L'Afrique française: bulletin mensuel du Comité de l'Afrique française et du Comité du Maroc (en francés) 31: 121-125. Una conferencia brindada por el autor fue reproducida nuevamente en 1922 en las Mémoires de la Société d'emulation du Doubs.
- Foucauld, Charles de ((2002) 2004). «Lettres à monsieur René Basset, doyen de la faculté des lettres d'Alger"». Études et documents berbères. 19-20: 175-290. También existe una copia dactilográfica en los Archives Foucauld, Fonds Basset, Bibliothèque des langues.
- Saint-Martin, Yves-Jean (2000). «Lettres du Père Charles de Foucauld à Félix Dubois, 1907-1916». Félix Dubois 1862-1945: grand reporter et explorateur, de Panama à Tamanrasset (en francés). París: Editions L'Harmattan. pp. 253 y ss. ISBN 978-2-7384-8715-5.
- Foucauld, Charles de (octubre de 1917). «Lettre adressée à M. René Bazin». Bulletin du Bureau Catholique de Presse (en francés) (5). La carta a René Bazín, datada de unos pocos meses antes de la muerte de Foucauld («quelques mois avant sa mort»), fue publicada en octubre de 1917. La carta puede leerse además en este sitio web.

### Obras científicas

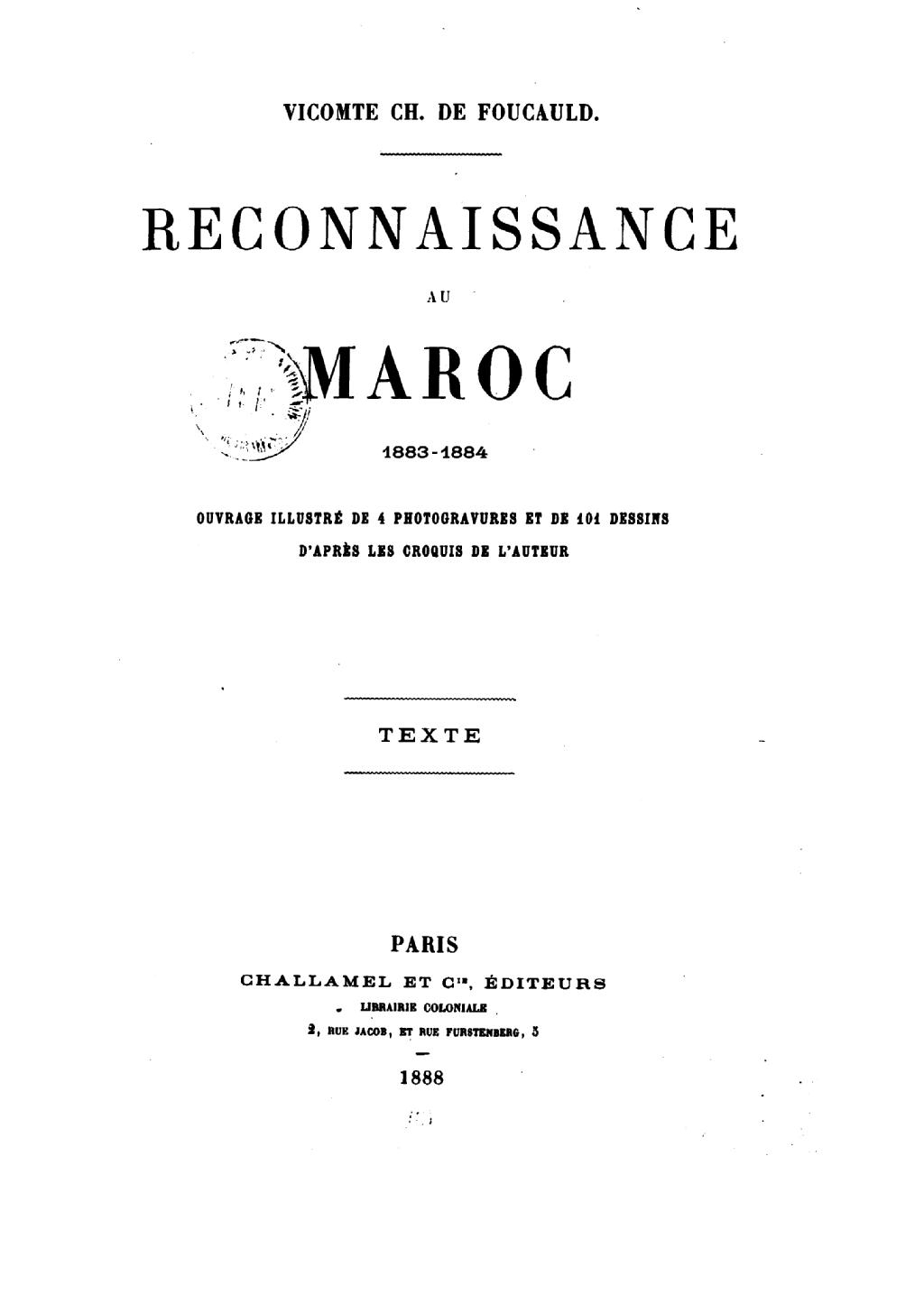
Portada interior del libro Reconnaissance au Maroc, 1883-1884, publicado en 1888. Biblioteca Nacional de Francia.

- Foucauld, Charles de (1985). Esquisses sahariennes. Trois carnets inédits de 1885 (en francés). 272 páginas. París: Jean Maisonneuve éditeur. ISBN 978-2-7200-1038-5. Consultado el 29 de agosto de 2019. La obra incluye 131 dibujos y un mapa. Reconstruye el viaje de Carlos de Foucauld, de septiembre a diciembre de 1885, poco después de su famosa exploración de Marruecos. Sobre este viaje, Carlos de Foucauld no dejó ningún diario, aunque alude a él en algunas de sus cartas.
- Foucauld, Charles de (1888). Reconnaissance au Maroc, 1883-1884. Ouvrage illustré de 4 photogravures et de 101 dessins d'après les croquis de l'auteur (en francés). 499 páginas. París: Challamel et Cie. ISBN 978-2-7384-6645-7. La obra se acompaña de un Atlas: parte 1 Archivado el 9 de agosto de 2014 en Wayback Machine. y parte 2 Archivado el 9 de agosto de 2014 en Wayback Machine.. Esta obra fue reimpresa en 1998 (París: L'Harmattan, coll. Les Introuvables).
- Foucauld, Charles de (1918).  Basset, René, ed. Dictionnaire abrégé touareg-français (dialecte de l’Ahaggar) (en francés). 2 tomos. Argel: J. Carbonnel.
- Foucauld, Charles de; Motylinski, Adolphe de (1922). Textes touareg en prose (dialecte de l’Ahaggar) (en francés). París: J. Carbonnel.
- Foucauld, Père de (publicado por René Basset, decano de la Facultad de Letras de Argel) (1920). Notes pour servir à un essai de grammaire touarègue (dialecte de l’Ahaggar) (en francés). Argel: Jules Carbonnel.
- Motylinski, A. de (publicado por René Basset) (1908). Grammaire, dialogues et dictionnaire touaregs (en francés). Argel: Imprimerie Orientale. Se publicó en vida de Foucauld, bajo el seudónimo de su amigo ya fallecido, Adolphe de Calassanti Motylinski.
- Foucauld, Charles de (publicado por André Basset) (1925-1930). Poésies touarègues (dialecte de l’Ahaggar) (en francés). París: Ernest Leroux, 2 volúmenes.
- Foucauld, Charles de (publicado por André Basset) (1940) [1918-1920]. Dictionnaire abrégé touareg-français des noms propres (dialecte de l’Ahaggar) (en francés). 362 páginas. París: Larose.
- Foucauld, Charles de (1951-1952). Dictionnaire touareg-français (en francés). 2028 páginas. París: Imprimerie nationale, 4 tomos. Reeditado por L'Harmattan en 2005.
- Foucauld, Charles de (introducción de Chaker, Salem; Gast, Marceau; Claudot, Hélène) (1984). Textes touaregs en prose (en francés). 360 páginas. Aix-en-Provence: Édisud. ISBN 2857443900. Reedición de la obra de 1922, revisada y completada.
- Foucauld, Charles de (introducción de Casajus, Dominique) (1997). Chants touaregs (en francés). 344 páginas. París: Éditions Albin Michel. ISBN 978-2-226-09432-2.